# Гомель
Го́мель (бел. Го́мель) — город в Беларуси, административный центр Гомельской области, а также Гомельского района, в состав которого город не входит. Второй по численности населения (501 193 человек на 1 января 2025 года) город в стране.
Расположен на юго-востоке республики на реке Сож в 302 км на юго-восток от Минска, в 534 км на восток от Бреста, в 171 км на юг от Могилёва, в 237 км на запад от Брянска, в 111 км к северу от Чернигова, в 567 км на юго-запад от Москвы. Город впервые упоминается в летописях 1142 года и имеет богатую историю. В Гомеле находятся такие знаменитые белорусские университеты, как Белорусский государственный университет транспорта, Гомельский государственный университет имени Франциска Скорины.
Более двух столетий визитной карточкой города на реке Сож является великолепный дворец Румянцевых и Паскевичей — одна из самых популярных достопримечательностей Беларуси. На территории ансамбля находятся собор святых Петра и Павла и фамильная усыпальница Паскевичей.

## Этимология
Летописные упоминания о городе, начиная с 1142 года и по XVI век приводятся в формах Гомь, Гомье, Гомей, Гомьи. По оценке Е. М. Поспелова, эти формы позволяют исследователям видеть в основе названия старославянского гом — «холм, бугор». Современная форма Гомель утвердилась только в XVII—XVIII веках. По мнению В. А. Никонова, можно предположить связь топонима со славянской основой, отразившейся в словенском hom, верхнелужицком homila — «холм», но это ещё требует дополнительных подтверждений.
Название города может быть связано с пересечённой местностью, на которой он расположен, образованной глубокими оврагами, бывшими руслами речек. Не исключено, что основа гом имеет ещё дославянское происхождение и может быть сопоставлена с такими словами иранских языков, как гом, ком, кам — «ущелье», хами — «впадина, низина, небольшая низменность», хам — «опущенный», «склонный», «извилина».
Помимо прочего, название «Гомель» может быть сопоставлено с кабардинским словом гъуэмылэ — «провизия», что объясняется существовавшими в прошлом контактами населения Поднепровья с касогами (адыгами).

## Геральдика
Решение о воссоздании герба 1855 года было принято Гомельским городским исполнительным комитетом от 16 июля 1997 года № 802. Решение о создании флага города Гомеля на основе исторического герба было принято Гомельским городским исполнительным комитетом 15 августа 2001 года № 919.
Герб и флаг зарегистрированы в Гербовом матрикуле Республики Беларусь 2 августа 1997 года № 9.

## История

### Гомель в период феодальной раздробленности Руси

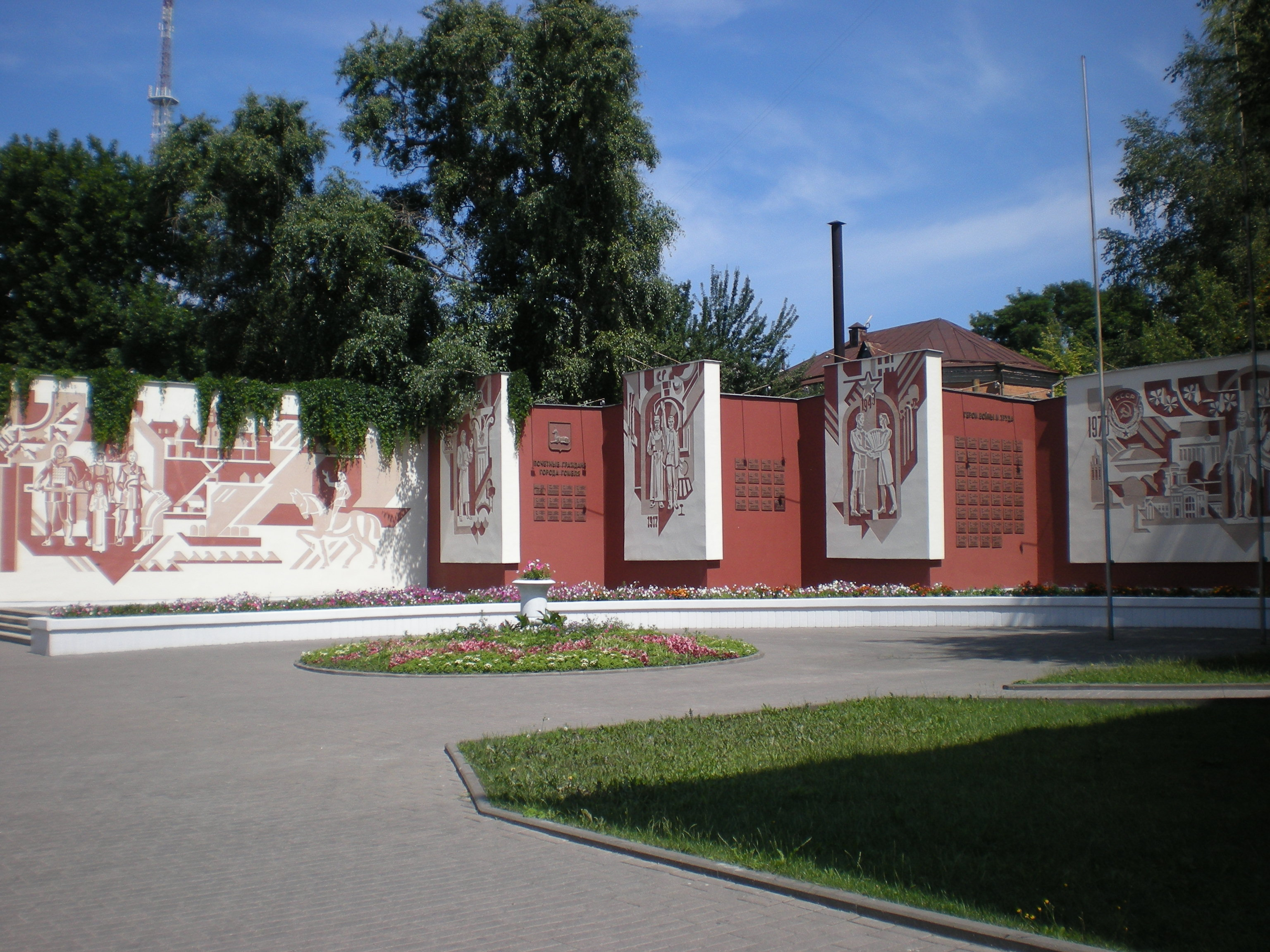
Композиция с изображением основных этапов истории Гомеля

Гомель (Гомий) возник в конце первого тысячелетия на землях восточно-славянского союза племён радимичей. Его детинец располагался на землях, омываемых водами реки Сож и водами ручья Гомеюк — от названия которого, предположительно, произошло название города. Высокий правый берег Сожа и глубокие овраги с крутыми склонами, его изрезавшие, создали естественное укрепление. Первые обитатели города — радимичи.
Недолгое время город был центром Гомельского княжества, затем в составе Черниговского княжества. Впервые упоминается в Ипатьевской летописи под 1142 годом как владение черниговских князей. Гомель был ненадолго взят смоленским князем Ростиславом Мстиславичем, однако затем его занял Изяслав Давыдович, после смерти которого в 1161 году он перешёл к черниговскому князю Святославу Ольговичу, затем к его сыну Олегу. Следующим владельцем Гомеля был Игорь Святославич — герой «Слова о полку Игореве». В этот период город был укреплённым пунктом и центром волости. В 1166 году город Гомель принадлежал к черниговскому княжению.
В XII—XIII веках площадь города составляет не менее 40 га, в нём развиты различные ремёсла, торговыми связями связан с городами южной и северной Руси. По археологическим данным город сильно пострадал во время татаро-монгольского нашествия в 1-й половине XIII века.

### Гомель в составе Великого княжества Литовского и Речи Посполитой
В 1335 году Гомельщина была завоевана князем Ольгердом к Великому княжеству Литовскому. В 1335—1406 годах был в составе удела князя Патрикия Наримунтовича и его сыновей, в 1406—1419 городом управляли великокняжеские наместники, в 1419—1435 принадлежал князю Свидригайло, в 1446—1452 князю Василию Ярославичу, в 1452—1483 — можайскому князю Ивану Андреевичу, с 1483—1505 — его сыну Семёну, который перешёл вместе с Гомелем в подданство великому князю Московскому.

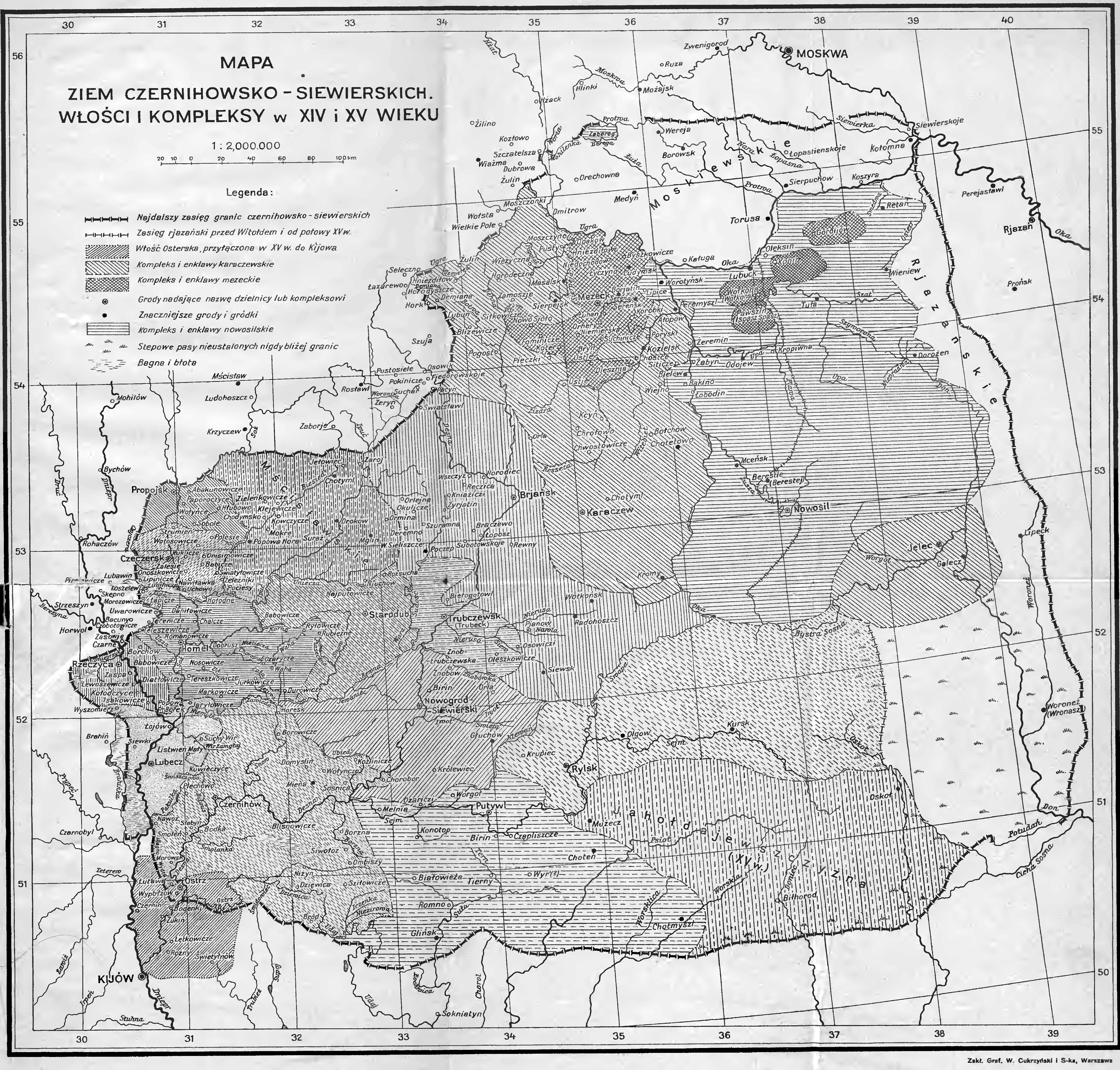
Гомель на карте Чернигово-Северских земель в XV веке (из книги Стефана Кучинского «Чернигово-Северские земли в составе Литвы», изданной в Варшаве в 1936 году)

Во время русско-литовской войны 1500—1503 годов Литва стремилась вернуть Гомель и другие земли, которые сдались Москве, однако потерпела сокрушительное поражение, потеряв около 1/3 своей площади.
В 1535 году войска ВКЛ во главе с Ю. Радзивиллом, Я. Тарновским и А. Немирой возвратили Гомель после сдачи города московским наместником Д. Щепиным-Оболенским. В этом же году Великий князь ВКЛ Сигизмунд Старый основал Гомельское староство. По мирному соглашению 1537 года он вместе с волостью остался литовским владением. В 1535—1565 — центр Гомельского староства, с 1565 — в Речицком повете Минского воеводства.

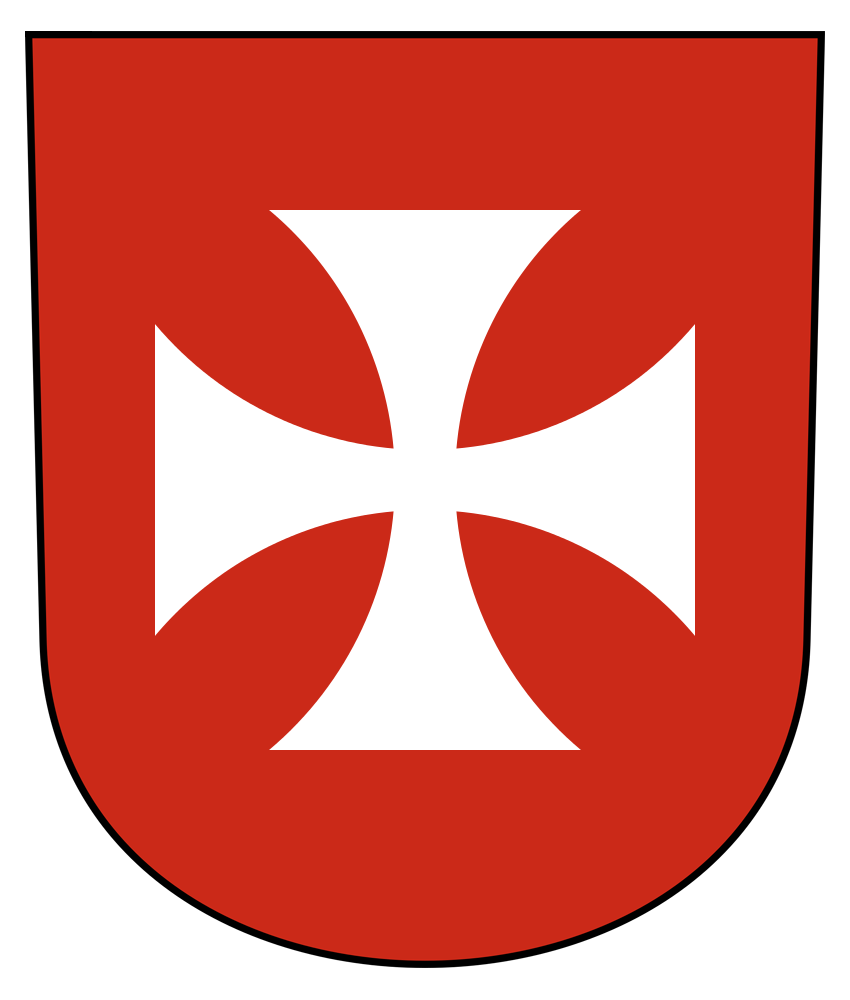
Герб Гомеля, 1560

В 1560 году городу был утверждён герб.
В 1569 году Гомель вошёл в состав Речи Посполитой. С этого момента город стал ареной многочисленных набегов и сражений между малороссийскими казаками, русскими войсками и войсками Речи Посполитой. В 1572 году Гомельское староство получил Б. Сапега. В начале 1570-х годов город был взят войсками Ивана Грозного, но в 1576 году отбит отрядом под командованием гетмана Ю. Радзивилла. В 1581 году Гомель вновь подвергся нападению русских войск, а в 1595—1596 — захвачен казаками С. Наливайко.
После начала борьбы с православием в Литовском княжестве в Гомеле по приказанию униатского архиепископа Иосафата Кунцевича в 1621 году был закрыт православный Николаевский собор. В 1633 году город был осаждён казаками Булгакова и Ермолина, в 1648 году взят казачьим отрядом Головацкого, в 1649 — отрядом М. Небабы. Впоследствии город выдержал несколько осад в 1651 году, но уже в 1654 году был взят отрядом И. Золотаренко. Он, а затем его сын, держали город до 1667 года и перешли на службу русскому царю Алексею Михайловичу, однако по Андрусовскому перемирию город остался в составе Речи Посполитой, где принадлежал сначала М. К. Радзивиллу, а затем вплоть до вхождения в состав Российской империи — князьям Чарторыйским. Во время Северной войны в Гомеле стояло русское войско под командованием А. Д. Меншикова.
В 1670 году Гомель получил Магдебургское право.
К середине XVII века город пришёл в упадок. Он подвергся значительным разрушениям, число жителей сильно сократились, многие ремёсла исчезли. Весьма высоки были налоги — к 1770 году с жителей Гомеля ежегодно взималось 20 752 злотых в польскую казну и 3 532 злотых на зимнее содержание войска.
В 1730—1772 годы владельцем Гомеля был подканцлер, а затем канцлер литовский М. Ф. Чарторыйский. При его владении городом замок был перестроен в довольно мощную крепость (воздвигнута новая деревянная стена и дубовые башни с бойницами, через ров были переброшены подъёмные мосты).

### Гомель в составе Российской империи

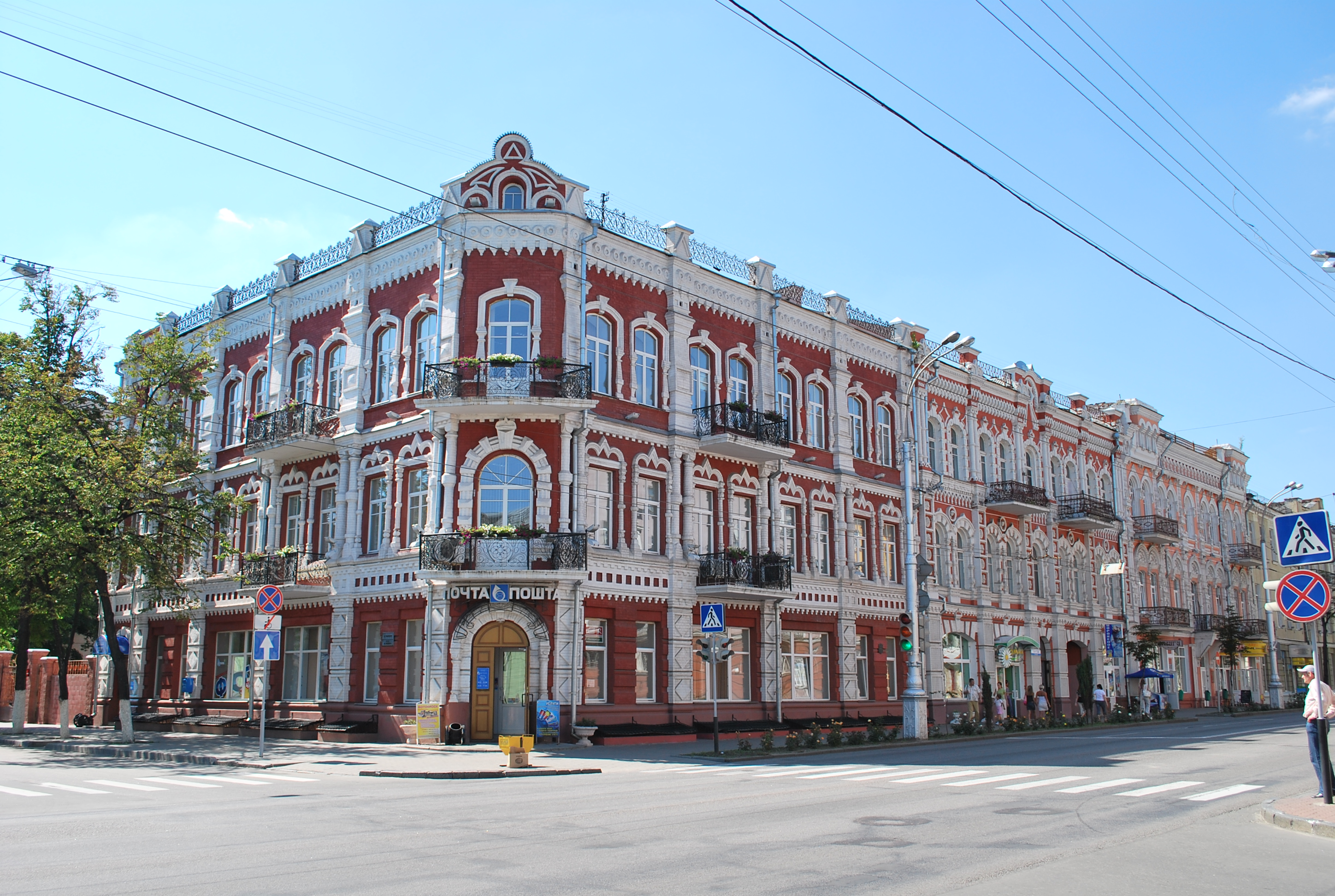
Здание Гомельского филиала РУП «Белпочта». Бывший доходный дом купца Лейбы Маянца. Памятник архитектуры. Улица Советская, 8

Памятник Н. П. Румянцеву

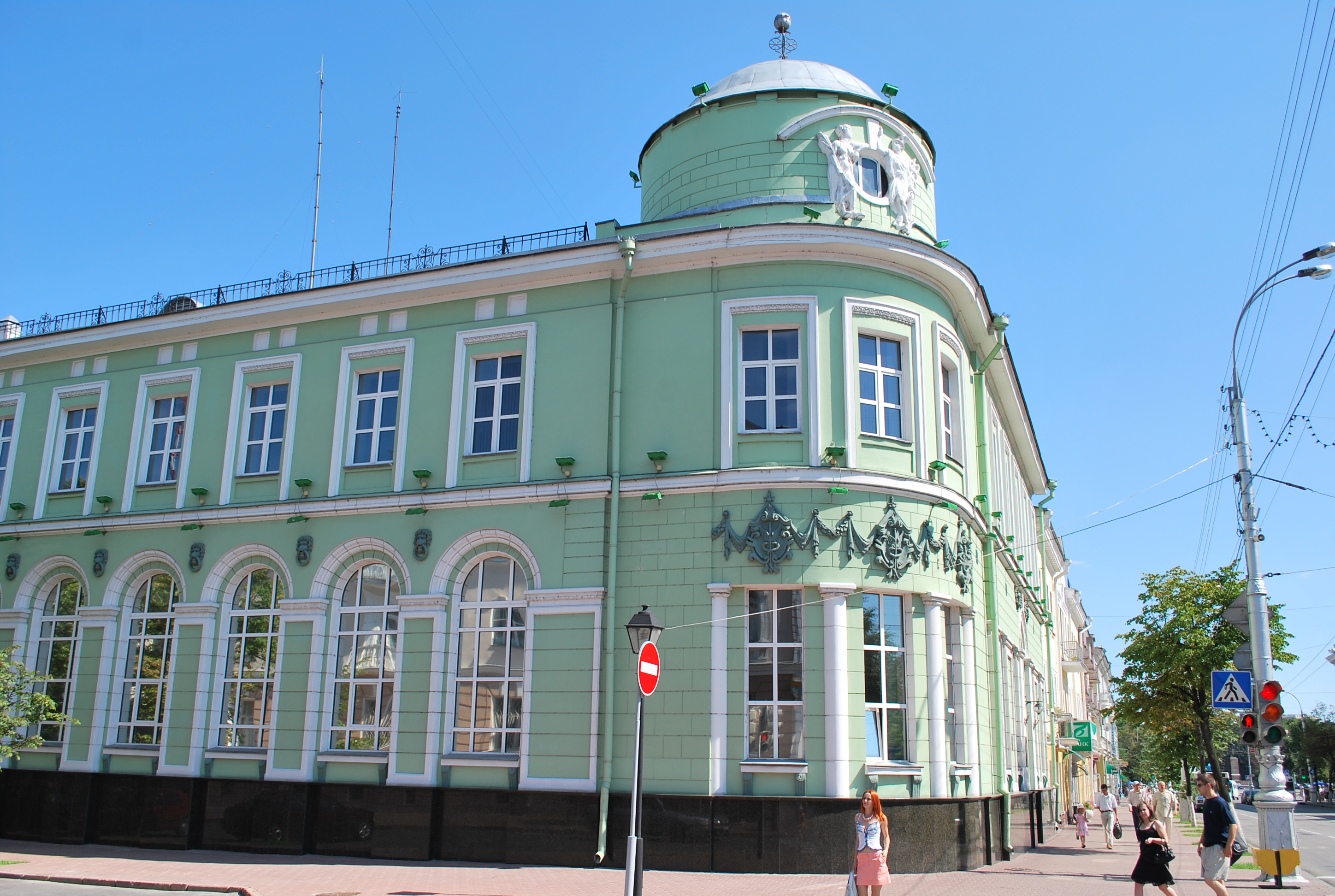
Здание Главного управления Национального банка Республики Беларусь по Гомельской области. Бывший Русско-Азиатский банк коммерческого кредита. Здание 1910—1912 гг. постройки, памятник архитектуры. Арх. О. Р. Мунц. Выполнен в стиле неоклассицизма. Улица Советская, 9

В состав Российской империи Гомель вошёл при первом разделе Речи Посполитой в 1772 году, и был конфискован в императорскую казну. В 1775 году императрица Екатерина II подарила Гомель и Гомельское староство в вечное потомственное владение известному русскому полководцу П. А. Румянцеву-Задунайскому «для увеселения». В 1779 году староство включало 82 деревни с 12 665 дворами. Румянцев, не желая присутствия в своём городе уездных чиновников, добился превращения Гомеля в частнособственническое местечко при условии постройки им нового города, где бы разместился уездный центр. В 1796 году создана Белорусская губерния. Город стал уездным городом Рогачёвской провинции. Затем (1802) губернию разделили на две — Витебскую и Могилёвскую. Значительная часть Гомельской области и Гомель были включены в Могилёвскую губернию. При образовании в составе Могилёвской губернии уездов, Гомель вошёл в Белицкий уезд; его администрация временно разместилась в местечке Белица, что в 20 км северо-западнее Гомеля (ныне село Старая Белица Гомельского района). Строительство Румянцевым нового уездного центра Новая Белица осуществлялось в 1777—1786 годах на левом берегу реки Сож в 3 верстах от Гомеля. В 1852 году новый владелец Гомеля князь И. Ф. Паскевич перевёл уездный центр в Гомель с переименованием уезда в Гомельский, объявив Новую Белицу заштатным городом, а затем (1854) она была присоединена к Гомелю в качестве предместья (ныне — Новобелицкий район Гомеля). На основе герба Новой Белицы, высочайше пожалованного ей (1781) был разработан герб Гомеля (1856).

Бюст И. Ф. Паскевича в Гомеле

Период нахождения Гомеля в составе Российской империи ознаменовался бурным ростом населения, городской инфраструктуры, промышленного потенциала. П. А. Румянцев вместо деревянного замка Чарторыйских в 1785—1793 годах построил каменный дворец, который затем неоднократно достраивался последующими владельцами Гомеля. В 1809—1819 годах по проекту архитектора Джона Кларка (жил и работал в Гомеле в 1800—1826 годах) был возведён Петропавловский собор. 8 ноября 1819 года в Гомеле открыта первая в России ланкастерская школа. Она была построена на центральной улице Гомеля по проекту того же Джона Кларка. Это был целый комплекс зданий (главный корпус и четыре флигеля, бани, амбар, конюшни) с земельными угодьями, образцовой фермой и мастерскими. Это первое учебное заведение подобного типа в Российской империи.

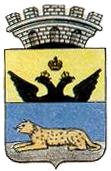
Герб Гомеля (1856)

В городе стали проводиться две ежегодные ярмарки — январская (Васильевская) и сентябрьская (Воздвиженская), в 1840-х годах к ним добавилась летняя (Троицкая). В декабре 1796 года после смерти П. А. Румянцева-Задунайского владельцем Гомеля стал его сын Н. П. Румянцев. При нём в Гомеле были открыты первая гимназия (1797), Гостиный двор, стекольный, кафельный, спиртовой заводы, ткацкая и прядильная фабрики, построен постоянный деревянный мост через Сож. В 1822 году было закончено строительство костёла. При Н. П. Румянцеве также произошло укрепление старообрядческой общины, построена синагога, аптека и богадельня. В 1793 году на берегу Сожа построена Ильинская церковь, представляющая собой 3 поставленных один на другой сруба. В настоящее время признана памятником деревянного зодчества.
После смерти Н. П. Румянцева (1827) владельцем города стал его брат С. П. Румянцев. При нём были построены Троицкая церковь и здание духовного училища. По причине безденежья С. П. Румянцев заложил Гомель в государственную казну Российской империи (1827) за 401,1 тыс. рублей, а в 1834, не имея возможности погасить долг, продал имение казне. Дворцовую часть города приобрёл у него князь И. Ф. Паскевич-Эриванский, которому Николай I подарил (1838) оставшуюся часть города.

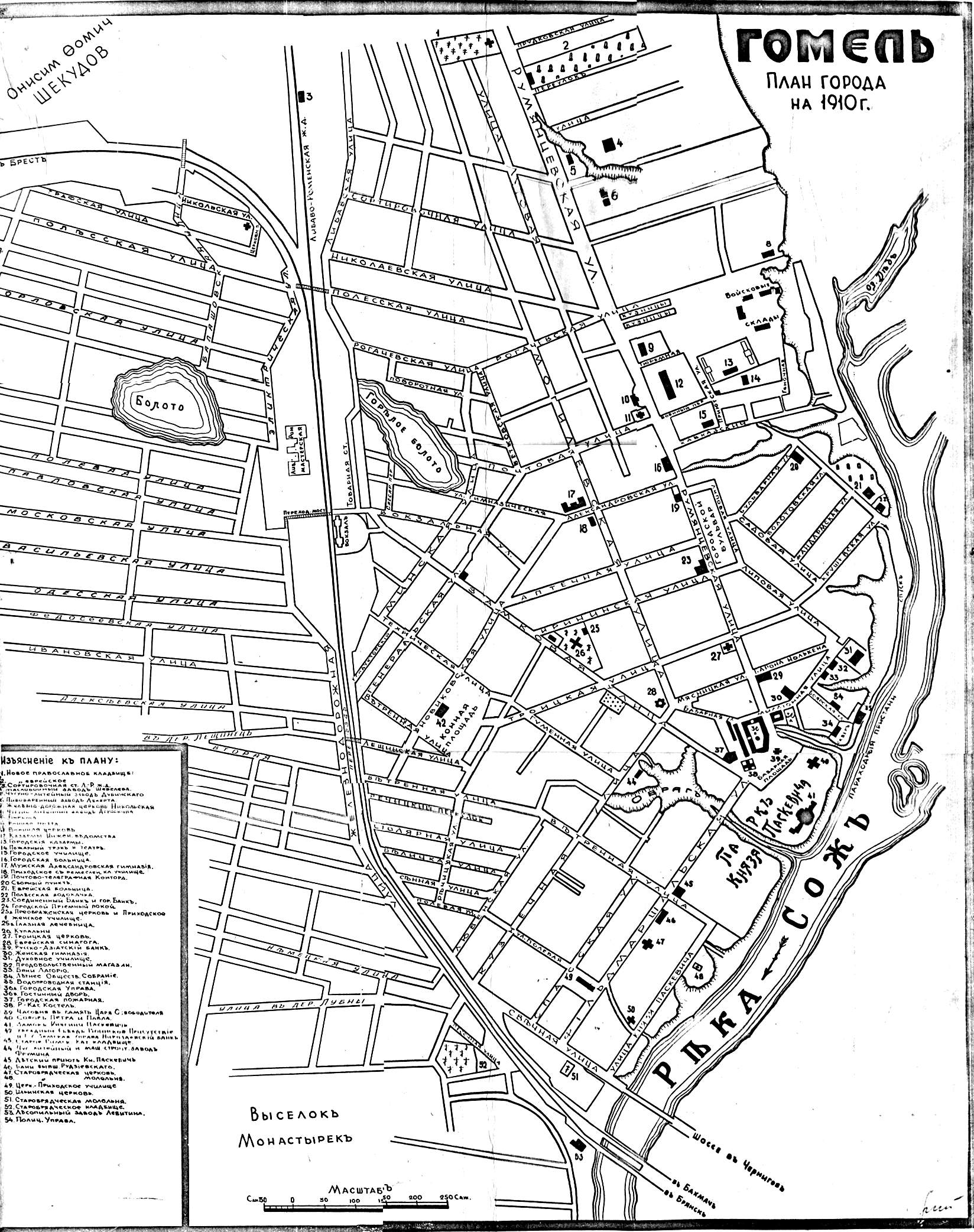
План города (1913)

При И. Ф. Паскевиче были открыты стекольная мануфактура, сахарный завод (1832), сально-свечной завод (1840), круподёрка (1853), несколько канатно-верёвочных и лесопильных предприятий, церковно-приходское одноклассное училище (в Новой Белице, 1835) народное училище (1841). В середине XIX века на три гомельские ярмарки ежегодно привозилось товара более чем на 1 млн рублей (39 % привоза и 38 % реализации всех товаров Могилёвской губернии). Гомельское имение И. Ф. Паскевича состояло из 8 экономий с 209 662 десятинами земли. Выгодное транспортно-географическое положение способствовало развитию транспортной системы и дальнейшему росту Гомеля, как промышленного центра. В 1850 году через Гомель прошла шоссейная дорога Санкт-Петербург — Одесса и первая в России телеграфная линия Санкт-Петербург — Севастополь, в 1873 — Либаво-Роменская железная дорога, в 1888 — Полесская железная дорога. На 1854 год в городе проживало 10,1 тыс. населения и насчитывалось 1219 зданий. Город сильно пострадал от пожара 1856 года, когда сгорело 540 домов. В середине XIX века сложилась планировочная схема города, сохранившаяся до нашего времени, с композиционным центром — дворцом, парком и центральной Соборной площадью с двухъярусным гостиным двором, торговыми рядами, католическим костёлом, ратушей. Две прямолинейные улицы Румянцевская (в настоящее время Советская) и Замковая (в настоящее время проспект Ленина) создавали двухлучевую планировочную систему. Через Сож действовал 175-саженный мост на плотах. На левом берегу находилась насыпная плотина с 9 деревянными мостами (разрушена весенним половодьем 1845 года). 25 сентября 1852 года Гомелю дан статус города, он стал центром Гомельского уезда Могилёвской губернии. В 1854 году к нему был присоединён город Новая Белица с 1646 жителями (3 кирпичных, 302 деревянных дома, 2 деревянные церкви, 2 еврейские молитвенные школы, церковно-приходская школа, крупяной завод, спичечный завод, 4 ветряных мельницы). В 1857 году через реку был построен арочный мост.

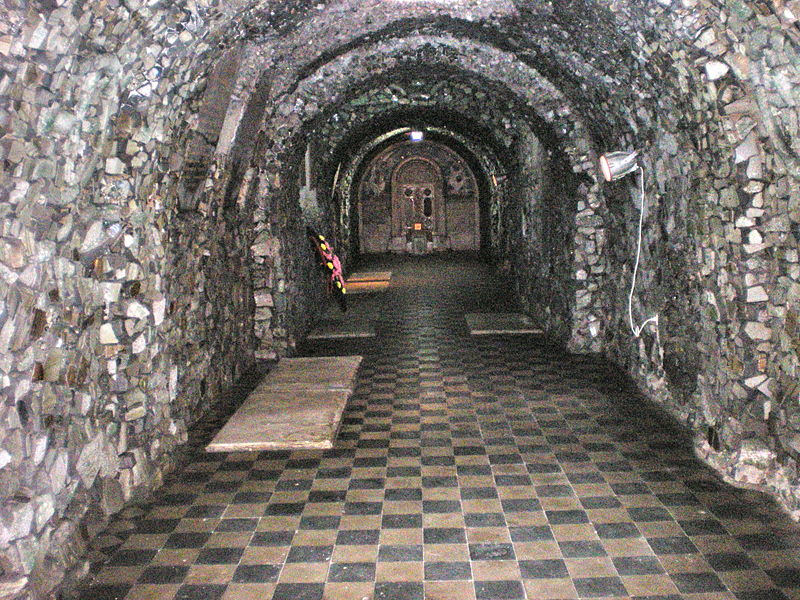
Усыпальница Паскевичей (Гомель)

И. Ф. Паскевич основал вокруг дворца парк, ставший уникальным природным объектом (ныне Гомельский дворцово-парковый ансамбль), театр.

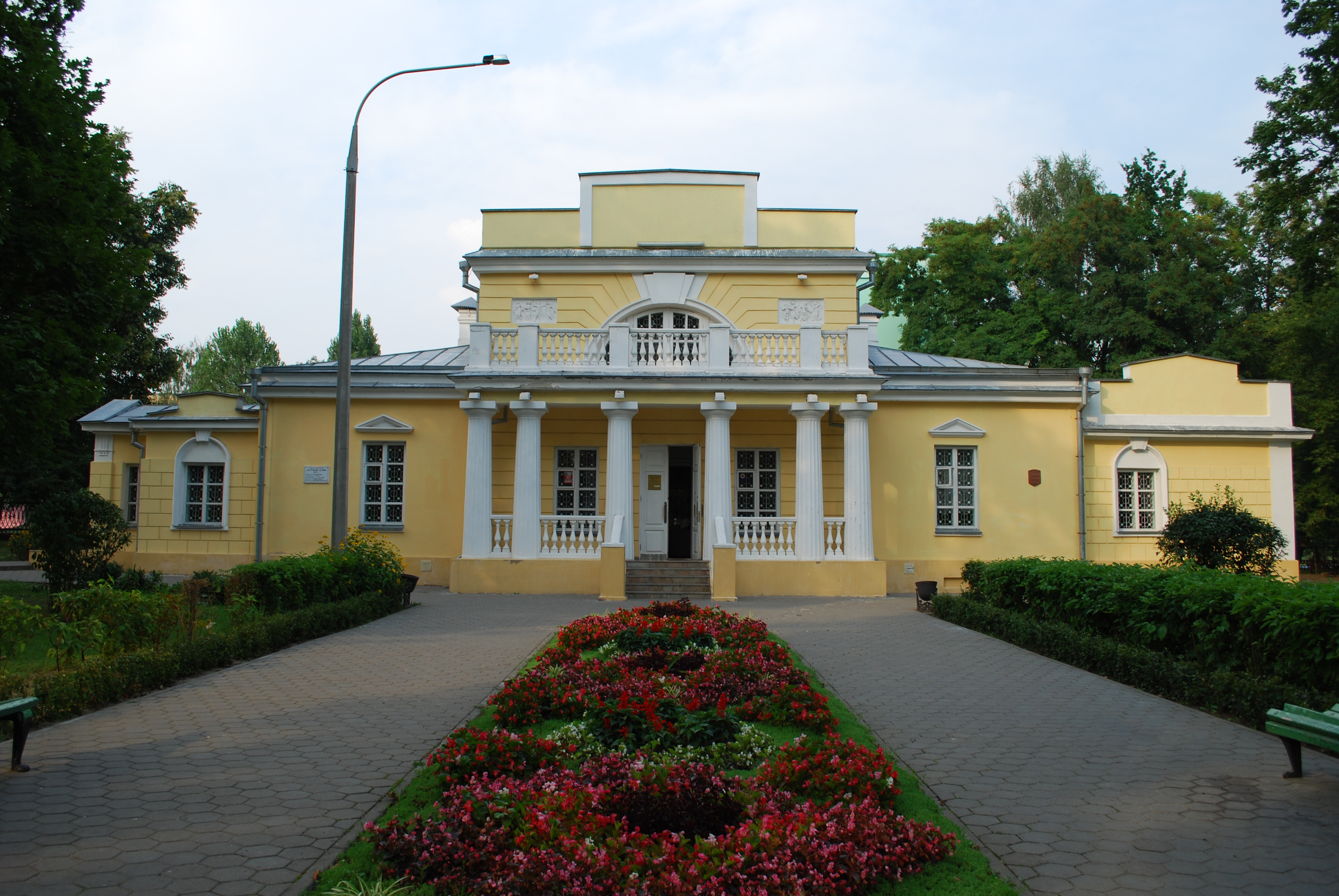
Охотничий домик, летняя резиденция Паскевичей

После смерти И. Ф. Паскевича в 1856 году имение перешло к его сыну Ф. И. Паскевичу. При нём основаны 3 чугунолитейных предприятия, 2 кирпичных завода, спичечная фабрика «Везувий», начало развиваться газовое освещение улиц (1873) и моститься мостовые (с 1879). В 1857 году с визитом в Гомель приезжал император Александр II. Женой Фёдора Ивановича Паскевича Ириной Ивановной в Гомеле учреждён приют для малолетних девочек, общество вспомоществования учащимся (1878), построено здание Гомельской богадельни, мужская классическая гимназия, глазная лечебница. Княгиня способствовала постройке водопровода, содержала другие учреждения образования и здравоохранения. Кроме того, Ирина Ивановна Паскевич выделяла огромные средства из бюджета семьи на выплаты стипендий студентам и жалований учителям, на полную оплату учёбы за границей наиболее одарённых детей, на финансирование детских домов и домов престарелых.
В 1903 году внимание всего мира было приковано к Гомелю в связи с проходившим там судебным процессом, который рассматривал дело о гомельском погроме, начавшемся 29 августа 1903 года. Этим процессом живо интересовались не только в России, но и за границей, так как открытые двери заседаний дали возможность печати сделать историю погрома достоянием общества. Для евреев же процесс этот представлял тем более жгучий интерес, что на скамью подсудимых, наряду с насильниками и убийцами, было посажено 36 евреев, защищавших свою жизнь; обвинённые в учинении 29 августа «русского погрома», эти 36 человек вызвали к себе внимание лучших представителей русской адвокатуры: в лице этих 36 евреев на скамью подсудимых было посажено, в общественном мнении, все русское еврейство, которому обвинительным актом было как бы дано предостережение не прибегать к самообороне.
К 1913 году Гомель был крупным промышленным центром и насчитывал 104,5 тысячи человек населения. Крупнейшими предприятиями являлись механические мастерские Либаво-Роменской железной дорогии и спичечная фабрика «Везувий». Во время Первой мировой войны в Гомеле создано 8 госпиталей и тыловое хозяйство Варшавского военного округа, Гомельский пересыльный пункт, фронтовые мастерские. Работали эвакуированные из других городов предприятия.

#### Виды дореволюционного Гомеля

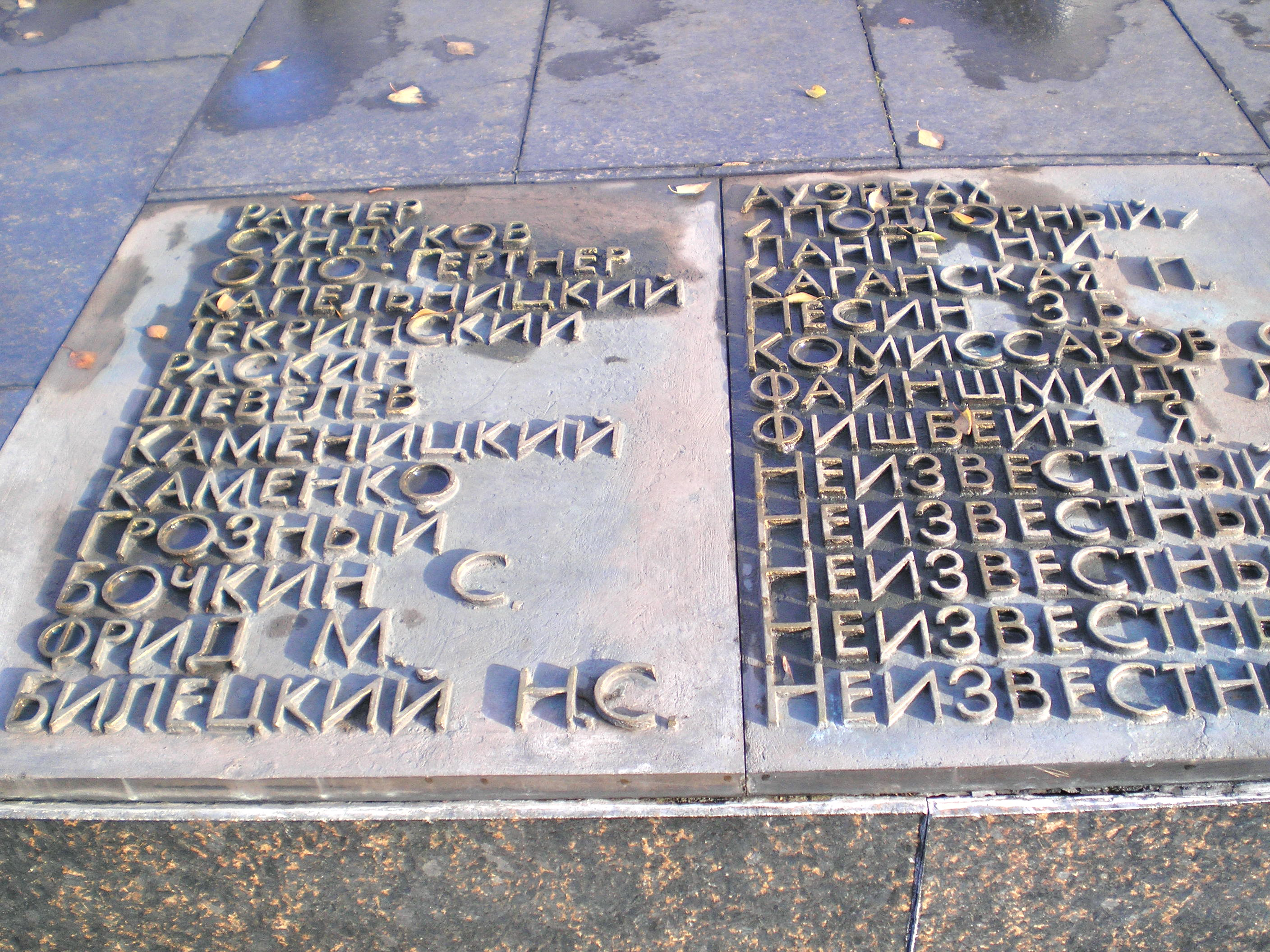
Мемориальная плита на могиле коммунарам-чекистам в сквере имени Ф. Э. Дзержинского

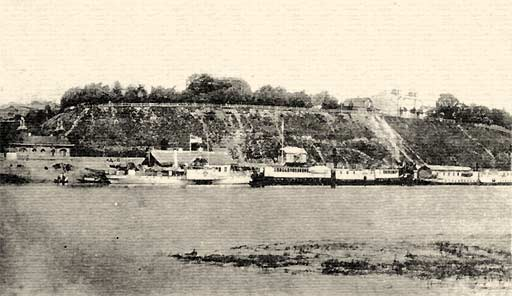
Берег реки Сож, пристань
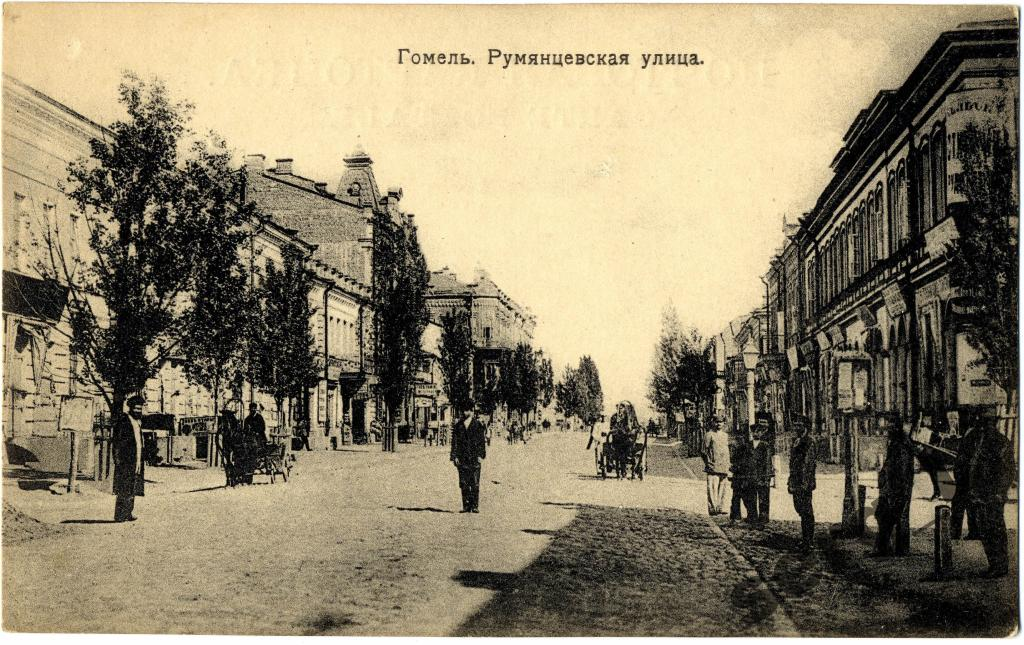
Вид на Румянцевскую улицу
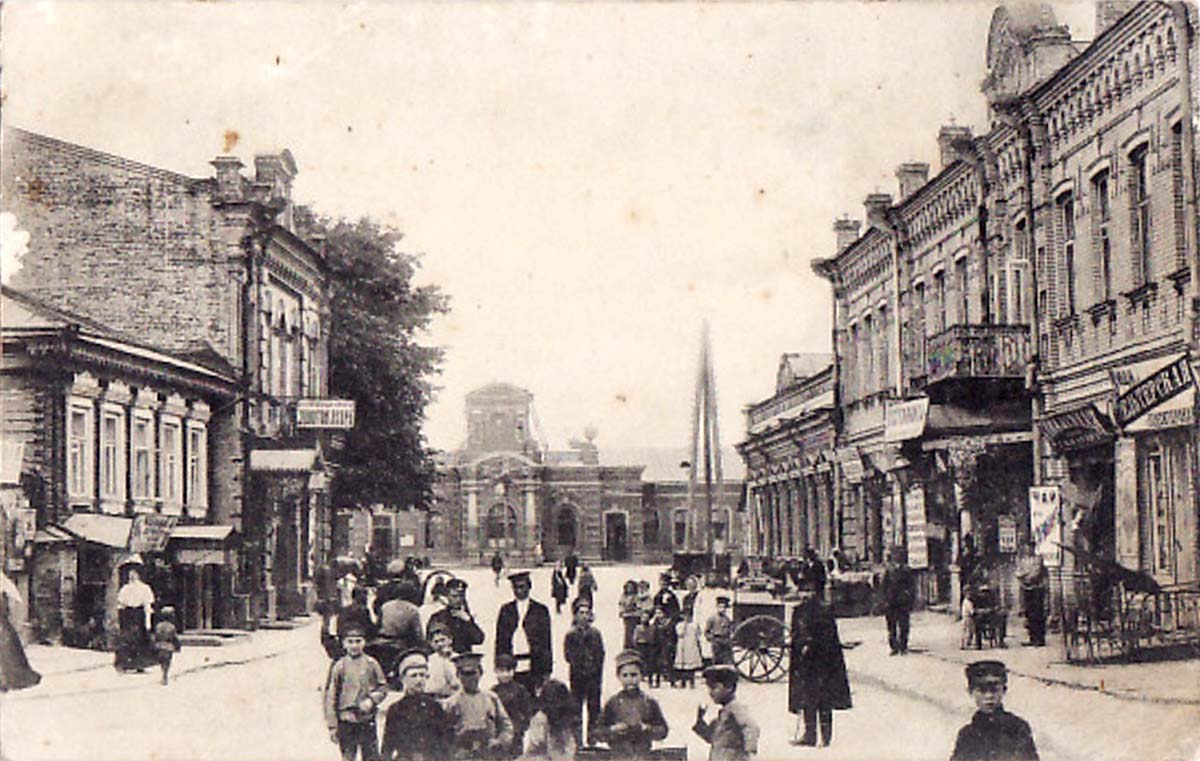
Замковая улица и Вокзал
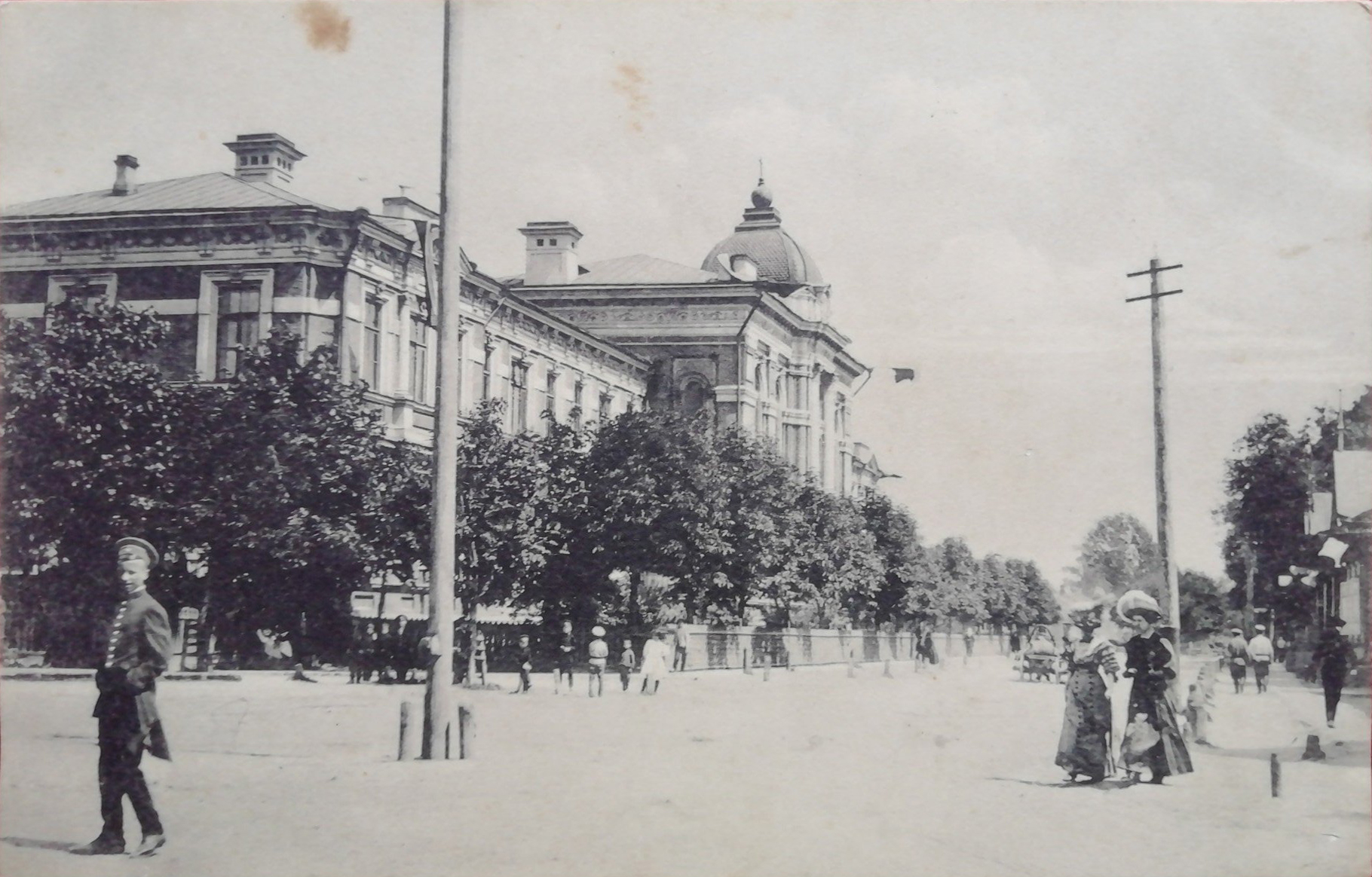
Мужская гимназия
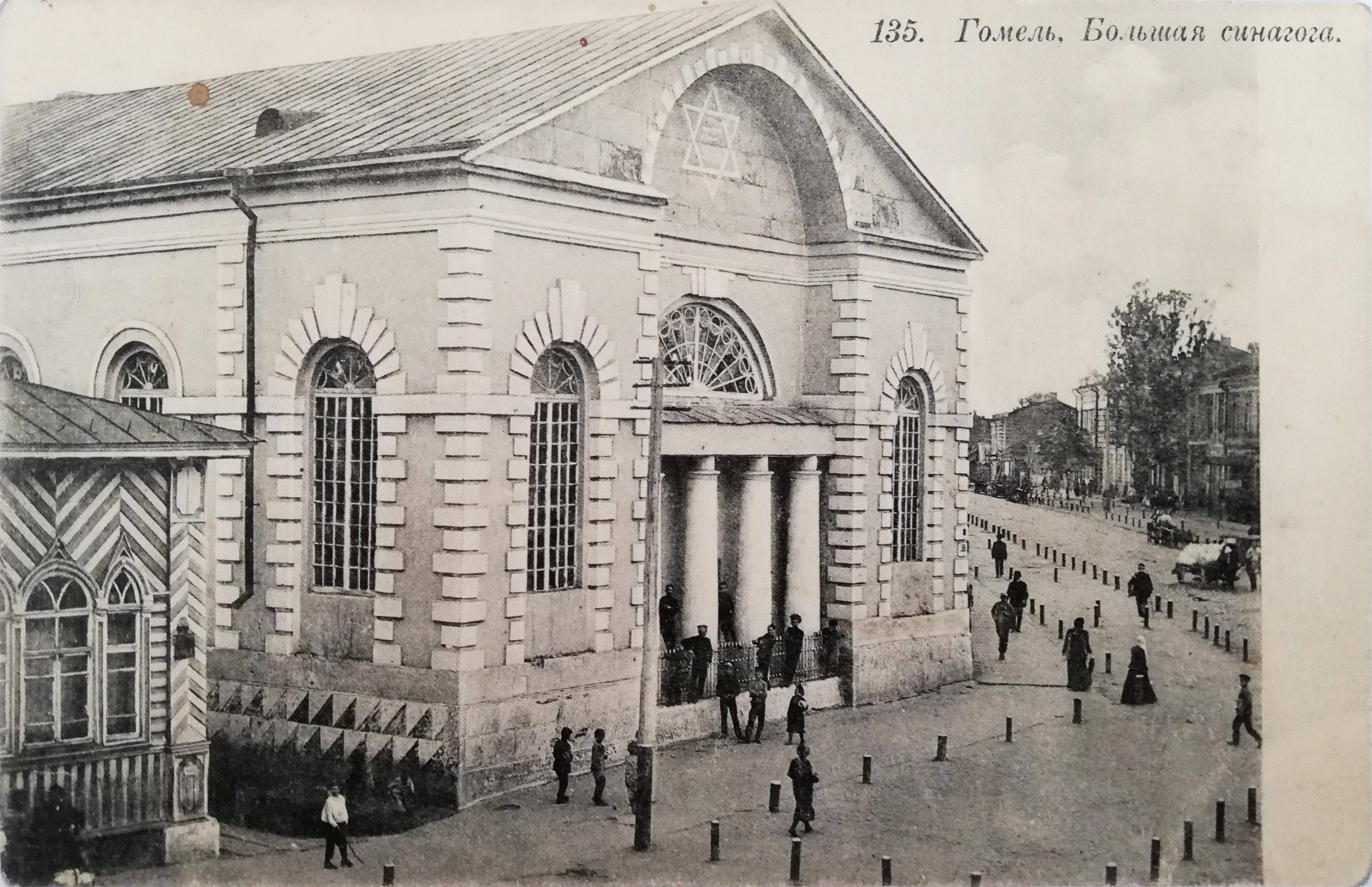
Большая синагога, 1910

### Советский период

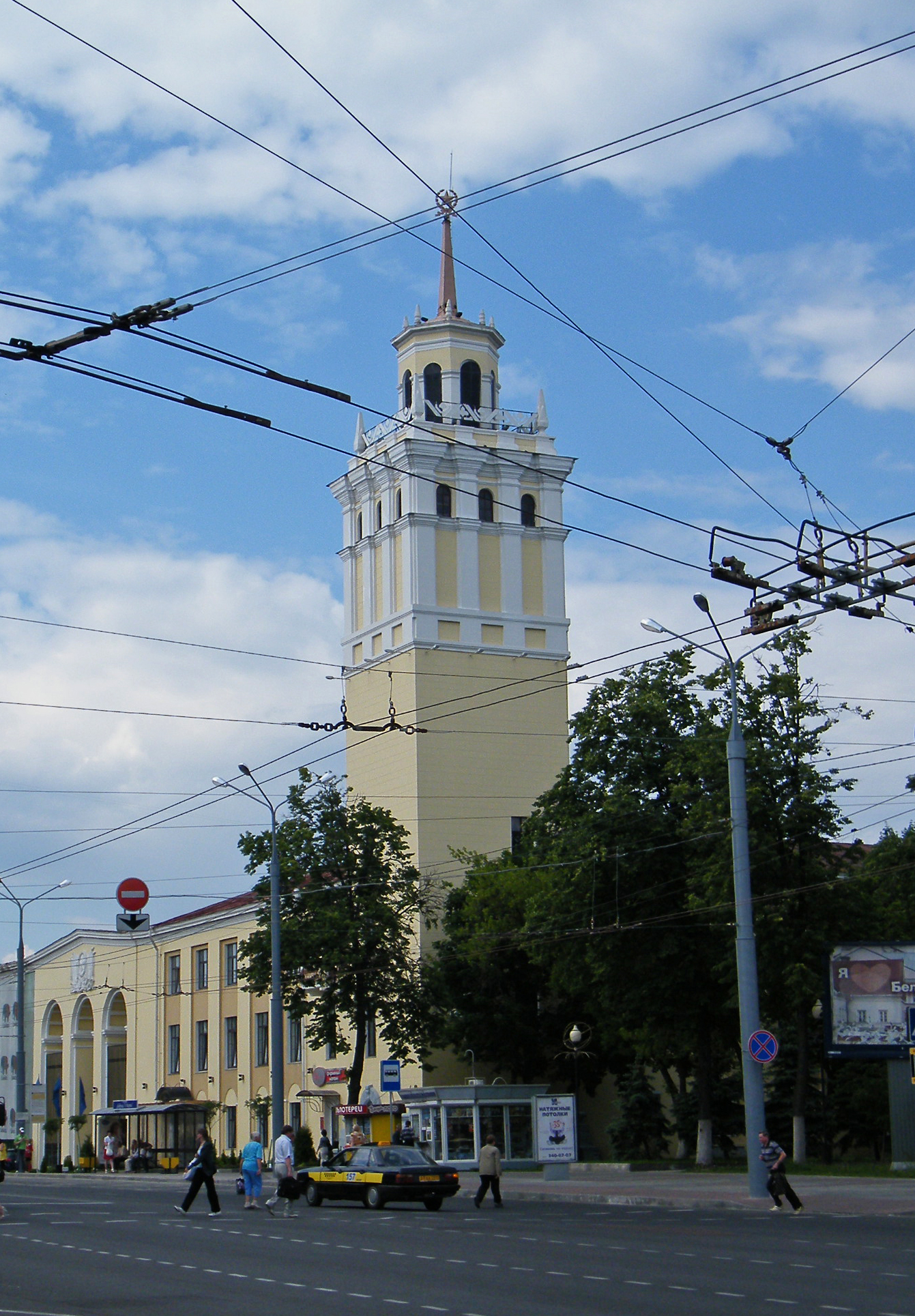
Башня со шпилем, увенчанным звездой в лавровом венке. Памятник архитектуры. 1954 год постройки. Улица Советская, 41

Во время Гражданской войны основными событиями стали оккупация Гомеля германскими войсками (1 марта 1918), ввод в Гомель войск Украинской Народной Республики, вхождение города в состав Украинской державы в качестве уезда Черниговской губернии и открытие украинского театра (весна-лето 1918), отступление немцев (поздняя осень 1918), учреждение Гомельской директории (17 декабря 1918) и занятие города войсками Красной Армии (14 января 1919). Крупнейшим в Гомеле выступлением против большевиков стало непродолжительное восстание Стрекопытова (март 1919). Повстанцы захватили стратегические объекты и расстреляли членов советского руководства города. Восставшие были разбиты переброшенными в Гомель частями Красной Армии.

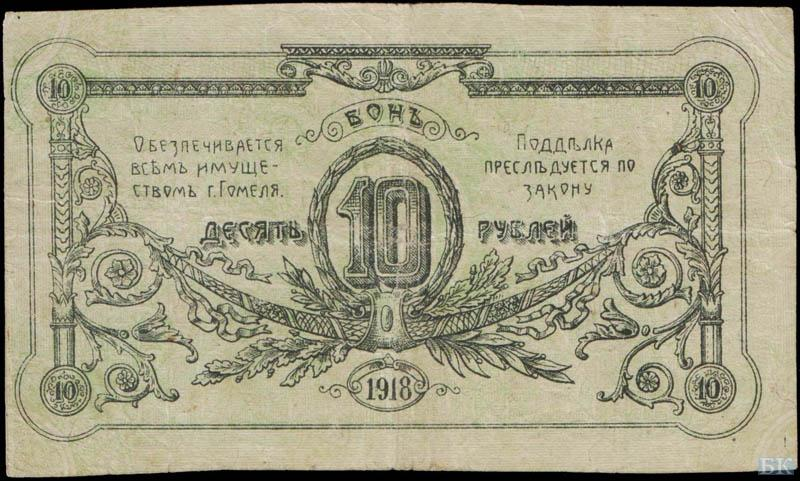
10 рублей Гомельского городского самоуправления, 1918

В 1919 году Гомель стал центром созданной Гомельской губернии РСФСР. После окончания военных действий началось восстановление промышленности и транспорта. В июле 1920 года начали работу судоремонтные мастерские (с 1935 года судоремонтный завод). В 1921 году вступила в строй фабрика «Полеспечать» (создана на базе нескольких мелких полиграфических мастерских). В 1922—1924 созданы фабрика «Труд», хлебокомбинат. 29 апреля 1923 года начала работу 1-я очередь городской электростанции. 4 ноября 1928 года открыто движение на железнодорожной линии Новобелица — Прилуки. В 1928 году началось строительство завода «Гомсельмаш», в 1929 году — мясокомбината, в 1930 году — жирокомбината, в 1929—1932 годах построен деревообрабатывающий комбинат. В 1933 году основан речной порт.
В 1926 году на Гомельщине работала комиссия Политбюро ЦК ВКП(б), которая признала белорусский характер населения губернии, хотя и отмечала низкий уровень его самосознания и отрицательные отношения к белорусизации. Согласно ранее принятому решению о присоединении к БССР районов с преимущественно белорусским населением 18.11.1926 Политбюро ЦК ВКП(б) постановило включить Гомельский и Речицкий уезды Гомельской губернии в состав БССР. 1 — 2.12.1926 это предложение одобрил объединённый пленум Гомельского губкома и горкома ВКП(б).
В период индустриализации создана фабрика «Коминтерн», паровозо-вагоноремонтный завод, завод «Гомсельмаш», другие предприятия. К 1940 году в городе насчитывалось 264 промышленных предприятия, по объёму продукции Гомель занимал 3-е место в БССР после Минска и Витебска, его удельный вес составлял 16,6 % промышленности БССР. Функционировали учительский и лесотехнический институты, 2 НИИ.

Памятник гомельским ополченцам

Во время Великой Отечественной войны город был оккупирован Германией 19 августа 1941 года. Не успевшие эвакуироваться евреи Гомеля, составлявшие до войны 29,38 % от общего числа жителей, практически полностью были уничтожены в Гомельском гетто. Развернулось партизанское и подпольное движение.
Город был освобождён 26 ноября 1943 года войсками Белорусского фронта под командованием К. Рокоссовского в результате Гомельско-Речицкой операции. Город был разрушен более чем на 80 %, уничтожены почти все промышленные производства.
С декабря 1943 по 6 июля 1944 года в Гомеле располагался Совнарком БССР, а с 21 по 24 марта 1944 года в городе происходила сессия Верховного Совета Белорусской ССР.
После войны началось стремительное восстановление города. К 1950 году возобновили свою работу почти все предприятия довоенного времени. В 1970 году Гомель награждён Орденом Трудового Красного Знамени.
Большой ущерб городу нанесла авария на Чернобыльской АЭС в 1986 году. Гомель оказался в зоне радиоактивного заражения. Экологическую ситуацию усугубил глубокий экономический кризис, начавшийся в конце 1980-х годов. Это послужило причиной резкого снижения уровня жизни и депопуляции на протяжении 1990-х годов. В 1991 году Гомель стал частью провозгласившей независимость Беларуси.

Застройка советского периода
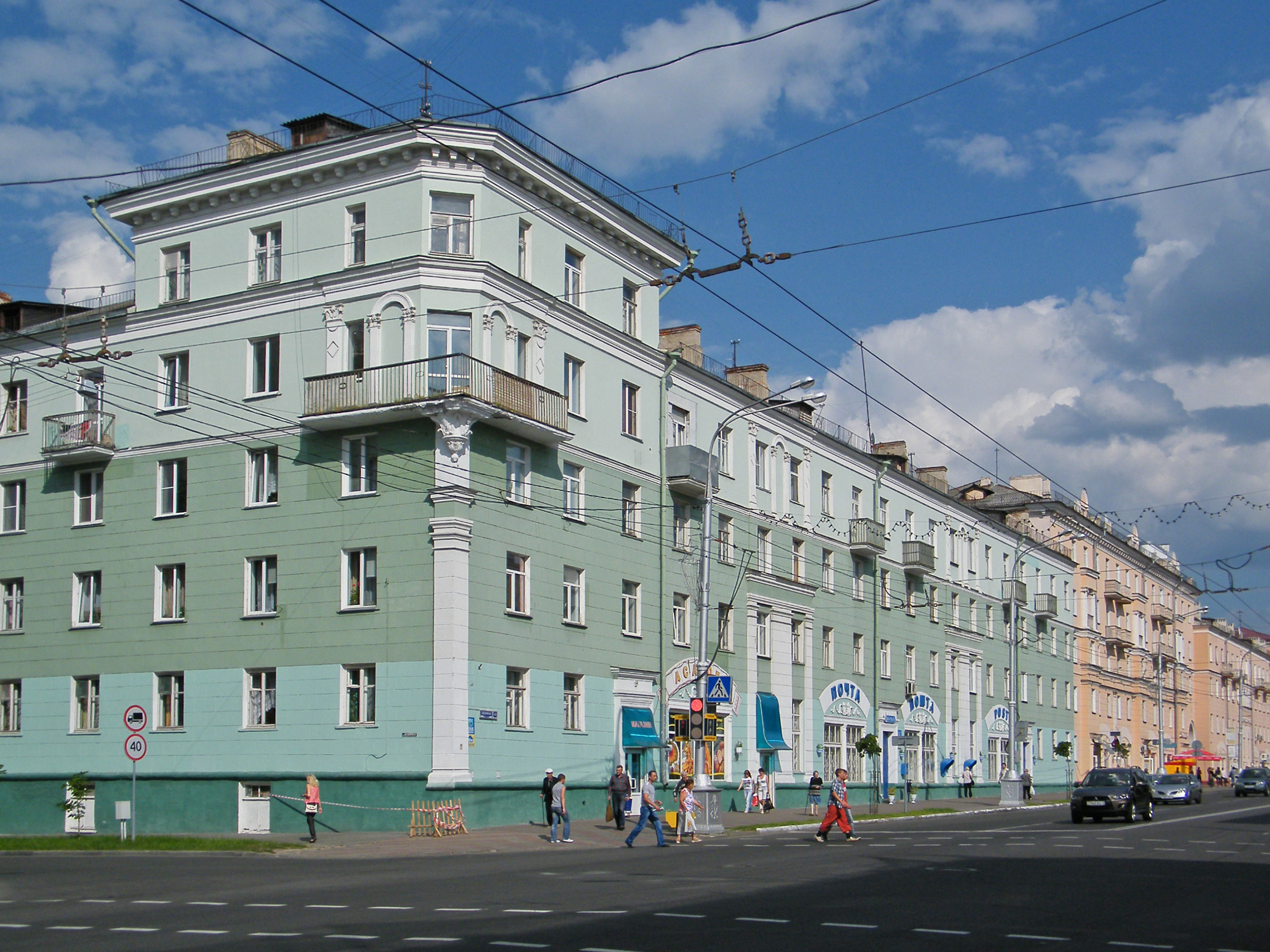
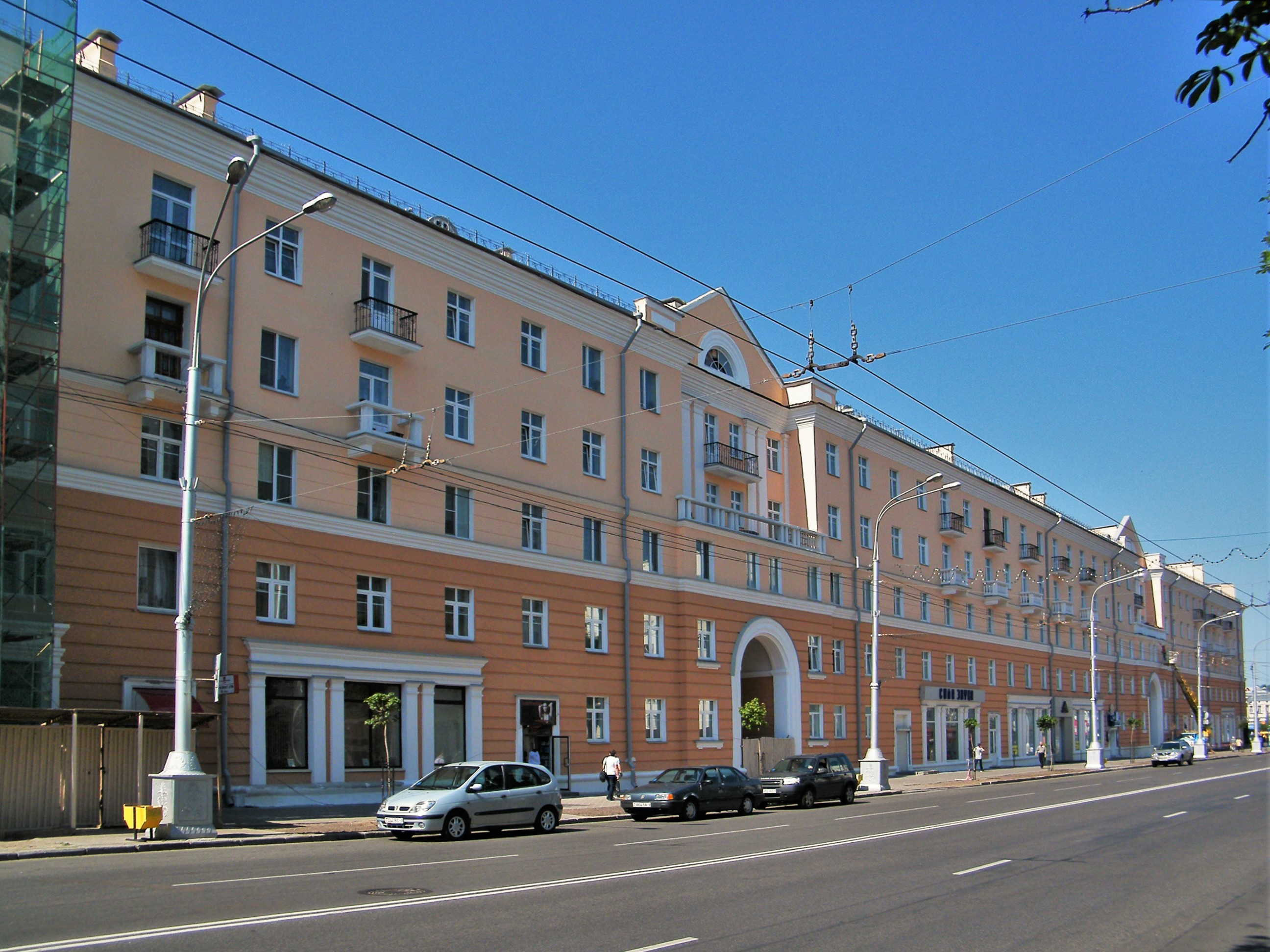
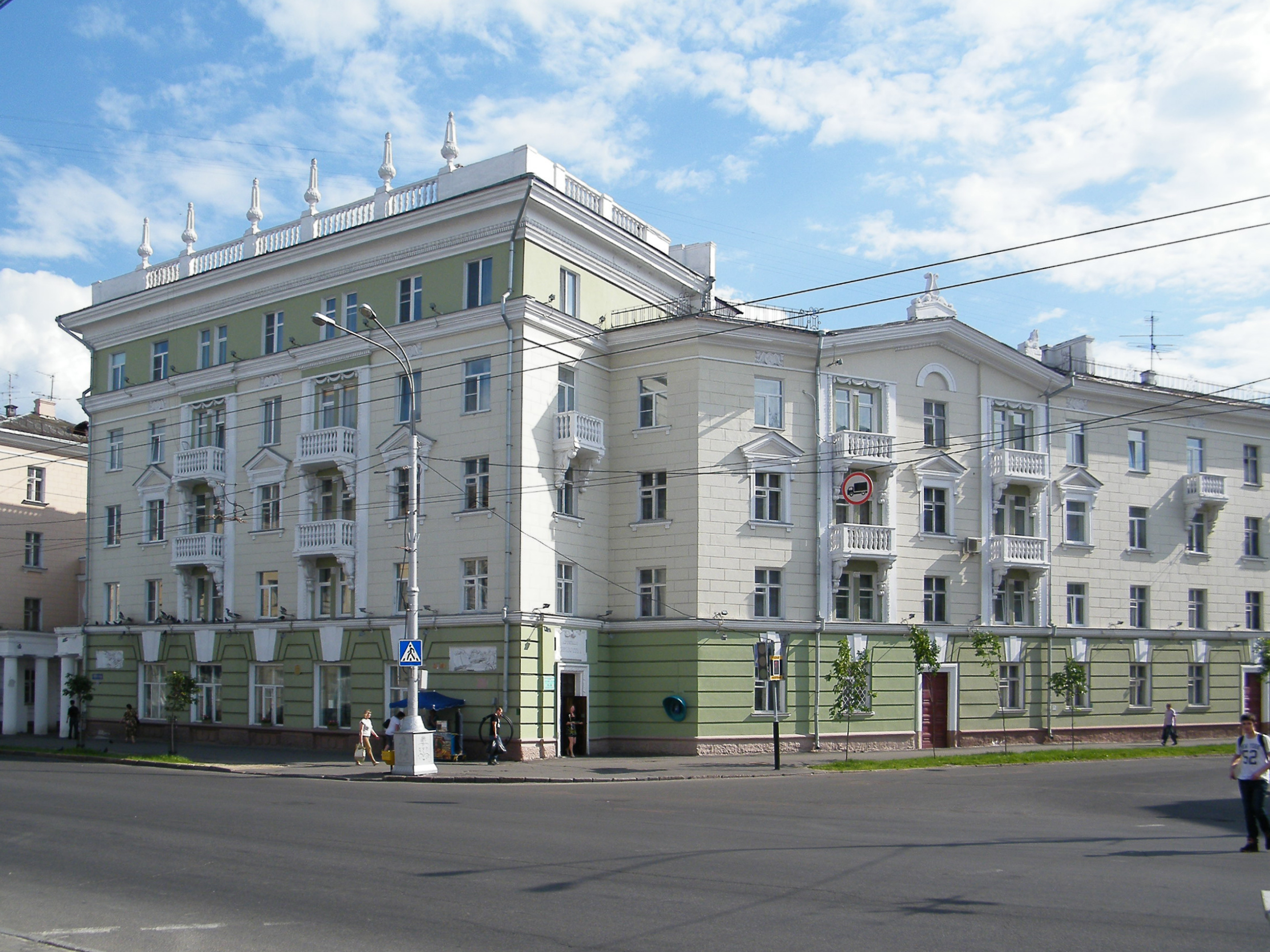

### Распад СССР и независимость Республики Беларусь

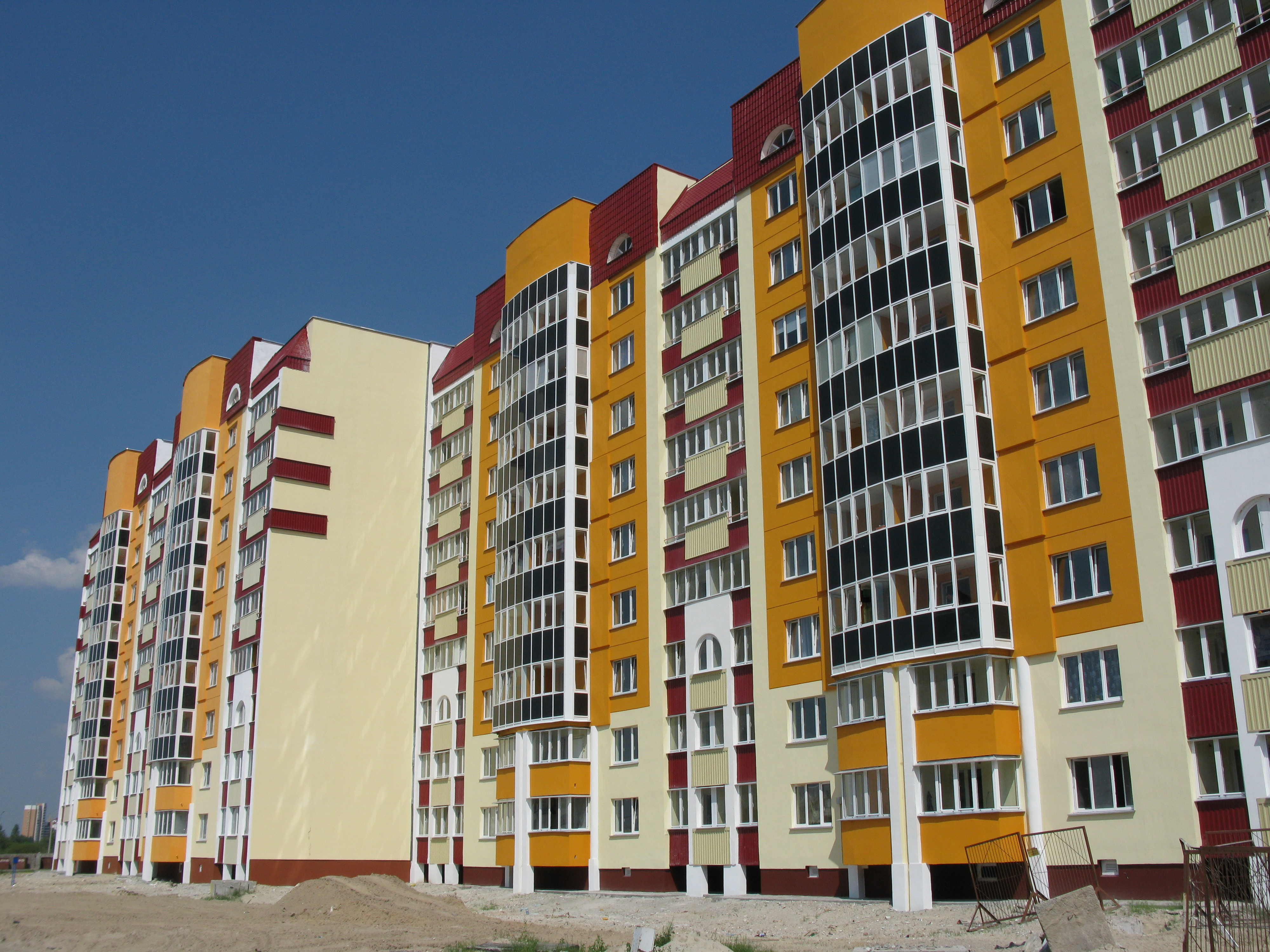
Дом в новом микрорайоне Гомеля

В первую половину 1990-х годов Гомель, как и вся Беларусь, был охвачен острым экономическим кризисом, смертность стала превышать рождаемость, объёмы экономического производства резко снизились. С 1996 года началось постепенное возрождение. Построены новые объекты (Пригородный железнодорожный вокзал, Ледовый дворец, три гребных базы, реконструирован Центральный стадион, Дворец игровых видов спорта, Дворец водных видов спорта и др.), реконструированы основные достопримечательности, открываются новые троллейбусные линии, установлены памятники Н. П. Румянцеву, Кириллу Туровскому, Янке Купале, построены новые жилые микрорайоны.
В 2009 году в связи с празднованием 65-й годовщины освобождения Беларуси от войск нацистской Германии и в целях увековечения подвига воинов Красной Армии, партизан и подпольщиков Гомель награждён вымпелом «За мужнасць і стойкасць у гады Вялікай Айчыннай вайны» (Указ Президента Республики Беларусь от 29 июня 2009 года № 355).
В 2011 году Гомель объявлен Культурной столицей Беларуси и СНГ.
В 2016 году на основании решения Гомельского областного Совета депутатов от 26 января 2016 года № 99 «Об изменении границ города Гомеля и Гомельского района» в состав городской черты Гомеля был включён городской посёлок Костюковка.
Гомель — Молодёжная столица Беларуси 2025.

## География
Гомель расположен в юго-восточной части Приднепровской низменности. Согласно физико-географическому районированию, большая часть пригородной зоны и сам город в пределах юго-восточной части физико-географического района Гомельское Полесье — составной части подпровинции Белорусского Полесья. С юго-запада к городу близко подходит физико-географический район Чечерская равнина, принадлежащий Предполесской провинции.

### Геология и тектоника
Гомель располагается в пределах юго-западного склона Воронежской антеклизы — приподнятой тектонической структуры в составе Русской плиты Восточно-Европейской платформы. Кристаллический фундамент залегает на глубине 450—550 метров ниже уровня моря. Платформенный чехол (мощность 600—700 м) сложен отложениями палеозойской (мощность 100—120 м, среднедевонские глины, песчаники, мергели и доломиты), мезозойской (400—420 м, песчано-глинистые образования триаса, глинами, песками и известняками юрского периода, мергельно-меловые и песчано-глинистые отложения мелового периода) и кайнозойской (30-50 м, глауконитово-кварцевые пески палеогена, пески и супеси с гравийно-галечным материалом антропогена) эр.
Территория, на которой расположен Гомель, после формирования кристаллического чехла в архее — раннем протерозое до среднего девона оставалась сушей. В среднем девоне она была затоплена и далее неоднократно осушалась и вновь затапливалась морем. В позднем девоне отмечена вулканическая активность. Четвертичный период характеризовался наступлением на территорию Беларуси нескольких ледников, из которых до Гомеля дошли льды березинского и днепровского оледенений. В межледниковья (александрийское, шкловское и др.) формировалась долина реки Сож. Талые воды Сожского оледенения (считающегося стадией днепровского) отложили материал, сформировавший обширную песчаную лесистую равнину — Полесье.

### Полезные ископаемые и рельеф
На территории города Гомеля обнаружены крупные запасы пресных гидрокарбонатных (в толщах кайнозоя и мелового периода) и минерализованных сульфатно-хлоридных натриевых вод (в толщах девона и триаса). Последние добываются и используются в качестве лечебных. На юго-западной окраине Гомеля расположено Осовцовское месторождение песков.
Рельеф города в целом равнинный. Он представлен пологоволнистой водно-ледниковой равниной и надпойменной террасой Сожа в правобережной части и низменной аллювиальной равниной и левобережной части. Уклон рельефа с севера на юг (самая высокая отметка 144 м над уровнем моря находится на северной окраине Гомеля; самая низкая 115 м — урез воды реки Сож. Левобережный Новобелицкий район имеет отметки высот в среднем на 10—15 м ниже, чем северная и центральная части. В пойме на левом берегу Сожа расположены многокилометровые пляжи.

### Климат и внутренние воды

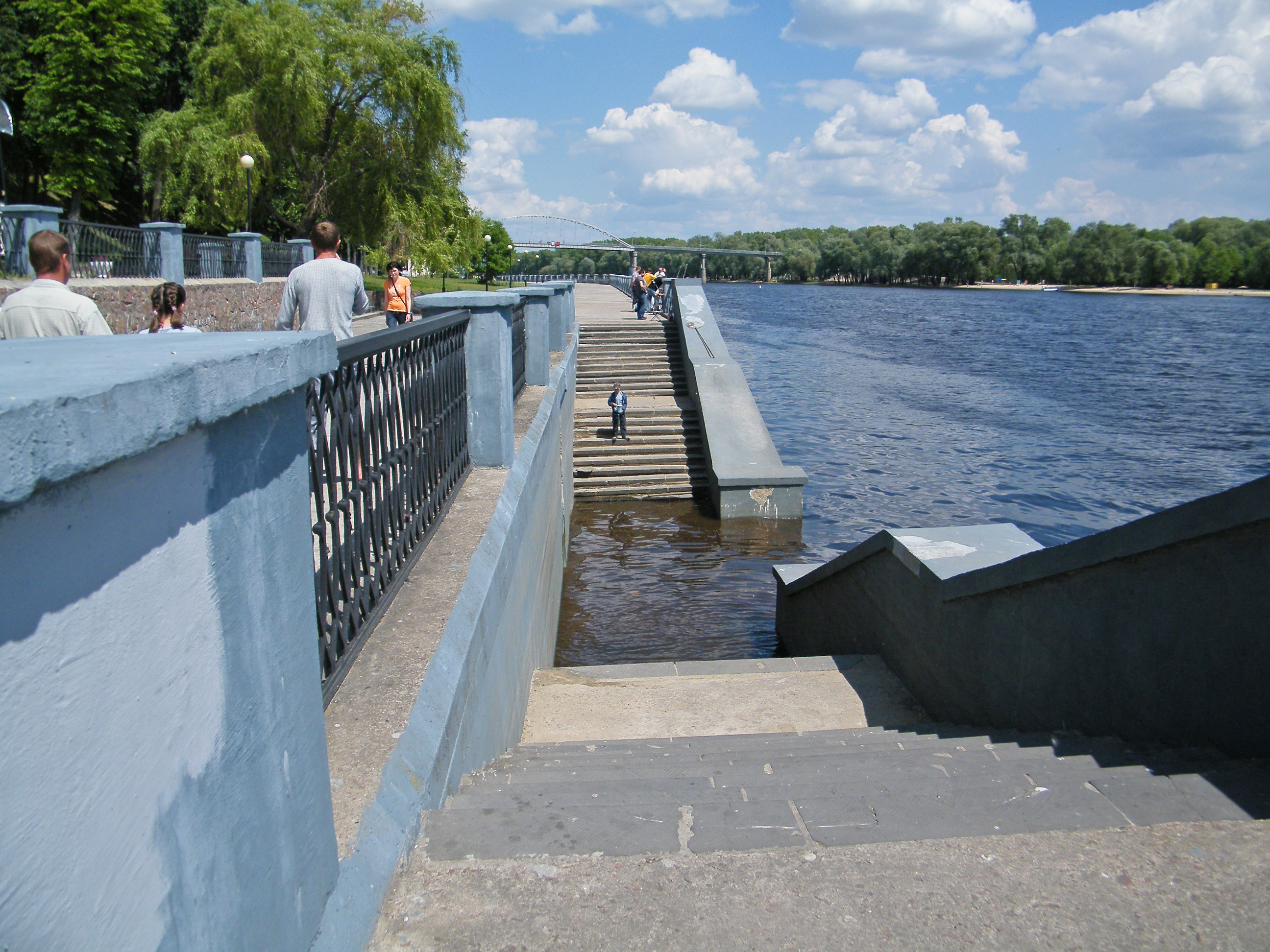
Паводок на реке Сож

Климат Гомеля умеренно-континентальный. Характерно тёплое лето и мягкая зима, что обусловливается частым приносом тёплых морских воздушных масс с Атлантики господствующим западным переносом. Годовая суммарная радиация составляет 3980 МДж/м² (95,1 ккал/см²), что примерно на 5 % больше, чем в Минске.
Среднегодовая температура воздуха в Гомеле +8 °C. абсолютный минимум января −35 °C (31 января 1970), абсолютный максимум +9,7 °C (2 января 2023). Месяц с самой высокой средней температурой — июль 2010 (+24,5 °С), месяц с самой низкой средней температурой — февраль 1929 (-17,1 °С). За зиму отмечается до 40 оттепельных дней, когда в дневные часы температуры воздуха поднимается выше 0 °C, и в среднем 15-16 дней со среднесуточной температурой −10 °C и ниже. Средняя температура июля +20,4 °C. Абсолютный максимум +38,9 °C (8 августа 2010), абсолютный минимум +6,0 °C (18 июля 1978). За лето отмечается свыше 30 жарких дней со среднесуточной температурой выше +20 °C. Вегетационный период продолжается в среднем 205 дней с 3 апреля по 26 октября (когда температура воздуха свыше +5 °C).
Средняя годовая величина атмосферного давления на уровне станции (126 м над уровнем моря) 1001,5 гПа (751 мм ртутного столба). Годовая амплитуда около 6 гПа (4,5 мм ртутного столба). Максимально высокое давление, наблюдавшееся в Гомеле, 1037 гПа (778 мм ртутного столба, февраль 1972), наиболее низкое — 960 гПа (720 мм ртутного столба, февраль 1946).
| Показатель                    | Янв. | Фев.  | Март  | Апр.  | Май  | Июнь | Июль | Авг. | Сен. | Окт. | Нояб. | Дек.  | Год   |
| ----------------------------- | ---- | ----- | ----- | ----- | ---- | ---- | ---- | ---- | ---- | ---- | ----- | ----- | ----- |
| Абсолютный максимум, °C       | 9,6  | 15,8  | 21,5  | 29,3  | 32,5 | 36,2 | 37,9 | 38,9 | 34,9 | 27,5 | 18,0  | 11,6  | 38,9  |
| Средний суточный максимум, °C | −1,8 | −0,5  | 5,3   | 14,1  | 20,5 | 23,9 | 25,9 | 25,1 | 19,0 | 11,5 | 4,0   | −0,5  | 12,3  |
| Средняя температура, °C       | −4,2 | −3,5  | 1,3   | 9,0   | 15,0 | 18,6 | 20,4 | 19,3 | 13,7 | 7,4  | 1,6   | −2,7  | 8,0   |
| Средний суточный минимум, °C  | −6,5 | −6,2  | −2,2  | 4,3   | 9,8  | 13,5 | 15,4 | 14,2 | 9,2  | 4,0  | −0,4  | −4,8  | 4,2   |
| Абсолютный минимум, °C        | −35  | −35,1 | −33,7 | −13,6 | −2,5 | −0,2 | 6,0  | 1,2  | −3,6 | −12  | −21,7 | −30,8 | −35,1 |
| Норма осадков, мм             | 36   | 35    | 36    | 35    | 64   | 73   | 100  | 56   | 52   | 58   | 45    | 42    | 632   |
| Источник: Погода и климат     |      |       |       |       |      |      |      |      |      |      |       |       |       |

| Показатель                    | Янв. | Фев. | Март | Апр. | Май  | Июнь | Июль | Авг. | Сен. | Окт. | Нояб. | Дек. | Год  |
| ----------------------------- | ---- | ---- | ---- | ---- | ---- | ---- | ---- | ---- | ---- | ---- | ----- | ---- | ---- |
| Средний суточный максимум, °C | −2,5 | 0,5  | 6,2  | 14,5 | 21,1 | 25,7 | 27,0 | 25,5 | 20,0 | 12,0 | 4,7   | 0,7  | 13,0 |
| Средняя температура, °C       | −4,3 | −2,7 | 2,5  | 9,7  | 15,7 | 20,2 | 21,8 | 20,1 | 15,0 | 8,3  | 2,8   | −1,2 | 9,0  |
| Средний суточный минимум, °C  | −6,2 | −5,3 | −1,3 | 4,6  | 10,5 | 14,8 | 16,3 | 14,7 | 10,1 | 4,5  | 0,9   | −2,8 | 5,0  |
| Норма осадков, мм             | 41   | 33   | 37   | 28   | 73   | 71   | 85   | 59   | 45   | 50   | 36    | 47   | 606  |
| Источник: Погода и климат     |      |      |      |      |      |      |      |      |      |      |       |      |      |

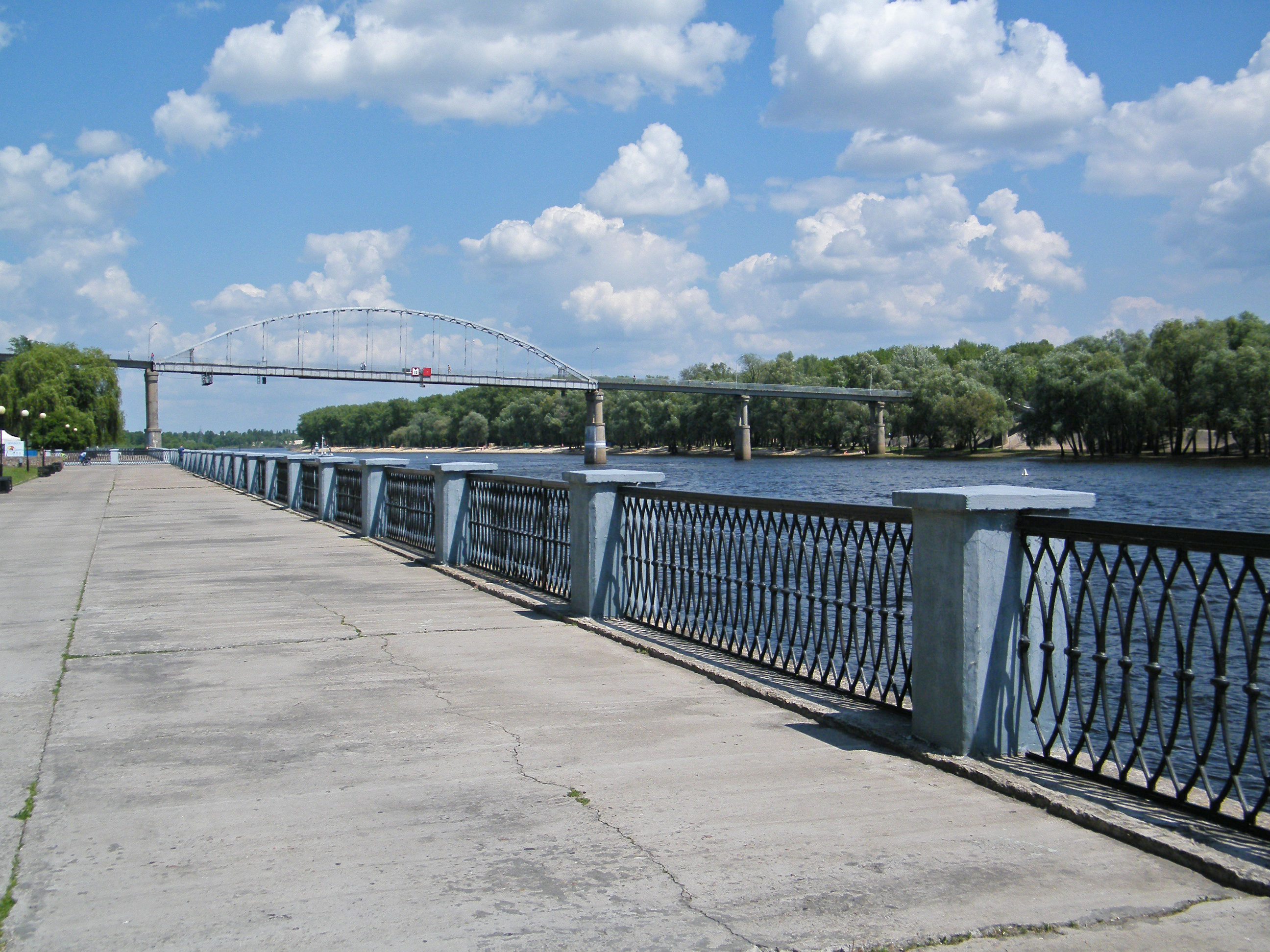
Набережная и пешеходный мост через реку Сож

Зимой преобладают ветры южного направления, летом — западного и северо-западного. Среднегодовая скорость 2,5 м/с, зимой 2,8—2,9 м/с, летом 2,1—2,2 м/с. Сильные ветры, когда скорость увеличивается до 15 м/с, наблюдаются в среднем 1—2 раза в месяц, разрушительные ветры со скоростью выше 25 м/с — 1 раз в 20 лет.
Годовая сумма осадков составляет в среднем 632 мм. Около 70 % осадков выпадает в тёплый период с апреля по октябрь. Среднее за год время выпадения осадков составляет 1200 часов, среднее количество дней с осадками 200, со снежным покровом — 85. Устойчивое залегание снежного покрова с 20 декабря по 15 марта, высота в среднем до 10 см. 62 % годовой суммы осадков выпадает в жидком виде, 28 % — в твёрдом, 10 % — в смешанном. Наибольшее месячное количество осадков — 237 мм (июль 2000 г), наименьшее месячное количество осадков — 0,8 мм (октябрь 2021 г).
Относительная влажность в холодный период свыше 80 %. Днём в тёплый период она уменьшается до 50—60 %. В Гомеле в среднем 143 пасмурных и 31 ясных дней в году. Остальные дни полуясные. Среднегодовая продолжительность солнечного сияния — 1855 часов. Среднее количество суток с метелями в год 6, максимальное 54, с туманами 43 и 79, грозами 25 и 54, с градом 2 и 5. За год бывает 5 суток с гололёдом и 5 суток с изморозью.

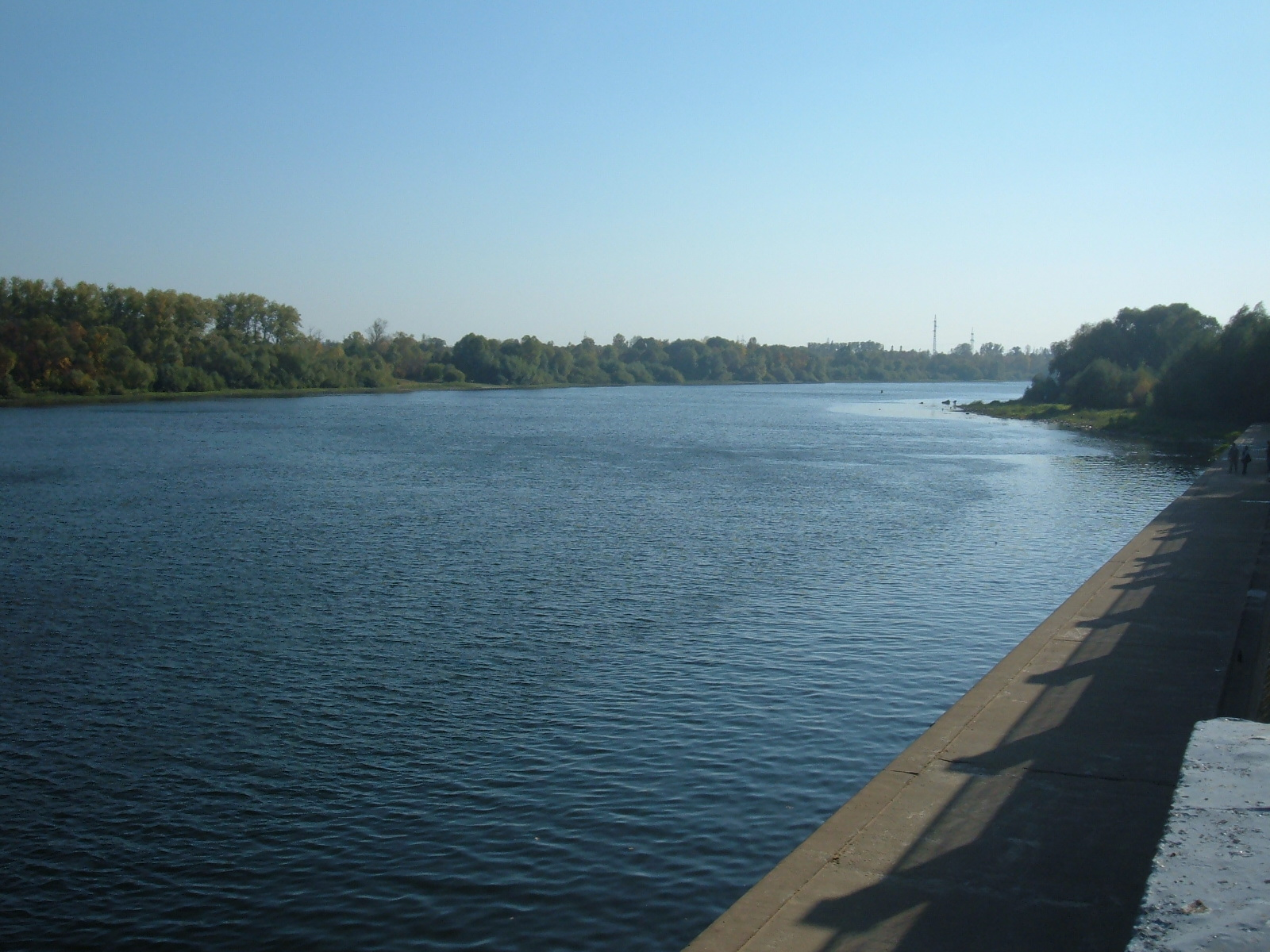
Река Сож

Поверхностные воды представлены реками, озёрами, прудами. Через город протекает судоходная река Сож, одна из крупнейших рек Беларуси. В черте города в неё впадает река Ипуть. В пригородной зоне Гомеля в Сож впадают реки Уть, Уза и Терюха. В пойме Сожа в пределах городской черты расположено несколько старичных озёр (Любенское, Волотовское и другие). В северной части города многочисленны пруды, образовавшиеся в карьерах по добыче строительного сырья. Они активно используются горожанами как места отдыха. В Гомельском парке находится старейший в Гомеле «Лебяжий пруд», сооружённый на месте протекавшего и впадавшего в реку Сож ручья Гомеюк, от названия которого по одной из версий и произошло название города.

### Почвы, растительность и животный мир
Естественный почвенный покров Гомеля значительно преобразован. Природные почвы заменены урбоземами с перемешанными горизонтами, материнскими породами, щебнем, песком и др. В скверах, парках и на клумбах почвенный покров окультурен. Из относительно ненарушенных почв, встречающихся в черте города и его окрестностях, преобладают дерново-подзолистые местами заболоченные почвы, развивающиеся на водно-ледниковых песчано-пылеватых лессовидных супесях; встречаются дерновые и дерново-карбонатные, аллювиальные и торфяно-болотные почвы.

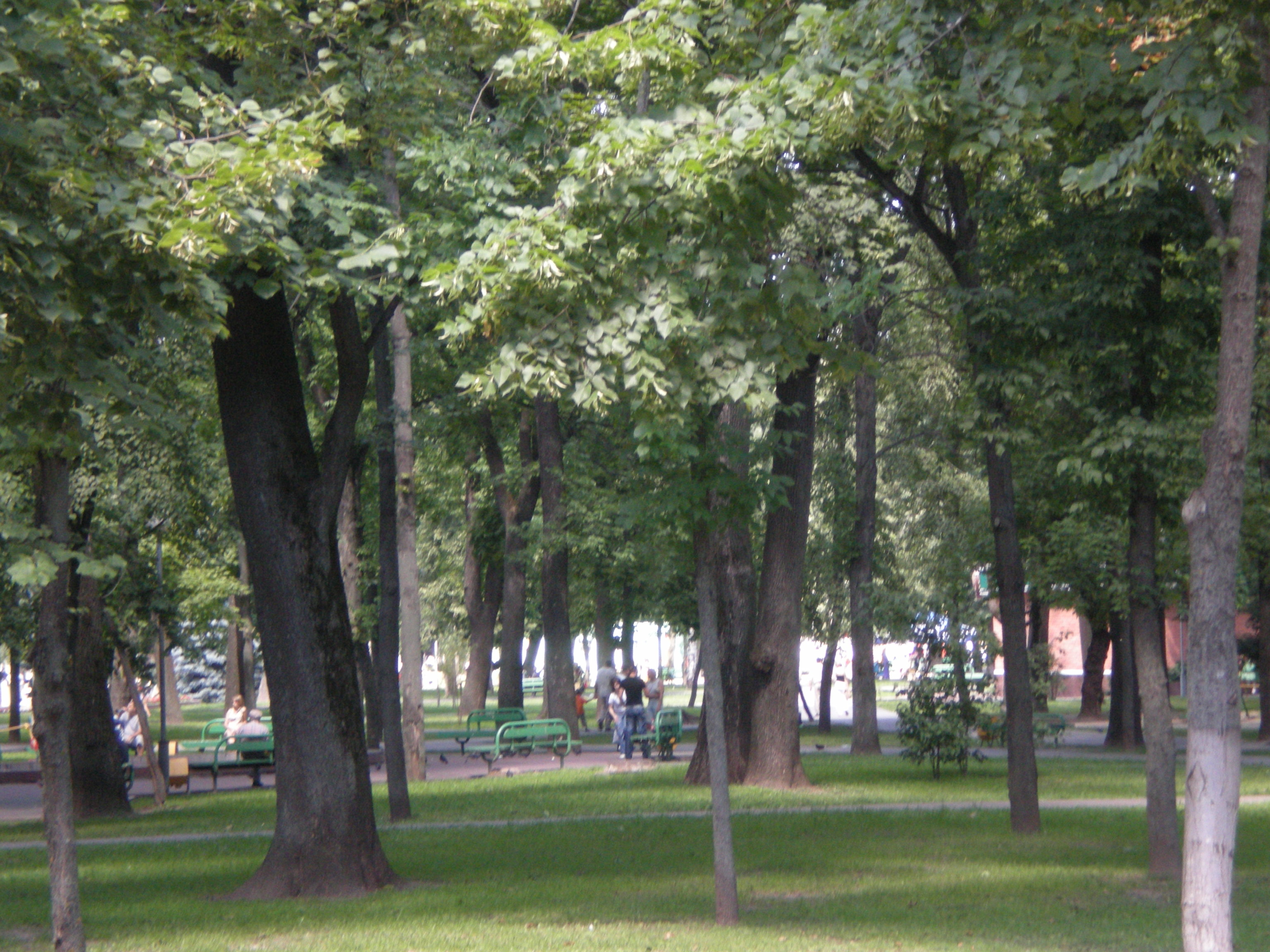
Сквер имени Андрея Андреевича Громыко (бывший «Пионерский сквер»)

Преобладающими древесными породами в лесных массивах, парках, скверах и улицах являются сосна обыкновенная, ель европейская, дуб черешчатый, клён остролистный, конский каштан обыкновенный, ясень обыкновенный, липа мелколистная, тополь чёрный, белый и дрожащий (осина), рябина обыкновенная, ивы. Интродуцированы такие виды, как дуб красный, ель колючая, ель Энгельмана, лиственница европейская, робиния лжеакация, ель Шренка, пихта бальзамическая и др.; в Центральном парке имеются гинкго, пробковое дерево и другие экзотические виды. Спонтанная городская растительность представлена преимущественно сообществами классов Plantaginetea majoris, Robinietea и Artemisietea vulgaris, пойменные луга относятся к классу Molinio-Arrhenatheretea.

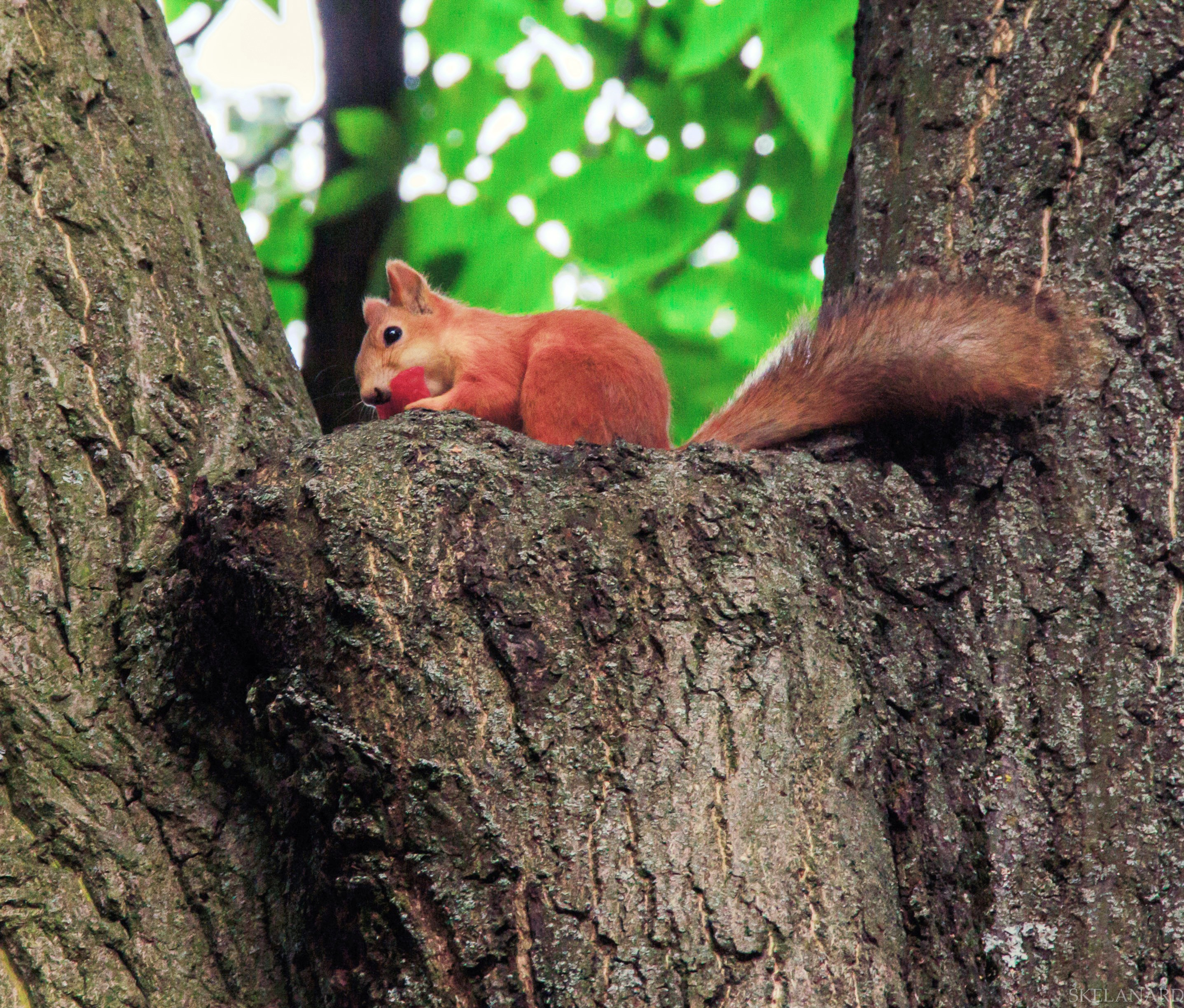
Белка на территории Гомельского дворцово-паркового ансамбля

В Гомеле и его окрестностях отмечены 66 видов млекопитающих, 188 видов птиц, 6 видов пресмыкающихся, 11 видов земноводных, около 25 видов рыб. По окраинам города нередки ёж европейский, косуля, кабан. В парках и лесопосадках часты белки, зайцы, кроты. Из птиц обычны домовой воробей, галка, ворона, голуби, синицы, в пригородной зоне можно встретить аистов.

### Экологические проблемы
К основным экологическим проблемам Гомеля следует отнести радиоактивное заражение, загрязнение атмосферы, почв и вод химическими элементами, недостаточное озеленение территории. Экологические проблемы обусловлены главным образом положением Гомеля как крупного промышленного центра.
Гомель находится в зоне заражения (по цезию-137) от 1 до 5 ku/км² (зона проживания с периодическим радиационным контролем).
Индекс загрязнения атмосферы в Гомеле является повышенным и составляет 5,0 (третье место в Беларуси после Могилёва и Гродно). Основными загрязняющими веществами являются формальдегид, фтористый водород, фенол, аммиак, оксид углерода. Главными источниками загрязнения являются автотранспорт, лесная промышленность, производство минеральных удобрений (Гомельский химзавод), теплоэнергетика (Гомельская ТЭЦ-1, Гомельская ТЭЦ-2 и др.). Наблюдается рост среднего за год содержания оксида углерода, что объясняется повышением интенсивности автомобильного движения. Средние концентрации других вредных веществ снижаются.
| Год  | Фенол | Аммиак | Формальдегид | Свинец |
| ---- | ----- | ------ | ------------ | ------ |
| 1991 | 4,3   | 68     | 9            | 0,070  |
| 1995 | 2,9   | 24     | 8            | 0,020  |
| 2000 | 1,5   | 11     | 6            | —      |

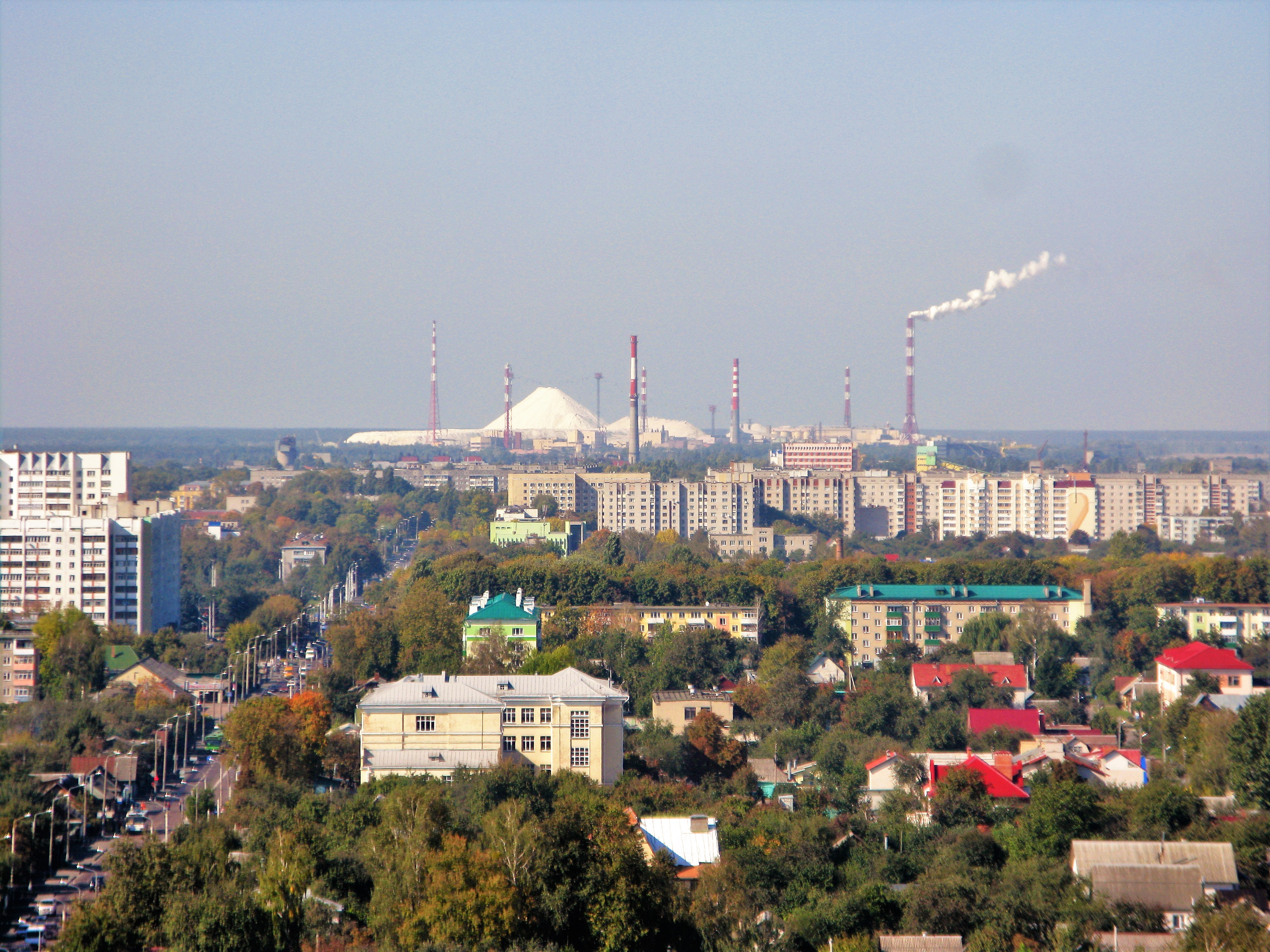
«Горы» фосфогипса на панораме Гомеля

Наиболее загрязнён атмосферный воздух в западной части города, в зоне влияния Гомельского химзавода, ТЭЦ-2, ЗЛиН, заводов стройматериалов, торгового оборудования и железобетонных изделий, а также в центре в районе железнодорожного вокзала, где высока транспортная нагрузка. Наименее загрязнены юг правобережной части и Новобелицкий район. Расположение Гомельского химзавода и ТЭЦ-2 на западной окраине города в условиях господствующего западного переноса значительно обостряет проблему загрязнения воздуха. Кроме того, острейшей экологической проблемой является наличие полигона токсичных отходов химзавода, расположенного у городской черты. Накопление фосфогипса (отхода производства фосфатных удобрений) составило к настоящему времени около 15—20 млн тонн. Фосфогипс обладает неприятным запахом, разносится ветром на значительные расстояния, интенсивно загрязняет подземные воды и приводит к деградации прилегающих лесных биогеоценозов.
Загрязнение вод реки Сож у Гомеля характеризуется как умеренное (ИЗВ = 1,1—1,9). Среднегодовая концентрация азота аммонийного составляет около 5 ПДК, фенолов, железа и цинка — около 2 ПДК, органических веществ, азота нитратного, фосфатов, меди, никеля, нефтепродуктов, СПАВ — не превышает ПДК.
Степень озеленения в Гомеле составляет 19,5 %, что существенно ниже градостроительных и природоохранных нормативов Беларуси (40—45 %).

## Население

### Численность

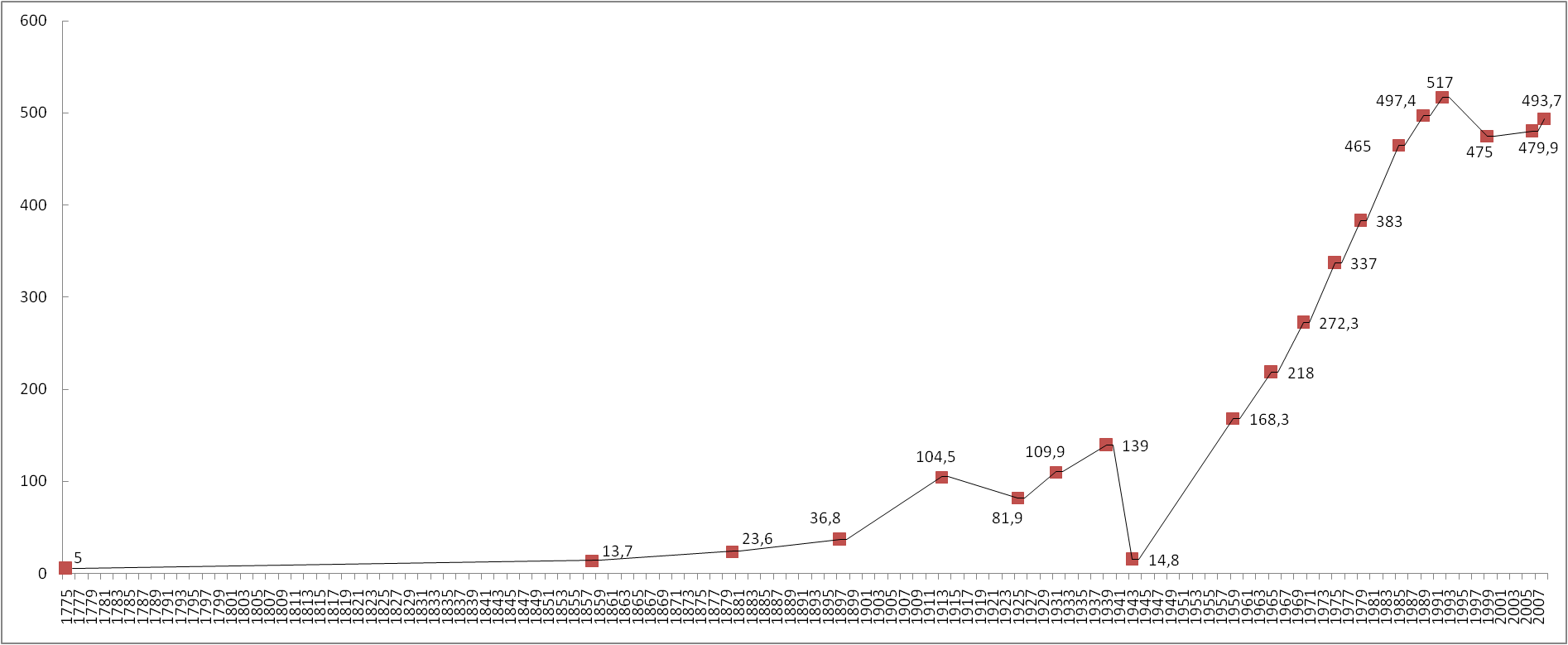
Динамика численности населения Гомеля

На 1 января 2025 года численность населения города составляет 501 193 человек. Население города на 1 января 2024 года составило 501 102 человека. Численность работников, занятых в народном хозяйстве, составляет 191 019 человек, в том числе в промышленности — 69 441 человек. Национальный состав: белорусы — 83,42 % от общей численности, русские — 10,85 %, украинцы — 3,11 %. В общей численности населения 55 % составляют женщины, и 45 % — мужчины. По данным на 1 января 2016 года население Гомельского горсовета, то есть собственно города Гомеля (521 452 человека) и подчинённого ему городского посёлка Костюковка (9 904 человека) в сумме составляло 531 356 человек.На 1 января 2017 года население Гомеля, после включения в черту города г. п. Костюковка, составило 535 229 человек.
В 2017 году в Гомеле родилось 5172 и умерло 5003 человека, в том числе 21 ребёнок в возрасте до 1 года. Коэффициент рождаемости — 9,7 на 1000 человек (средний показатель по Гомельской области — 11,3, по Республике Беларусь — 10,8), коэффициент смертности — 9,3 на 1000 человек (средний показатель по Гомельской области — 13, по Республике Беларусь — 12,6). По численности родившихся и умерших Гомель опережает остальные областные центры (кроме Минска). Коэффициент рождаемости в Гомеле значительно ниже, чем в Бресте и Гродно, немного ниже уровня Минска, равен уровню Могилёва и незначительно выше уровня Витебска. Коэффициент смертности населения в Гомеле выше, чем в Гродно, Бресте и Минске, но ниже, чем в Могилёве и Витебске.
После присоединения Гомеля к Российской империи и создания черты оседлости Гомель постепенно становится одним из центров расселения еврейского населения России. Согласно переписи 1897 года в Гомеле проживало 20 385 евреев (55 % всего населения города). В 1903 году в Гомеле прошёл еврейский погром. В 1926 году евреи составляли около 35 % населения Гомеля, согласно переписи 1939 года доля евреев составляла 29,38 %. За годы войны бо́льшая часть гомельских евреев, не успевших эвакуироваться вглубь территории СССР, была уничтожена германскими оккупационными властями в Гомельском гетто. Массовая эмиграция евреев из Гомеля пришлась на конец 1980-х — начало 1990-х годов, в результате чего еврейское население города в 1999 году по сравнению с 1979 годом сократилось в 6,5 раз, составив 4029 человек.

### Религиозный состав
Большинство верующих города — православные. На 2012 год действуют двадцать православных общин (все — Русская православная церковь), две старообрядческие (одна Русская православная старообрядческая церковь, вторая — Древлеправославная церковь), 3 римско-католические (входят в Пинский диоцез), две еврейские общины «Бейт Яаков» и «Ахдут» (синагога «Рош-Пина» по улице Красноармейской, 1а), 1 мусульманская (улица Карбышева, 10а). Также имеются общины нелитургического протестантизма. Гомель является епархиальным центром Гомельской и Жлобинской епархии РПЦ (улица Баумана, 16). Расположены Свято-Никольский мужской монастырь (улица Никольская, 4) и Гомельский Свято-Тихвинский монастырь (улица Котовского, 36).
|  |  |  |  |

## Административное деление и планировка

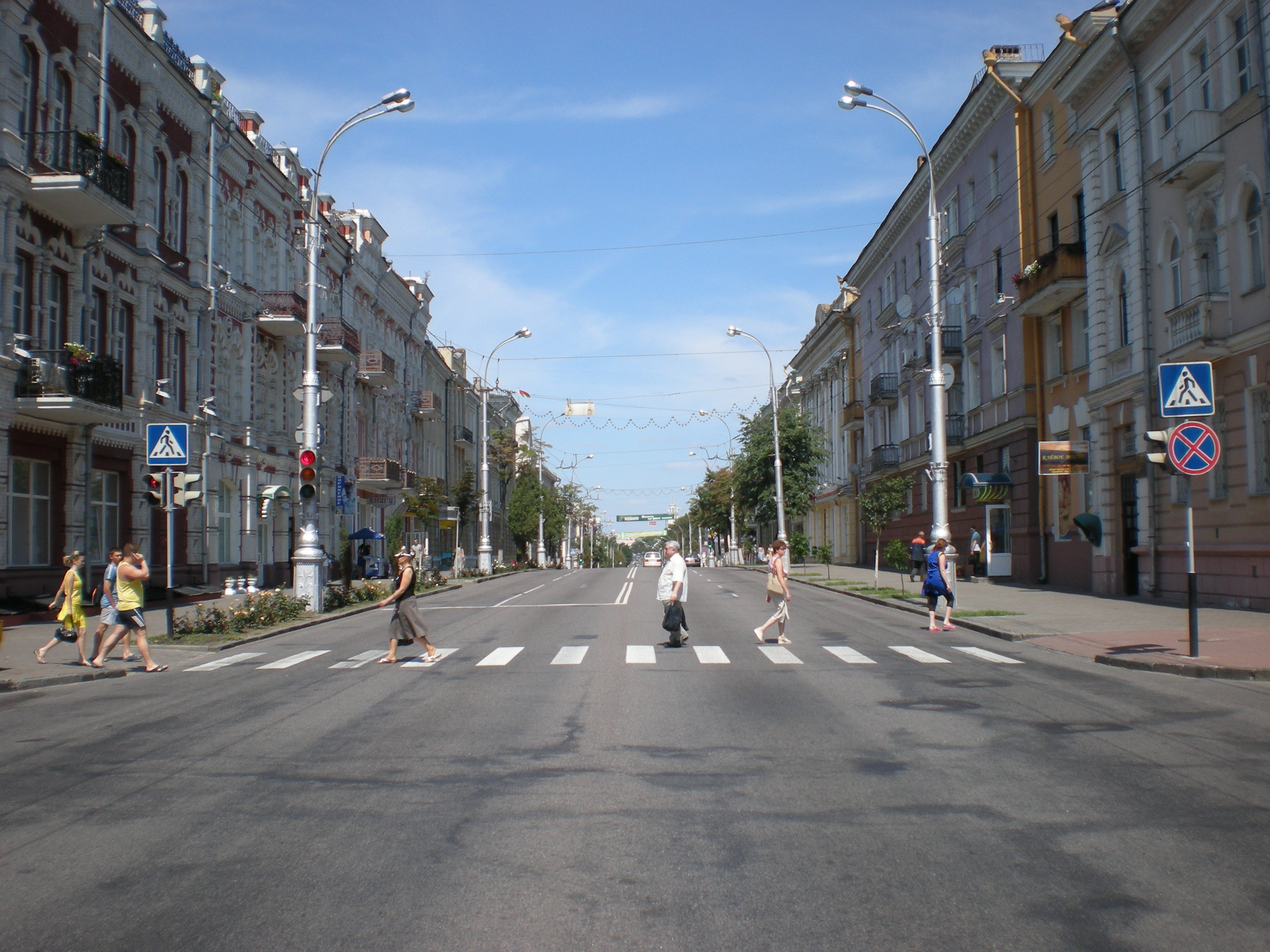
Улица Советская

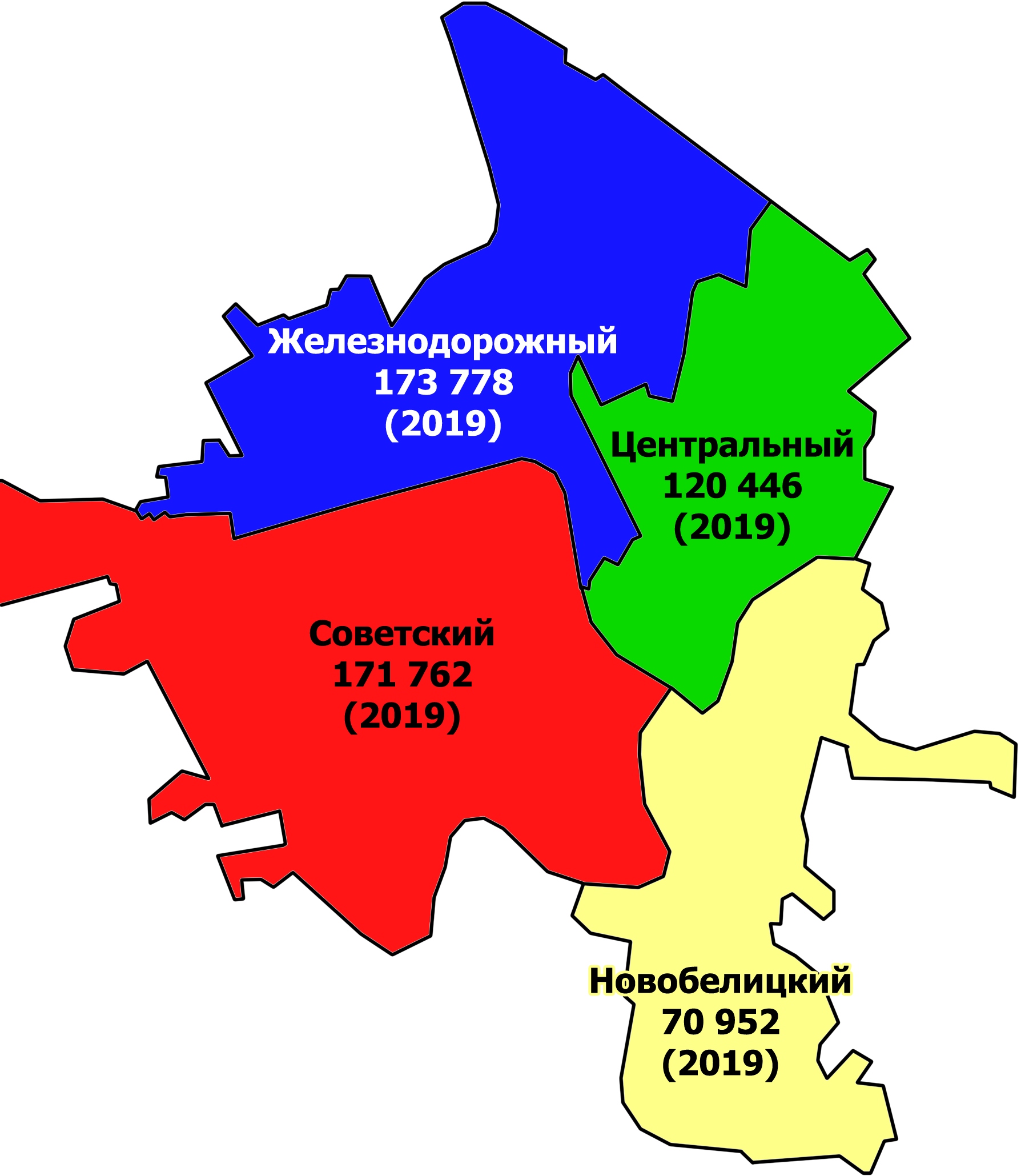
Районы города и их население

"Здания
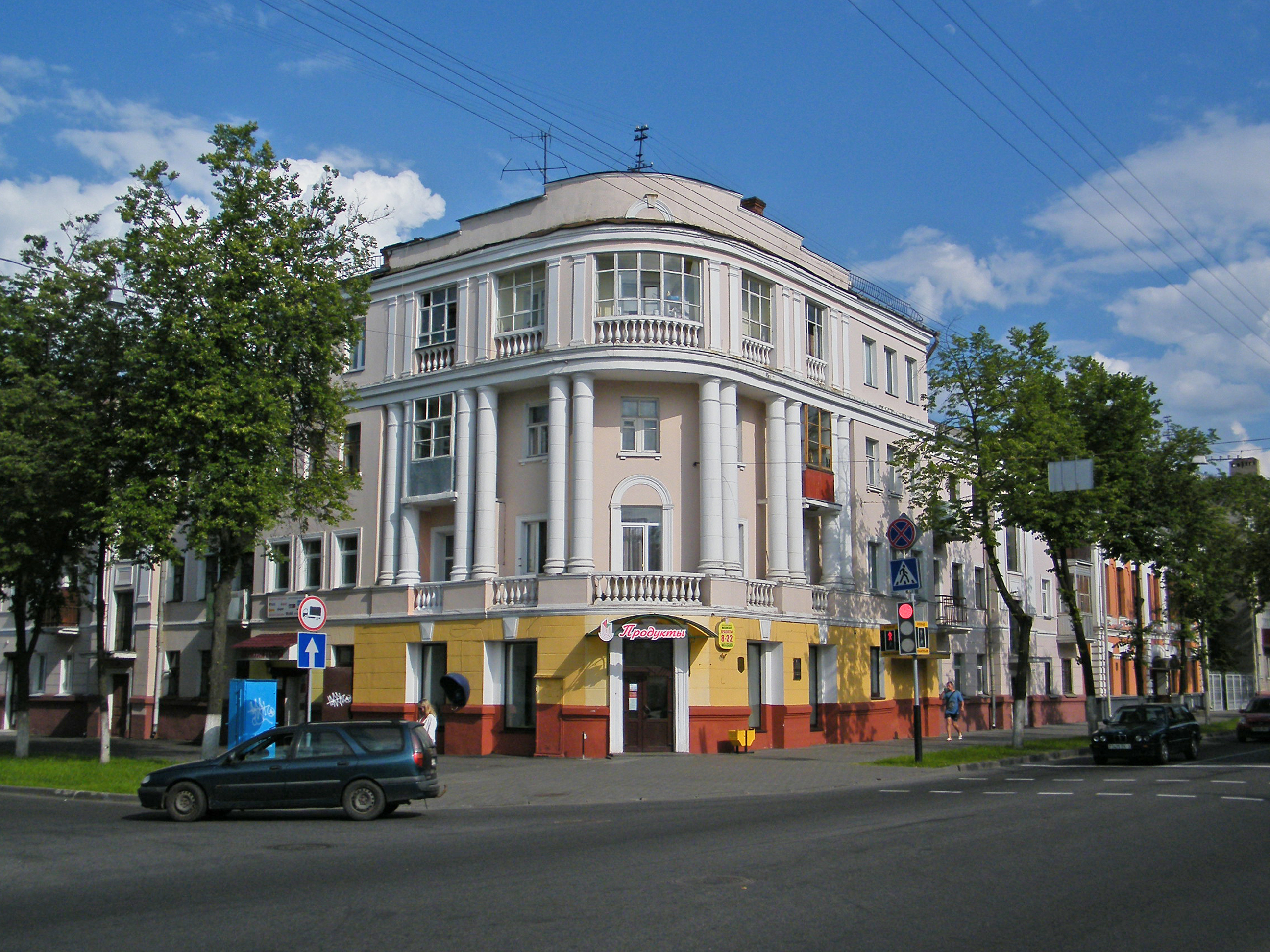
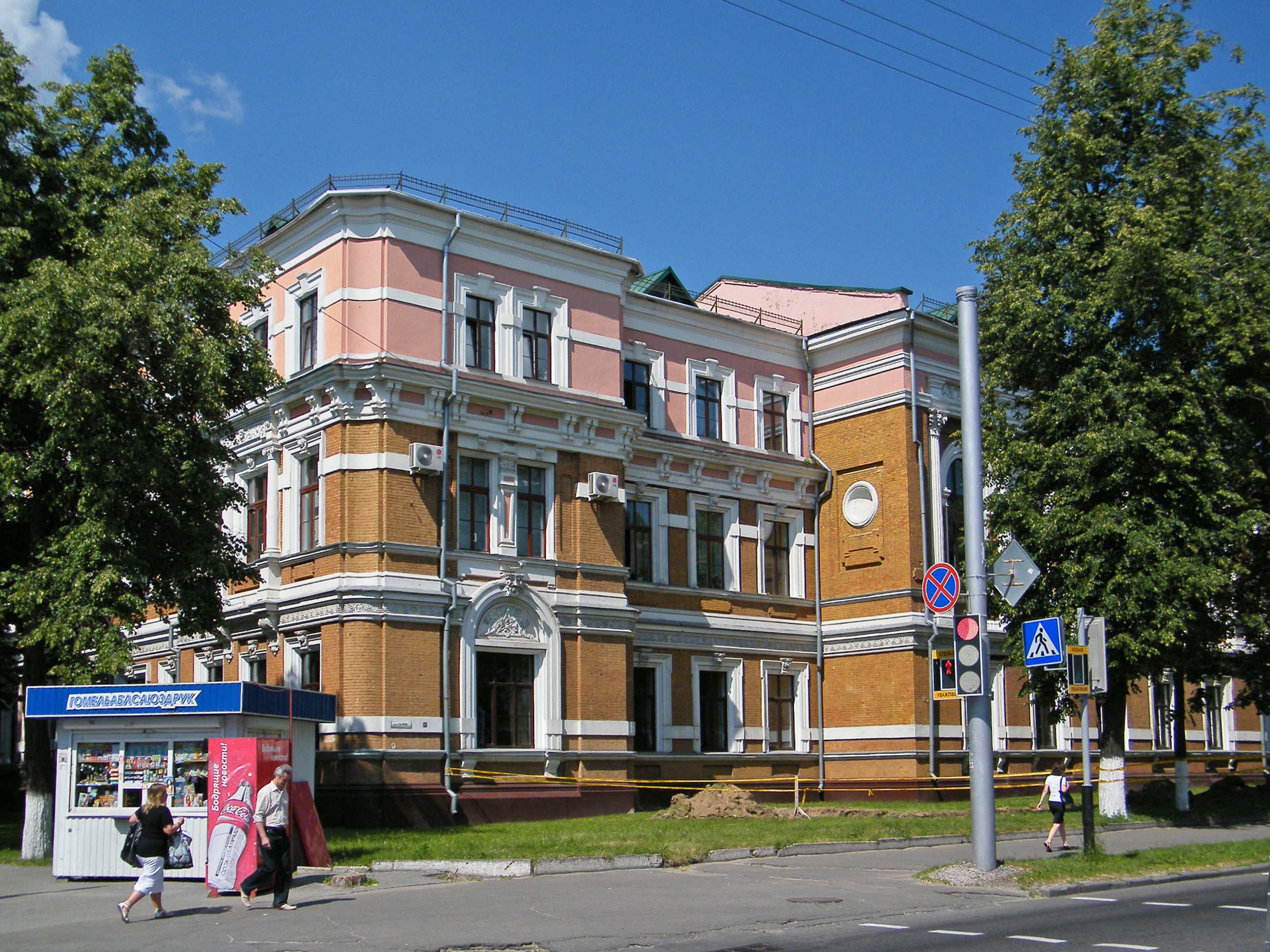

Облик нынешнего центра города стал закладываться во второй половине XVIII века. Основным архитектурным ансамблем, формирующим пространственную композицию центра города является площадь Ленина (бывшая Соборная, Советская). От неё тремя лучами расходятся улица Советская (бывшая Чечерская, Пробойная, Румянцевская, главная улица города), проспект Ленина (бывшая Замковая, Луначарского, Комсомольская) и улица Пролетарская (бывшая Фельдмаршальская). Вместе с проспектом Победы (бывшая 6-я Поперечная, Почтовая) улица Советская и проспект Ленина образуют треугольник, в углах которого располагаются площадь Ленина, Привокзальная и Восстания (бывшая Спортивная площадь).
Районы Гомеля

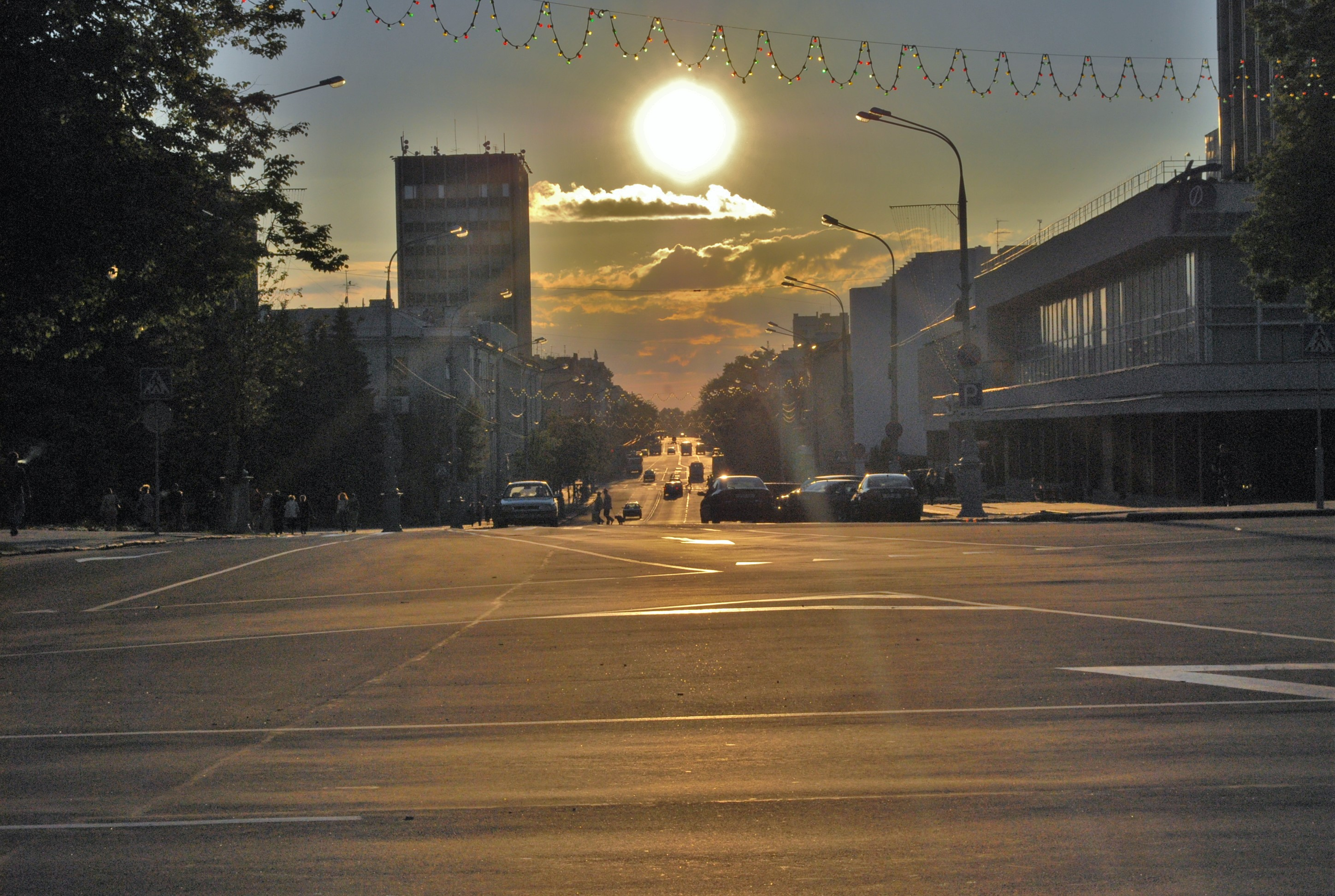
Проспект Ленина

19 июля 1940 года вышел Указ Президиума Верховного Совета Белорусской ССР «Об образовании городских районов в городе Гомеле». Согласно ему Гомель был разделён на три района: Центральный, Железнодорожный и Новобелицкий. В 1948 году они были упразднены, но через три года, 27 июня 1951 года, восстановлены. Советский район образован в 1973 году.
В итоге город делится на 4 района:
- Центральный район[54] расположен в центральной, восточной и северо-восточной частях Гомеля. Главными улицами являются улица Советская (центральная городская улица), проспект Ленина, улицы Мазурова, Интернациональная. В Центральной районе действуют 24 промышленных предприятия, расположена большая часть достопримечательностей и объектов культуры города — Гомельский дворцово-парковый ансамбль, Охотничий домик, драмтеатр, цирк, театр кукол, экспериментальный молодёжный театр-студия, областной общественно-культурный центр и так далее.

- Здания в Центральном районе<br

- Советский район[55] расположен в юго-западной части Гомеля. В районе сконцентрировано треть промышленного потенциала и 37 % населения Города. Основные улицы района — вытянутые в субмеридиональном направлении Речицкий проспект, улица Барыкина и проспект Октября, в субширотном направлении — улица Богдана Хмельницкого.
- Железнодорожный район[56] расположен в северо-западной части Гомеля. Здесь находятся железнодорожный вокзал, автовокзал, дорога в аэропорт. Действует 35 промышленных предприятий, производящих около половины промышленной продукции города. Основные улицы — проспект Космонавтов, улицы Советская, Крупской, проспект Победы.
- Новобелицкий район[57] расположен, в отличие от остальной территории города, на левом берегу реки Сож, в юго-восточной части города. Главная улица района — улица Ильича. Проживает около 15 % населения Гомеля. В XVIII — середине XIX века представлял собой город Новая Белица, уездный центр Белицкого уезда.

Виды Новобелицкого района
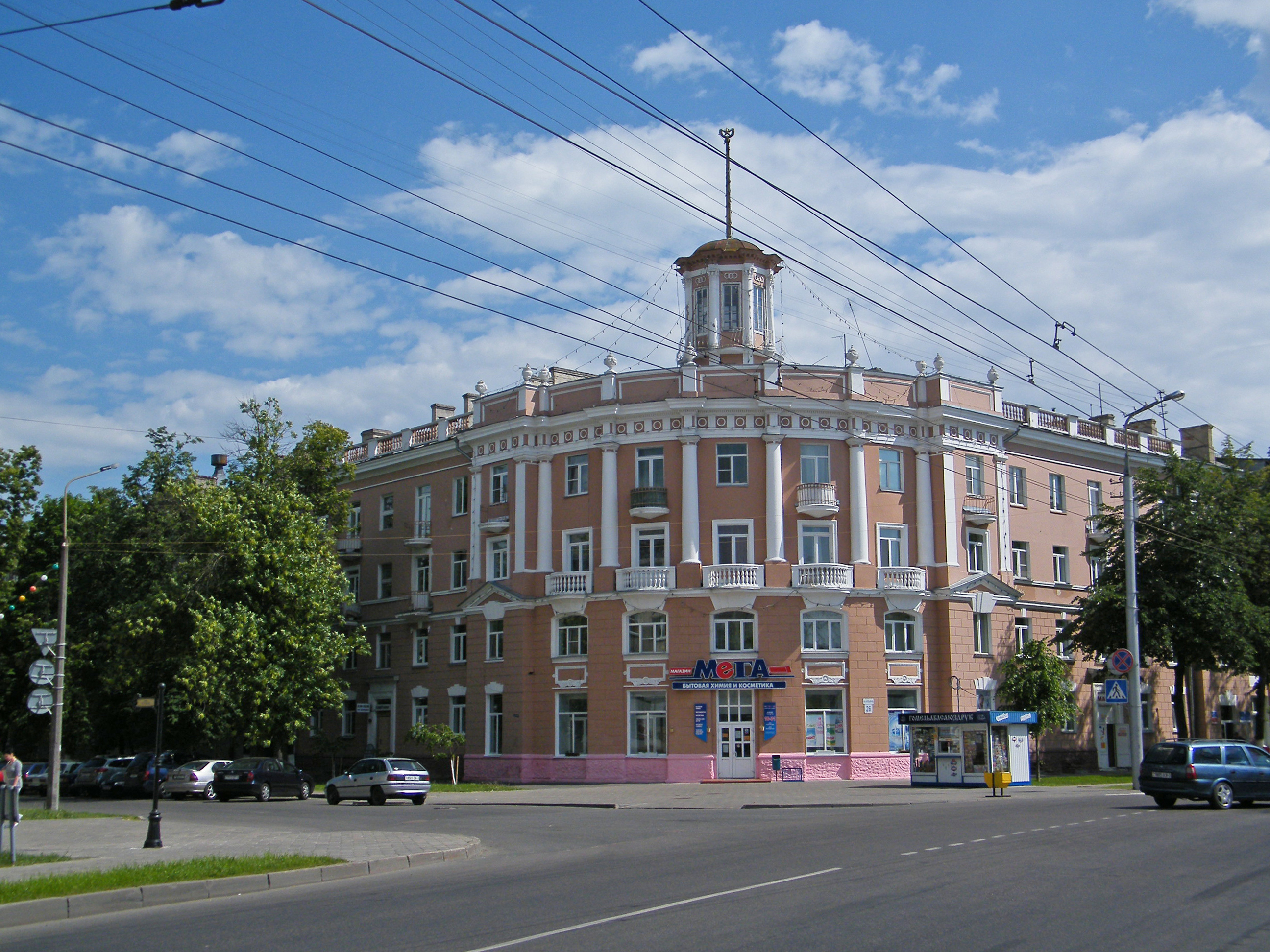
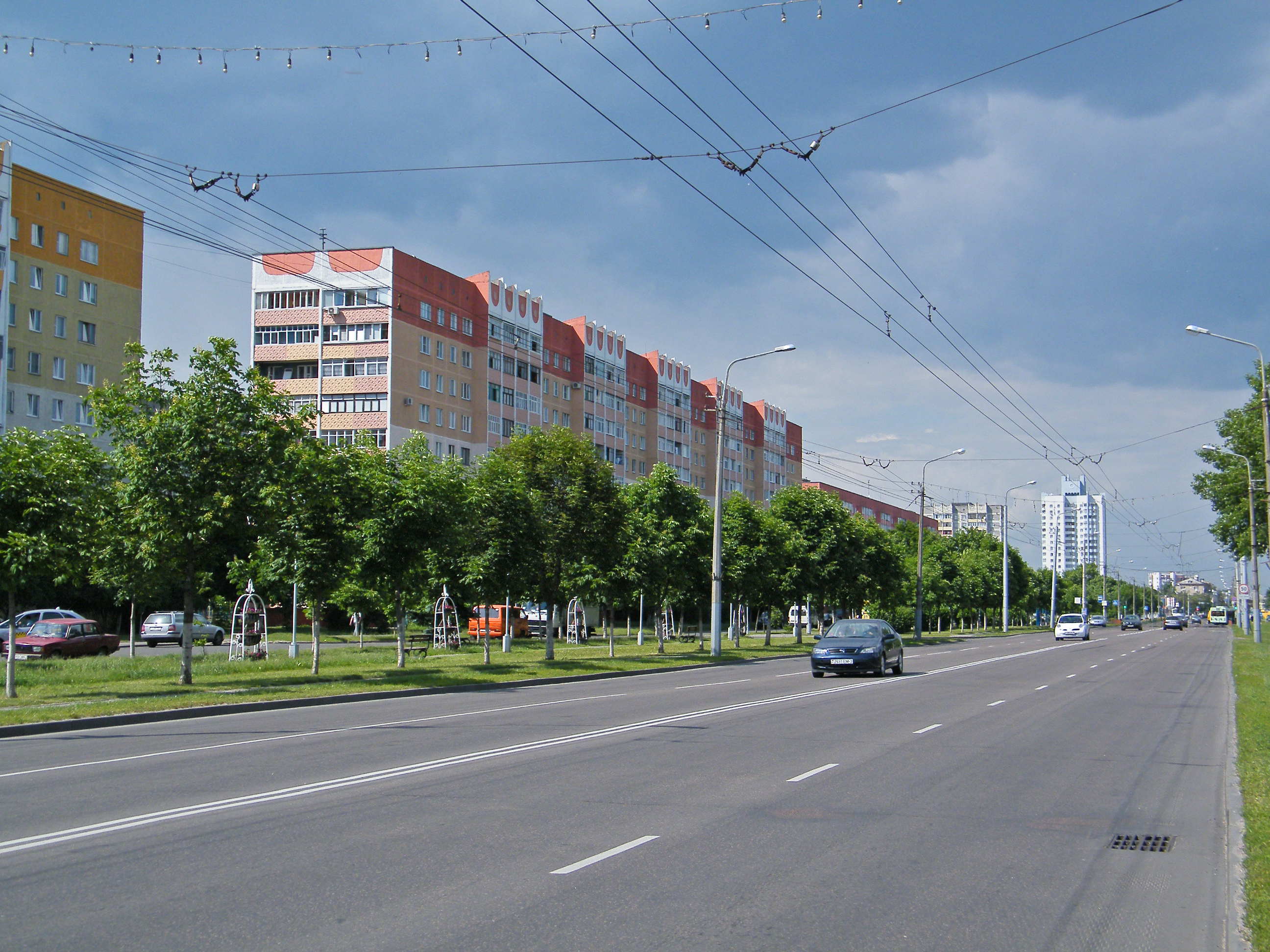
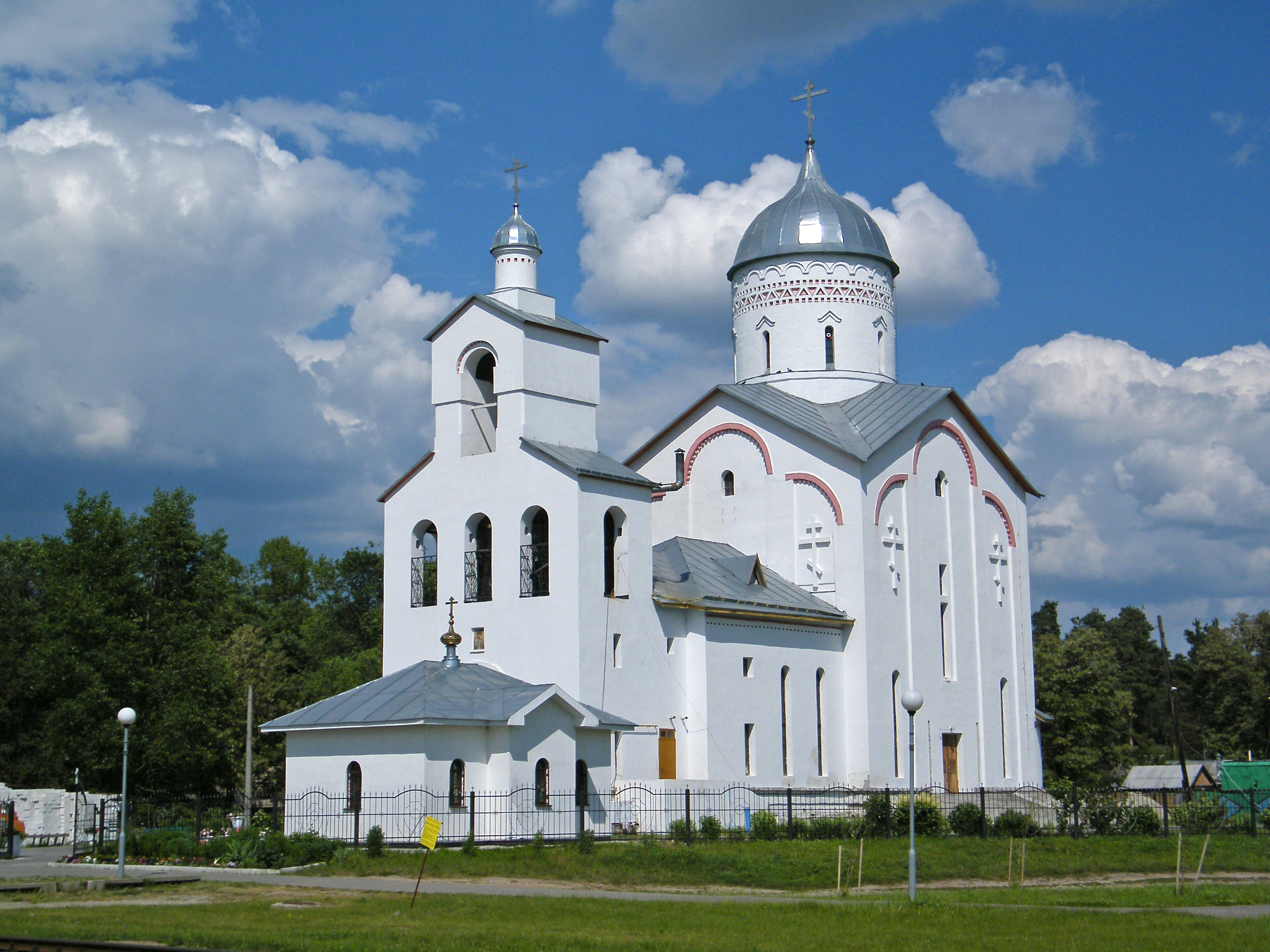

## Органы власти

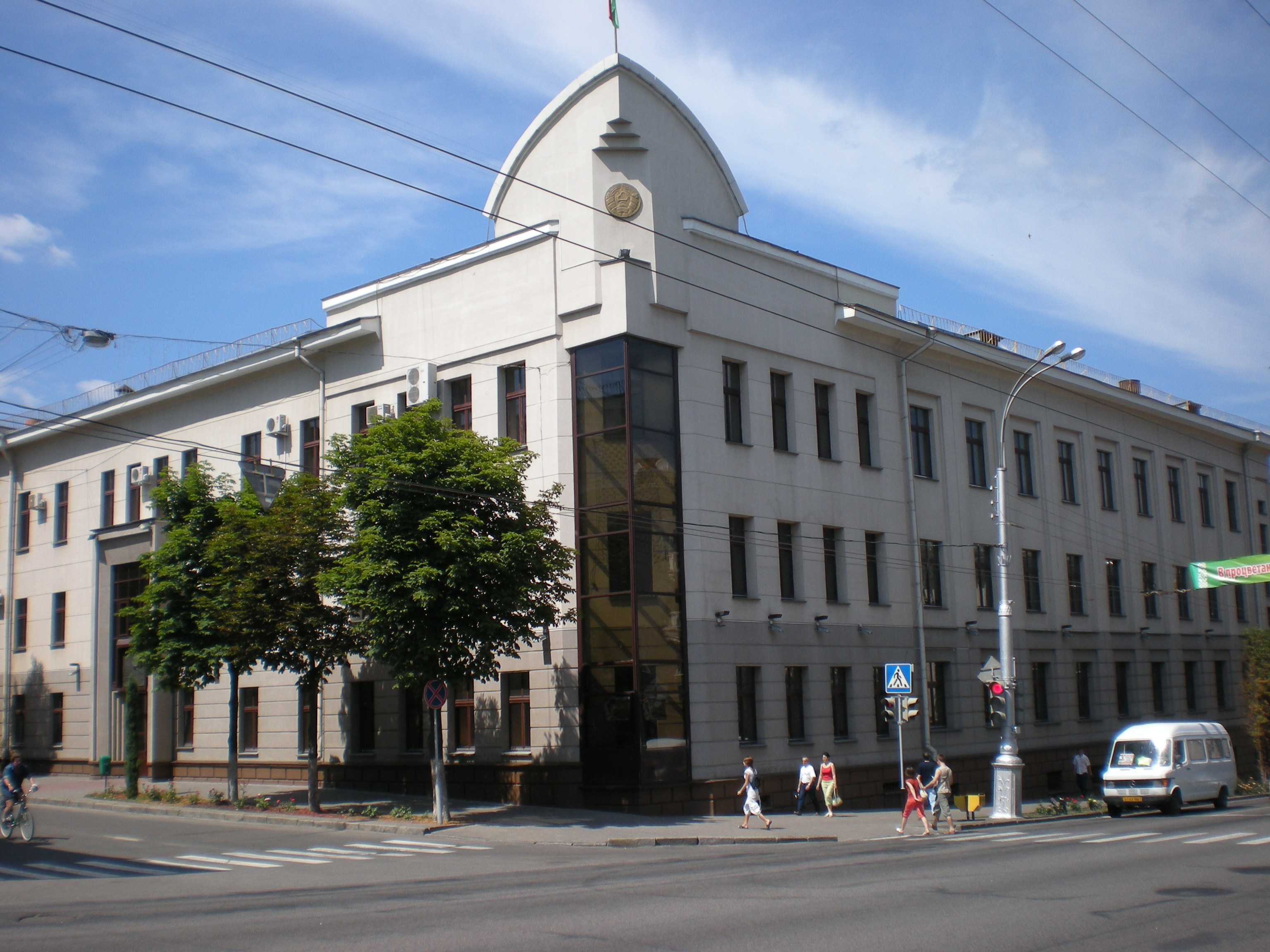
Гомельский городской Совет депутатов и исполнительный комитет. Улица Советская, 16

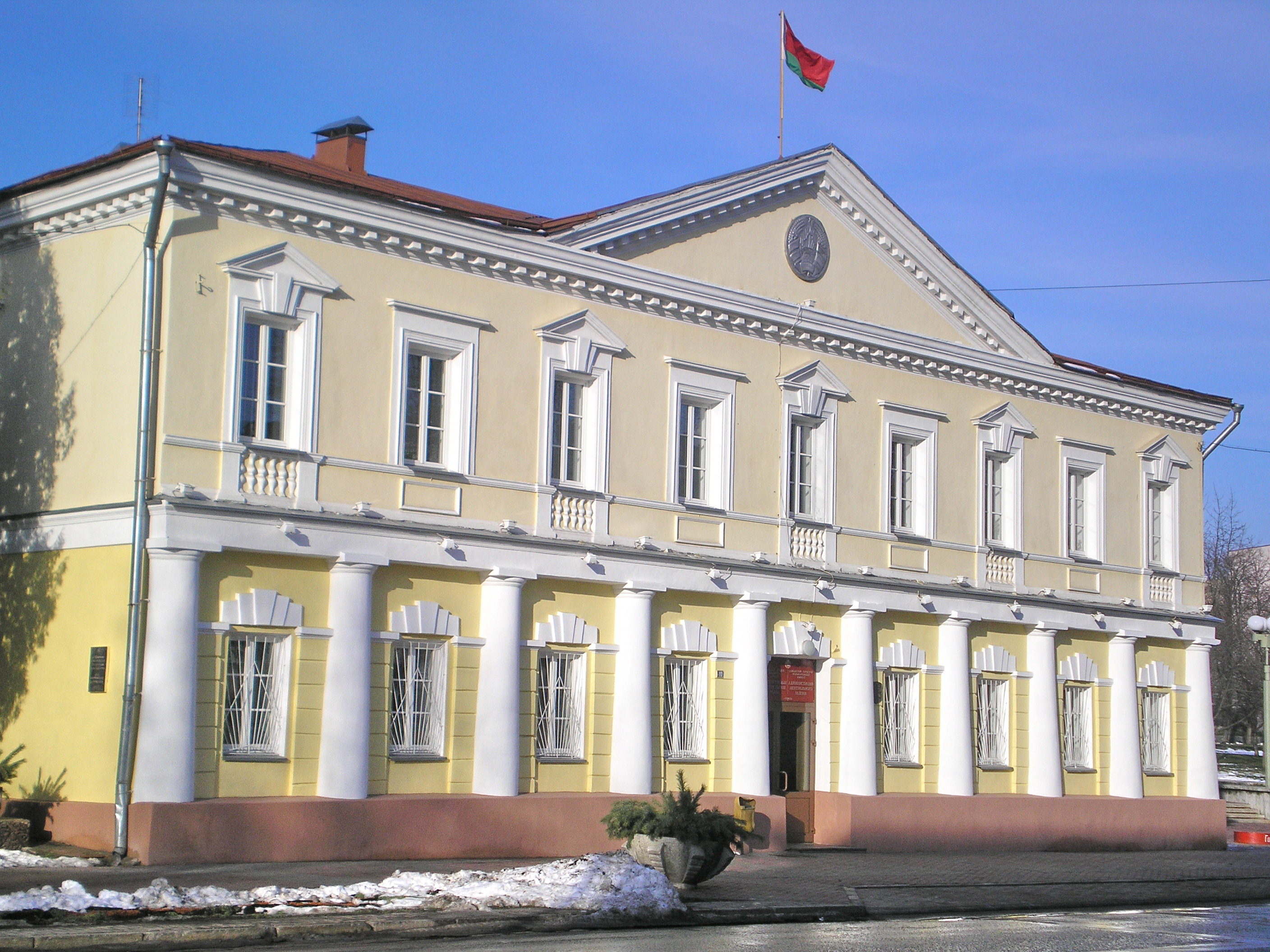
Администрация Центрального района (до Октябрьской революции — Русский трактир). Памятник архитектуры. Улица Билецкого, 10

Представительным органом власти Гомеля является Гомельский городской Совет депутатов. Он состоит из 40 человек и избирается жителями города по одномандатным округам. Срок полномочий — 4 года, полномочия горсовета сохраняются до открытия первого заседания городского Совета нового созыва. Из своего состава горсовет избирает председателя, его заместителей, председателей постоянных комиссий, которые составляют Президиум Гомельского городского Совета депутатов.
Исполнительным и распорядительным органом на территории Гомеля является Гомельский городской исполнительный комитет. Председатель назначается Президентом и утверждается депутатами горсовета. Члены горисполкома назначаются председателем горисполкома по согласованию с Гомельским областным исполнительным комитетом.
Исполнительным и распорядительным органом на территории района города является администрация района. Руководители администраций назначаются Президентом, заместители — председателем Гомельского горисполкома, а члены — главой администрации.

## Экономика
Среднемесячная номинальная начисленная заработная плата (до вычета подоходного налога и некоторых отчислений) в 2017 году составила 773,1 руб., что выше среднего показателя по Гомельской области (722,9 руб.) и ниже среднего уровня по стране (822,8 руб.). Гомель занимает 14-е место по уровню заработной платы среди 129 районов и городов областного подчинения Республики Беларусь и 3-е место в Гомельской области (после Речицкого и Мозырского районов). Среди областных центров средняя зарплата в Гомеле ниже, чем в Минске, Бресте и Гродно, но выше, чем в Могилёве и Витебске.

### Промышленность

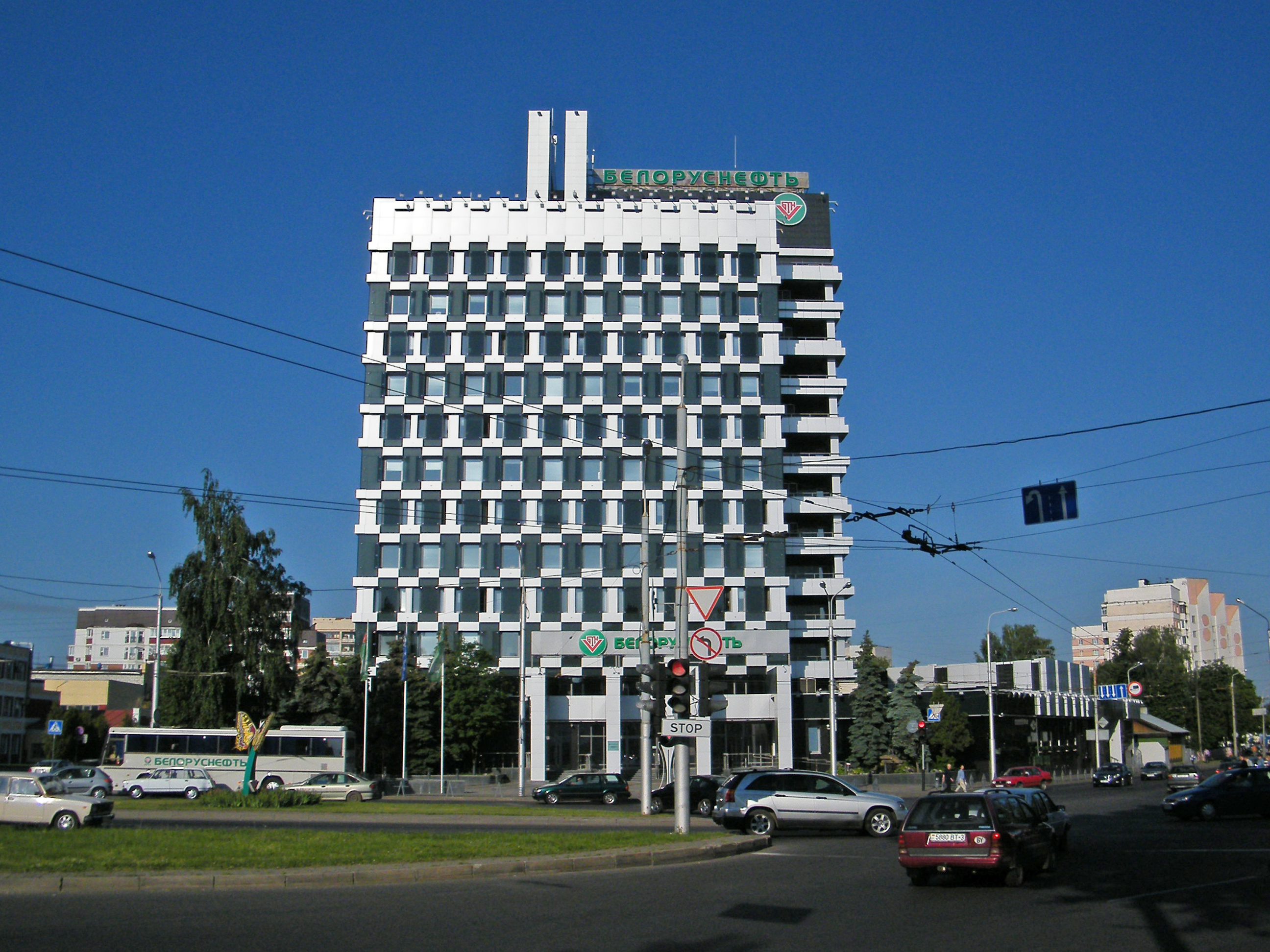
ПО «Белоруснефть». Улица Рогачёвская, 9

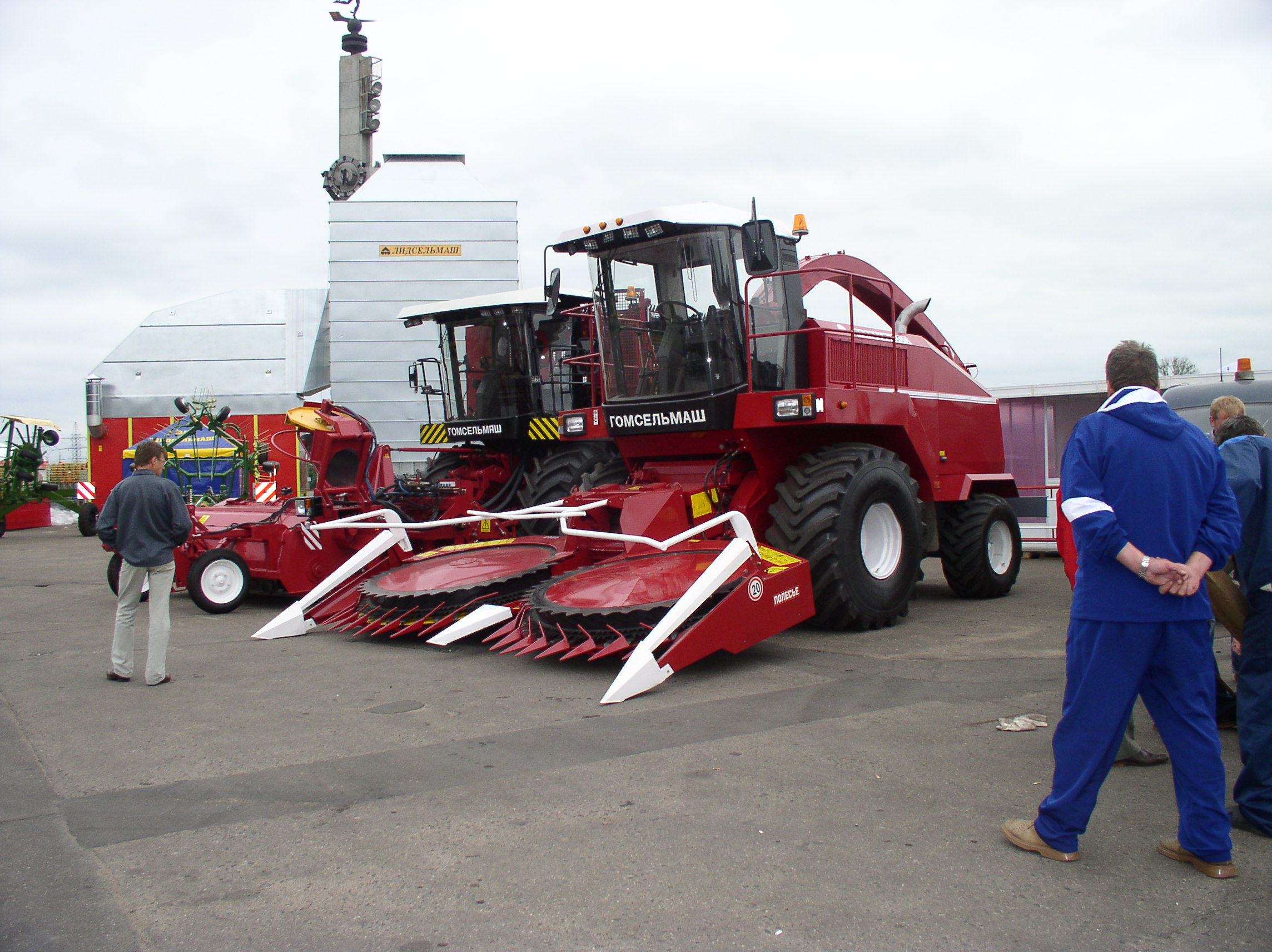
Продукция ПО «Гомсельмаш»

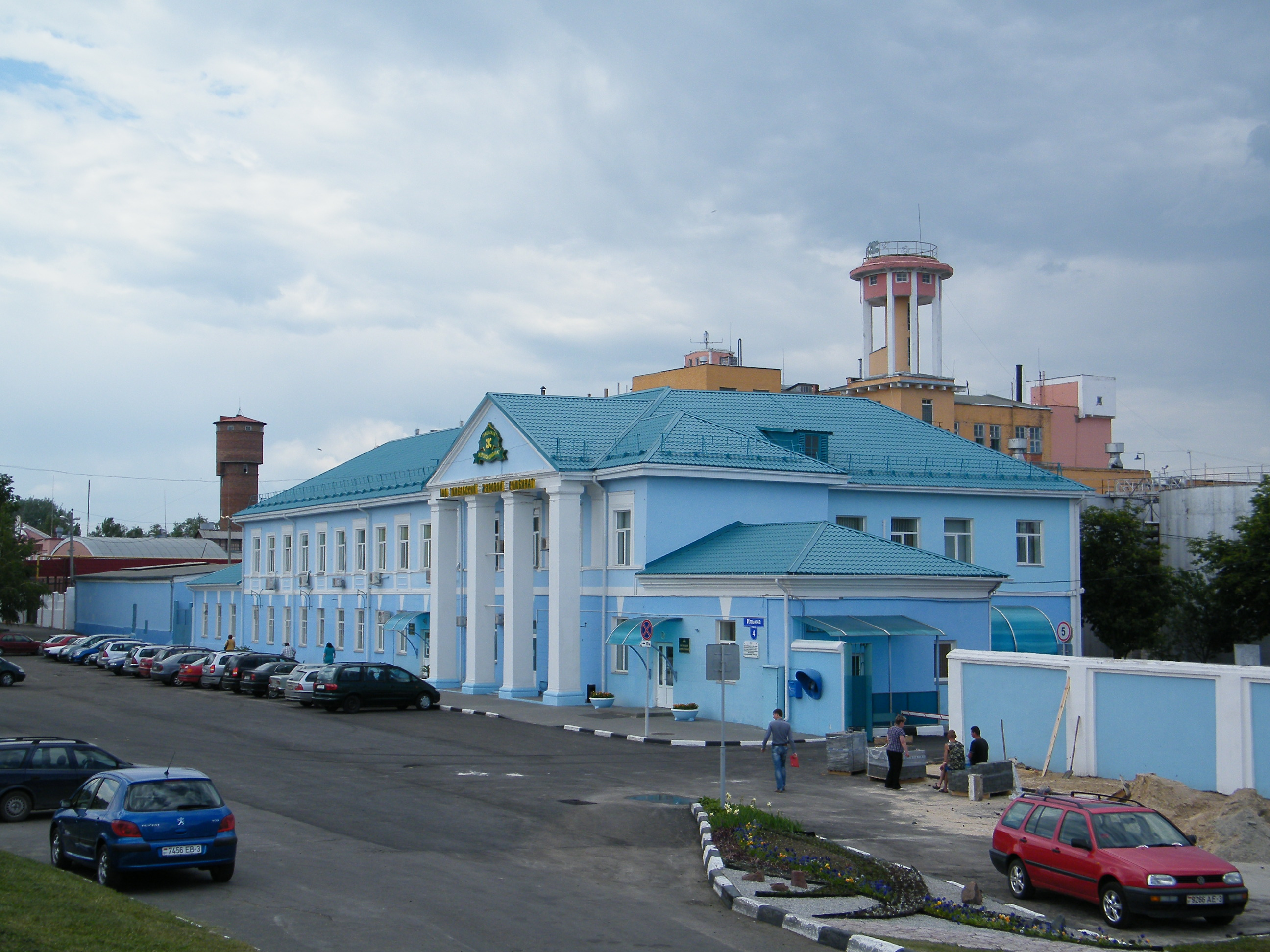
ОАО «Гомельский жировой комбинат». Улица Ильича, 4

За 2012 год промышленным комплексом города отгруженo продукции на 22065 млрд рублей. По состоянию на начало 2008 года в городе насчитывалось 126 промышленных предприятий, из них 49 (38,9 %) государственной формы собственности, 77 (61,1 %) — негосударственной, в том числе 37 (29,4 %) — акционерные общества, 4 (3,2 %) — иностранная собственность, 10 (7,9 %) — смешанная собственность с иностранным участием, 26 — прочие.

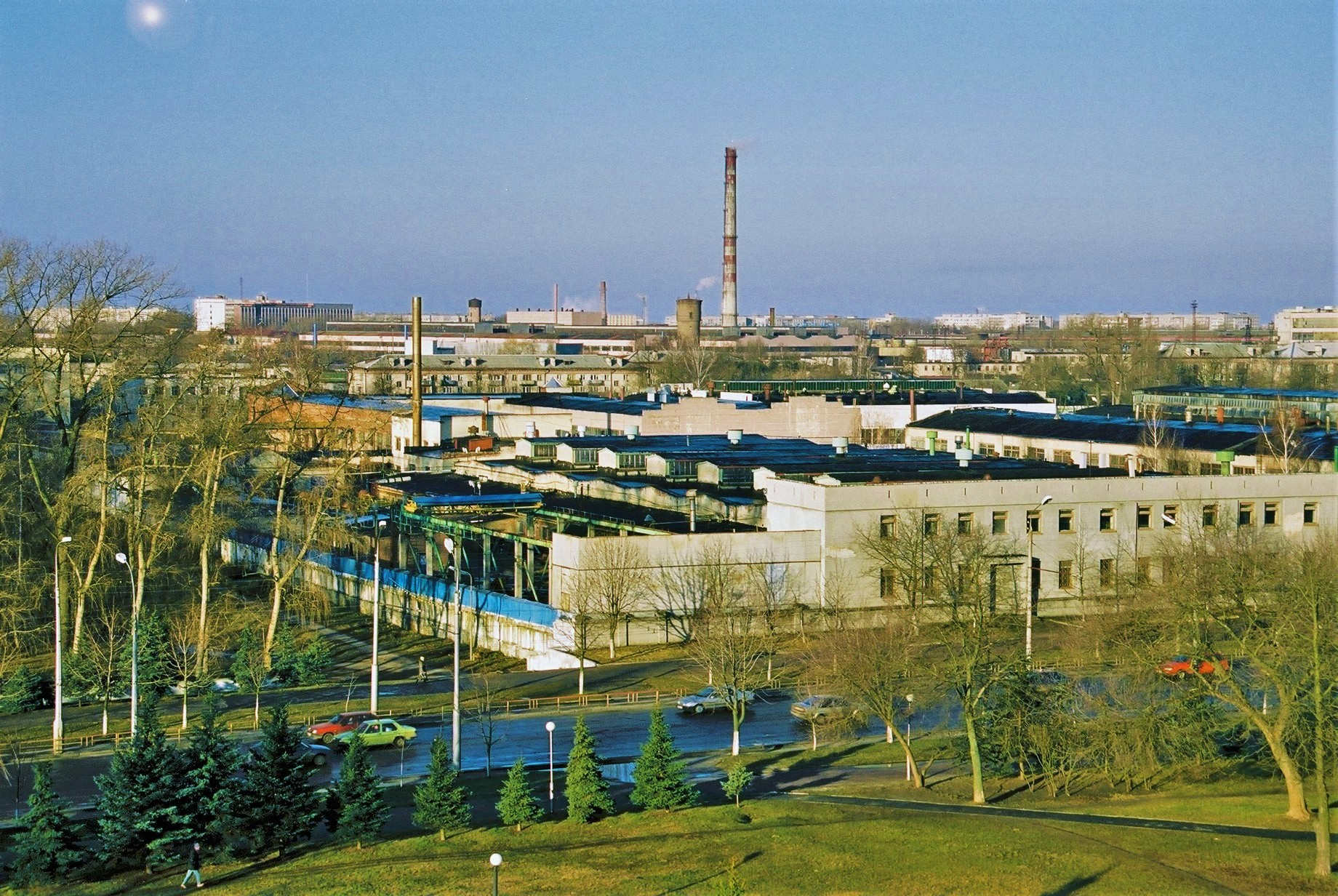
ОАО «Гомельский авторемонтный завод». Улица Кирова, 123

Наибольший удельный вес в общем объёме производства продукции формируют:
- предприятия машиностроения (52) — 51,2 %;
- предприятия пищевой и перерабатывающей промышленности (17) — 17,8 %;
- химической промышленности (5) — 13,7 %.
- по производству стройматериалов (8) — 8,7 %;

Крупные предприятия города: ОАО «Гомсельмаш», ОАО «Гомельский завод литья и нормалей», ЗАО «Гомельский вагоностроительный завод», ОАО «Гомельский завод станочных узлов», Филиал ОАО «Гомсельмаш» «Гомельский завод специнструмента и технологической оснастки», ОАО «СтанкоГомель», ОАО Гомельский литейный завод «Центролит», ОАО «Гомельское ПО «Кристалл», Филиал «Гомельобои» ОАО «Управляющая Компания Холдинга "Белорусские обои"», ПО «Белоруснефть», ОАО «Сейсмотехника», ПО «Гомельстекло», ОАО «Гомельский радиозавод», РНИУП «Луч», СОАО «Гомелькабель», ОАО «САЛЕО-Гомель» (до 2014 — РУП Гомельский завод «Гидропривод»), ЧПУП «Випра», КИПУП «Сож», ПЧУП ООО «БелТИЗ» «Светотехника», ОАО «Электроаппаратура», КУП «Спецкоммунтранс», ДКСУП «Красная гвоздика», ОАО «Коралл», ОАО «Ратон», СЭЗ «Гомель-Ратон», СП «Беккер-Систем», ИУПП «Каштан», ИПУП «Алкопак», СКТБ «Металлополимер», СЗАО «Сантэкс», ОАО «Гомельский завод пусковых двигателей им. П. К. Пономаренко», ОАО «Гомельский мотороремонтный завод», ОАО «Гомельский техноприбор» (входит в ПО Минский электротехнический завод), ОАО «Гомельский завод сантехзаготовок», ЧУП «Гомельский завод торгового оборудования», СП ОАО «Гомельский электротехнический завод», ОАО «Гомельский электромеханический завод», ОАО «Металлоконструкций», ЧУП «Радуга», КТЭИ Машиностроитель, СООО «Гомельский приборостроительный завод», УП «Гомельское ПМС», ОАО «Гомельторгавтотранс», СП ОАО «Спартак», ОАО «Гомельский мясокомбинат», ОАО «Гомельский жировой комбинат», РУП «Гомельский ликёро-водочный завод», РУПП «Гомельхлебпром», ОАО «Гомельский винодельческий завод», ОАО «Молочные продукты», СООО «Ингман мороженое», ОАО «Гомельдрев», УПП "БелОСТО «Гомельский деревообрабатывающий завод», ОАО «Гомельская мебельная фабрика „Прогресс“» ОАО «Гомельстройматериалы», ОАО «Гомельский химический завод», ЗАО «Завод химических изделий», ОАО «Медпласт», РДТУП «Медтехника», КПУП «Гомельводоканал» РПУП «Гомельоблгаз», ЗАО «Гомельлифт», Гомельский филиал РУП «Белпочта», РУП «Гомельэнерго», ОАО «Коминтерн», ОАО «8 Марта», ОАО «Труд», ОАО «Татьяна» .
С начала двухтысячных годов, прекратили деятельность и были ликвидированы: Гомельский подшипниковый завод (производитель велосипедных подшипников); Гомельский судостроительно-судоремонтный завод (производитель пассажирских и грузовых теплоходов, в том числе на подводных крыльях); Гомельский авторемонтный завод (производитель автобусов «Радзімiч»); заводы «Эмальпосуда» («Сантэп»); «Стромавтолиния»; Гомельская зеркальная фабрика; РУП «Гомельский завод самоходных комбайнов» (включен в состав ОАО «Гомсельмаш»); ОАО «Гомельский завод измерительных приборов». ОАО «Коралл» и некоторые другие предприятия серьёзно сократили объёмы производства.

### Сфера услуг
В структуре платных услуг населению преобладают услуги, оплата которых носит обязательный характер: коммунальные услуги — 24,4 %, услуги пассажирского транспорта — 14,1 %, жилищного хозяйства — 5,6 %.
В Гомеле расположено 9 гостиниц (крупнейшие из которых «Турист», «Сож», «Гомель», «Визит» и др.), более 150 ресторанов, кафе, баров и других развлекательных заведений.

### Жилищный фонд
За 2000—2017 годы общая площадь жилищного фонда города выросла с 9065,4 тыс. м² до 10759,9 тыс. м². Прирост площади жилищного фонда за этот период (18,7 %) был наименьшим из крупных городов Беларуси (в Бресте и Гродно за этот же период общая площадь жилья выросла более чем на 60 %). Обеспеченность населения жильём в 2000 году составляла 19 м² на человека (второе место среди областных центров после Могилёва), к 2017 году выросла до 20,1 м². По этому показателю город в 2017 году уступал всем крупным городам страны. В первом квартале 2019 года средняя цена жилой недвижимости в Гомеле составила 580 долларов за 1 м². По этому показателю Гомель находился на одном уровне с Витебском и Могилёвом, но вдвое уступал Минску и на 20 % — Бресту и Солигорску.

### Внешняя торговля
Объём внешней торговли товарами в январе — феврале 2008 года составил 512,4 млн долларов США, в том числе экспорт — 367,7 млн долларов, импорт — 144,7 млн долларов.
Из общего объёма экспорта на долю стран СНГ приходится 38,5 %, в том числе России — 24,7 %, стран вне СНГ — 61,5 %. Импорт из стран СНГ составляет 63,9 % от всего объёма импорта, в том числе из России — 51,8 %, из стран вне СНГ — 36,1 %. Основные торговые партнёры: Российская Федерация — 32,3 % от всего объёма внешней торговли, до введения санкций из-за вторжения России на Украину: Нидерланды — 21,8 %, Германия — 17,6 %, Украина — 11,8 %, Литва — 3,4 %, Польша — 2,2 %, Италия — 0,9 %.

## Транспорт
Общественный транспорт в Гомеле представлен троллейбусами, автобусами, электробусами, маршрутными такси.

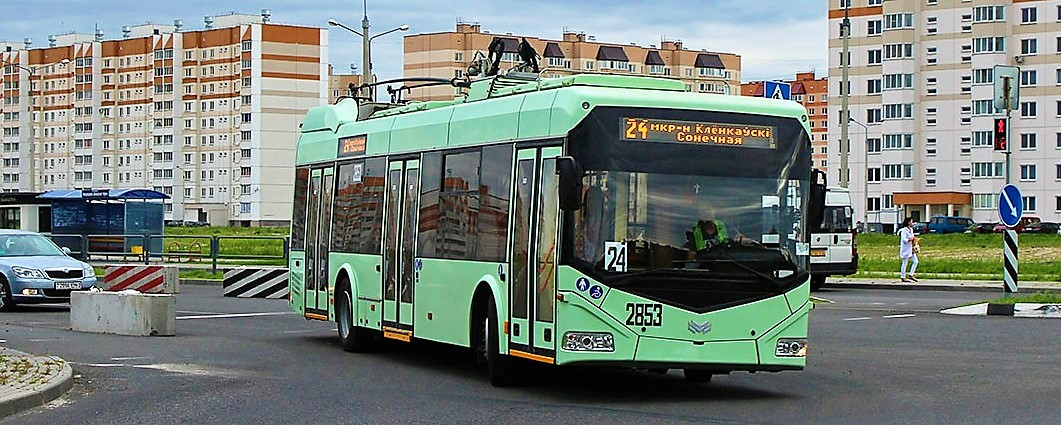
Троллейбус БКМ-321D на улице Гомеля

### Троллейбус
Троллейбусная сеть Гомеля открыта 20 мая 1962 года и насчитывает 31 маршрут. Протяжённость уличной сети с транспортными линиями составляет около 74 км, а общая протяжённость троллейбусных путей — 475 км. Подвижной состав представлен машинами АКСМ-20101, АКСМ-321 и его модификации, МАЗ-203Т и АКСМ-213.

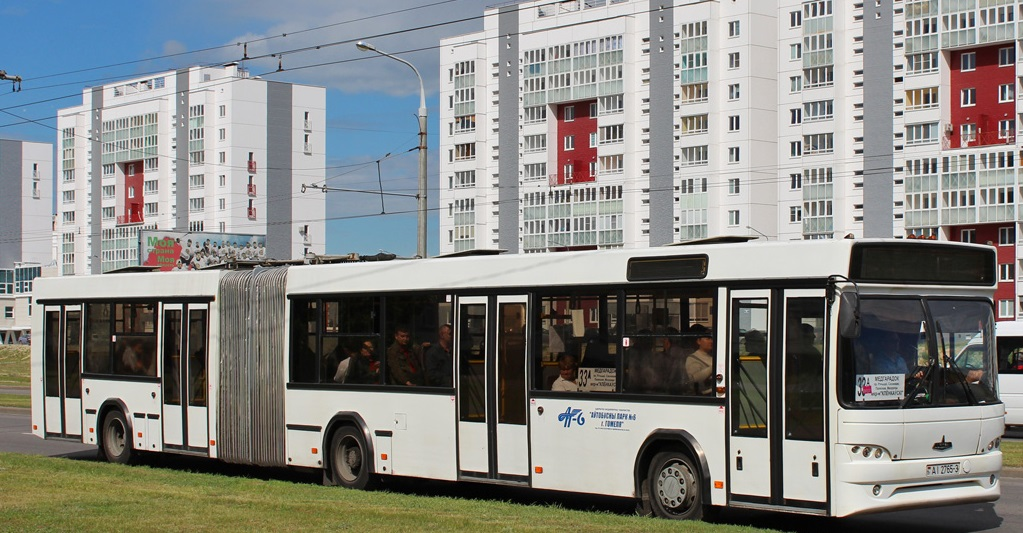
Автобус МАЗ-105 в Гомеле

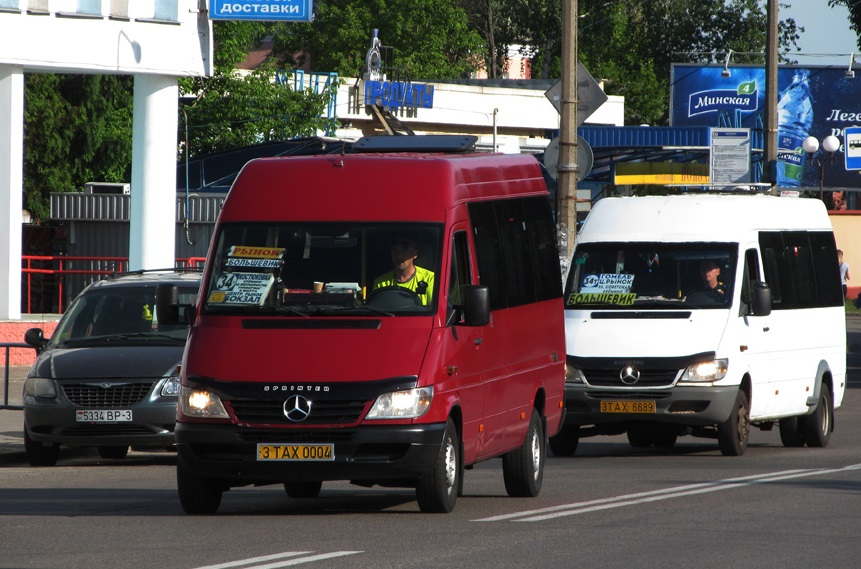
Маршрутное такси на улице Гомеля

### Автобус
Автобусных маршрутов — 95, общей протяжённостью около 700 километров, для ряда маршрутов существуют экспресс-варианты. Подвижной состав — автобусы МАЗ-105, МАЗ-215, МАЗ-107, МАЗ-241, МАЗ-103, МАЗ-203, МАЗ-206, МАЗ-226 и Радимич-А092. Действует 22 линии маршрутных такси, на линиях работают преимущественно микроавтобусы Ford Transit, ГАЗель, Mercedes-Benz, Peugeot.

#### Пригородное и междугороднее сообщение
Пригородное и междугороднее автобусное сообщение осуществляется с гомельского автовокзала. Автобусными маршрутами Гомель связан со всеми районными центрами Гомельской области и всеми областными центрами Беларуси (кроме Гродно и Бреста), а также с Барановичами, Новополоцком, Солигорском, Москвой, Санкт-Петербургом, Брянском, Курском, Орлом, Новозыбковом, Климово, Клинцами, Кёльном, Карлсруэ, Ригой.

### Велодвижение

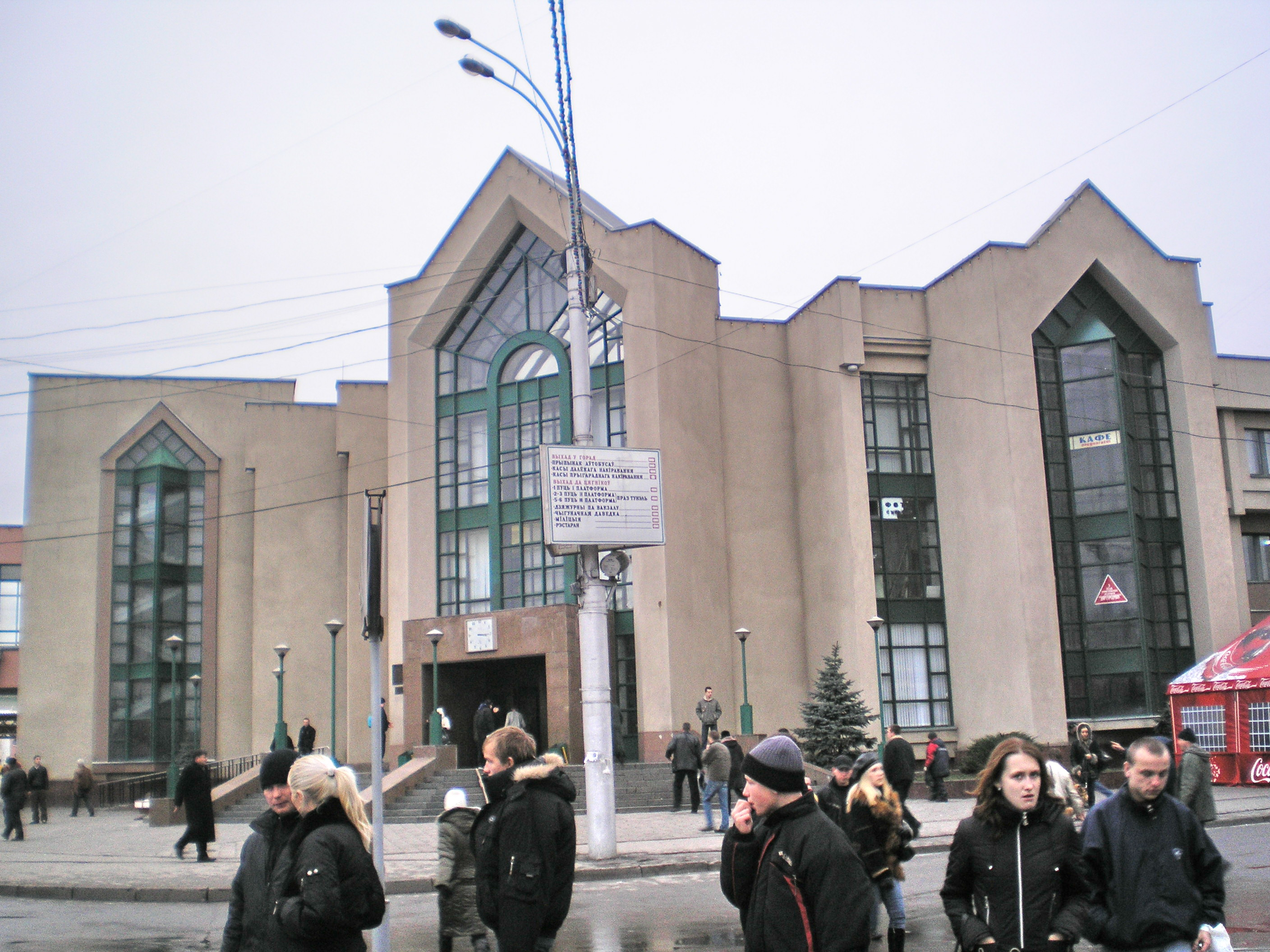
Пригородный вокзал

По структуре утилитарных поездок похож на Минск, и на велосипеде здесь совершается лишь 1 % трудовых передвижений с использованием транспорта.

Средняя дистанция от дома до работы и обратно в Гомеле составляет 17,5 километра; для сравнения в Минске это 22,5 километра.

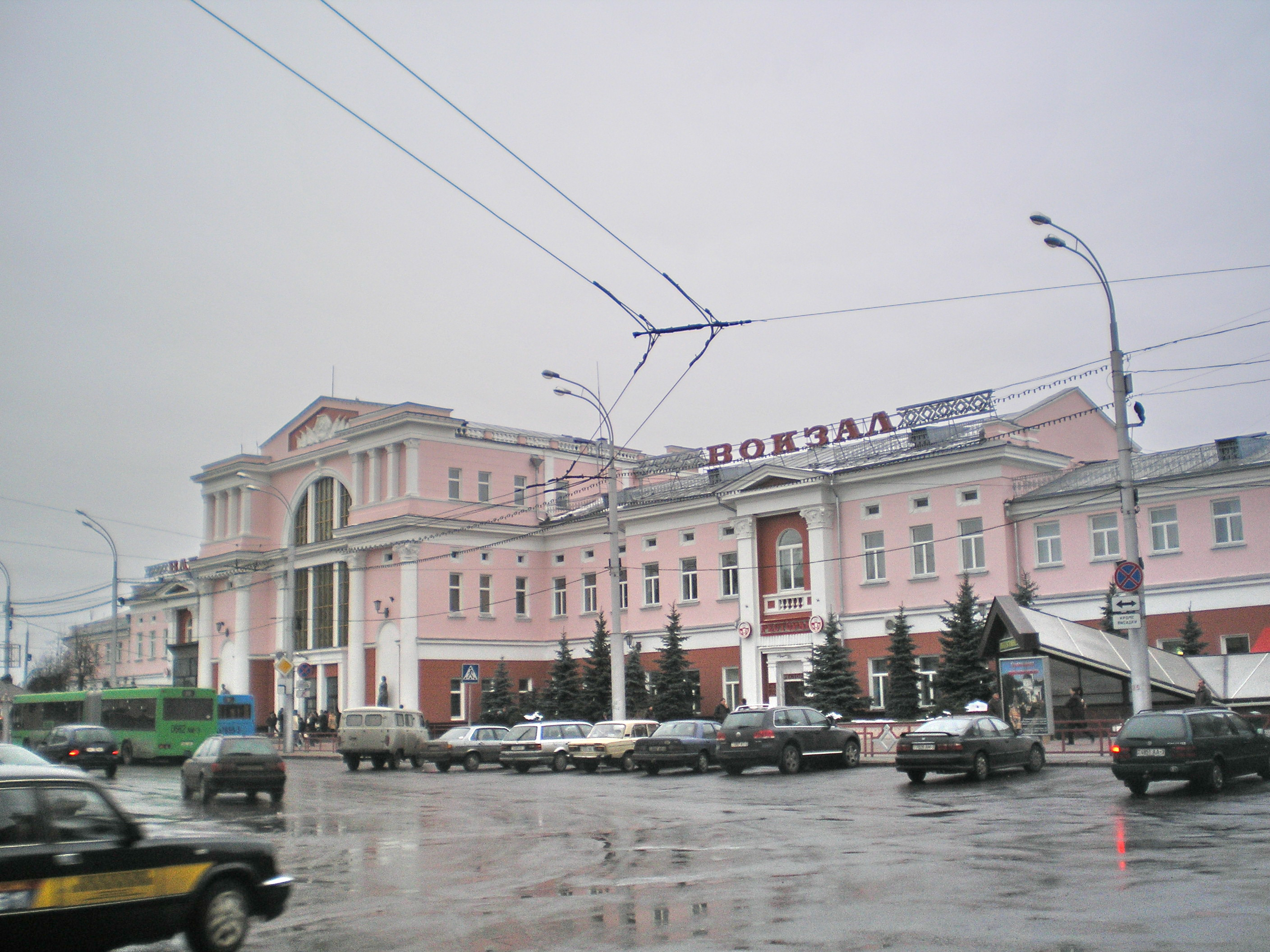
Железнодорожный вокзал станции Гомель-Пассажирский

### Железнодорожный
Железнодорожными маршрутами дальнего следования Гомель связан со многими городами Беларуси и России. Поезда дальнего следования из Гомеля ходят до Минска, Москвы (через Смоленск), Санкт-Петербурга, Гродно, Бреста, Полоцка (через Витебск и Могилёв), Адлера, Минеральных Вод. Беспересадочные вагоны следуют до Мурманска и Архангельска.
В 1996 году сдан в эксплуатацию пригородный вокзал, расположенный рядом с вокзалом дальнего следования. Пригородное железнодорожное сообщение осуществляется в пределах Гомельской области. Конечными станциями поездов пригородного сообщения (региональных линий) являются Добруш, Круговец, о. п. Куток, о. п. Кравцовка, Речица, Калинковичи, Василевичи, Жлобин.

#### Гомельская электричка
Электрификация участка Жлобин—Гомель началась в апреле 2013 года. В строительно-монтажных работах принимали участие более 15 организаций строительного комплекса Беларуси, а монтаж контактной сети осуществляли три специализированные организации. Всего в работах было задействовано около 250 человек и двадцать единиц строительно-монтажной техники.
Эксплуатационная длина контактной подвески составила 172 км, развёрнутая — 298 км. Были также электрифицированы пути станции Гомель — крупнейшей на Белорусской железной дороге.
Вводимые в эксплуатацию устройства электрификации позволяют организовать движение всех видов электроподвижного состава на участке Минск—Гомель с допустимыми скоростями движения до 160 км/ч.
2 мая 2016 началось тестовая эксплуатация электрифицированного участка Гомель — Жлобин на электротяге.
3 июня 2016 года Белорусская железная дорога открыла регулярное движение поездов на электровозной тяге по направлению Гомель—Минск—Гомель. На участке эксплуатируется семивагонный электропоезд межрегиональных линий ЭПм.

#### Детская железная дорога
С 1936 года до 1941 года в Гомеле действовала первая в БССР детская железная дорога. Была разрушена в ходе Великой Отечественной войны.

### Проекты трамвая в Гомеле
На протяжении первой половины XX века в Гомеле активно обсуждалось строительство трамвайной сети, но в результате политических и военных потрясений, ни один из многочисленных проектов трамвайных маршрутов так и не был воплощён.

### Воздушный
Международный аэропорт «Гомель» в советское время ежедневно обслуживал сотни пассажиров, рейсы осуществлялись в разные концы СССР. С мая 2002 года по 21 февраля 2011 года осуществлялись регулярные рейсы до Минска и Калининграда (ежедневно, самолётом Ан-24). В 2005, 2007 и 2018 году открывалось сообщение по маршруту Гомель — Москва — Гомель, однако спустя несколько месяцев оно было отменено из-за низкого пассажиропотока. Также в 2007 году латвийской авиакомпанией «Air Baltic» выполнялись рейсы по маршруту Рига — Гомель — Рига. 14 января 2008 года и этот рейс был отменён. Компания «Гомельавиа» на протяжении многих лет осуществляла регулярные, чартерные и грузовые авиарейсы. На данный момент авиакомпания «Белавиа» осуществляет регулярные рейсы Калининград — Гомель — Калининград, а также чартерные рейсы из Гомеля и обратно в Ноябрьск, Нягань, Ханты-Мансийск. С 1 июня по сентябрь 2018 года российская авиакомпания S7 Airlines выполняла рейсы по маршруту Москва (аэропорт Домодедово) — Гомель — Москва.

## Спортивные сооружения

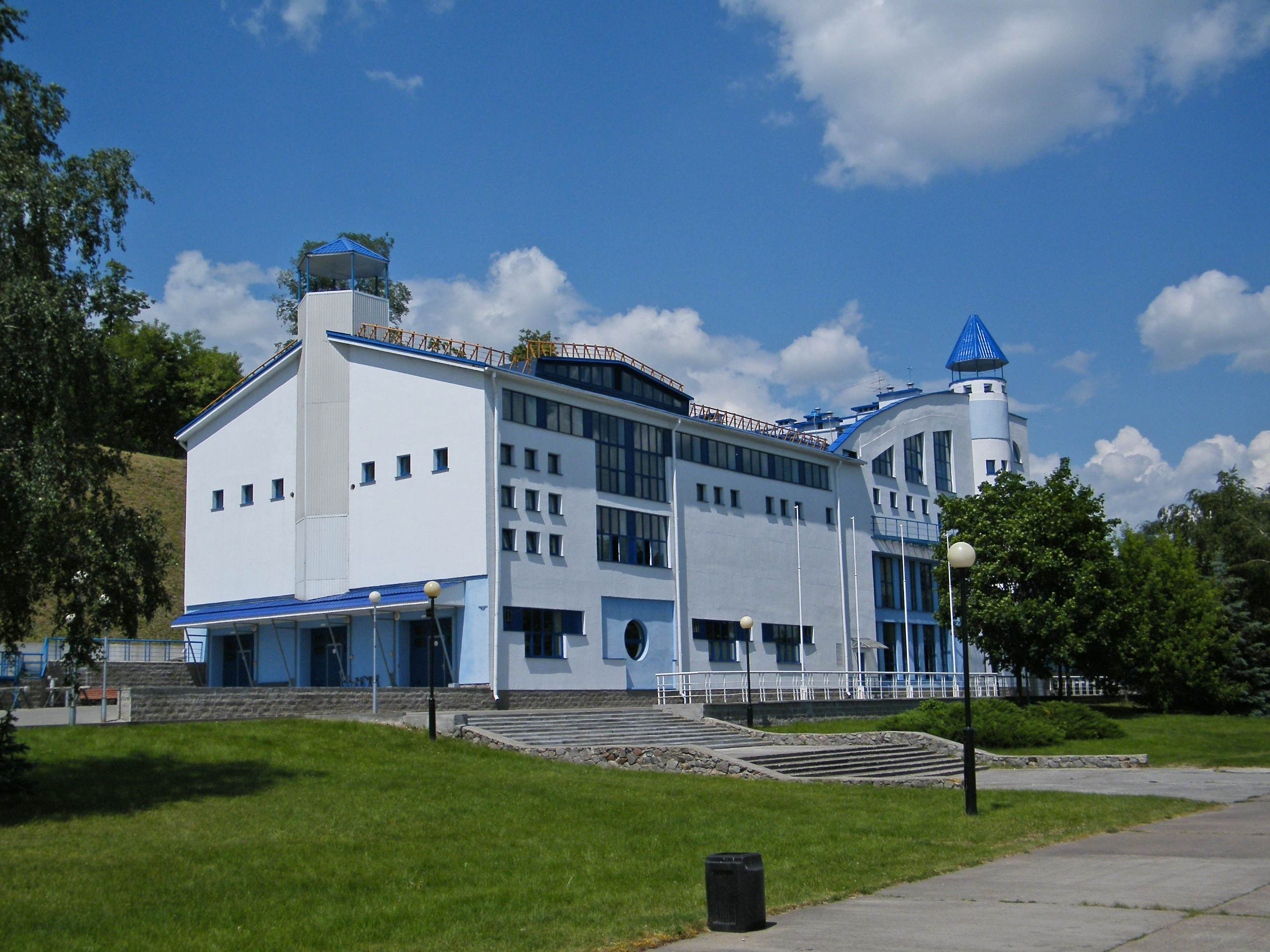
Гребная база
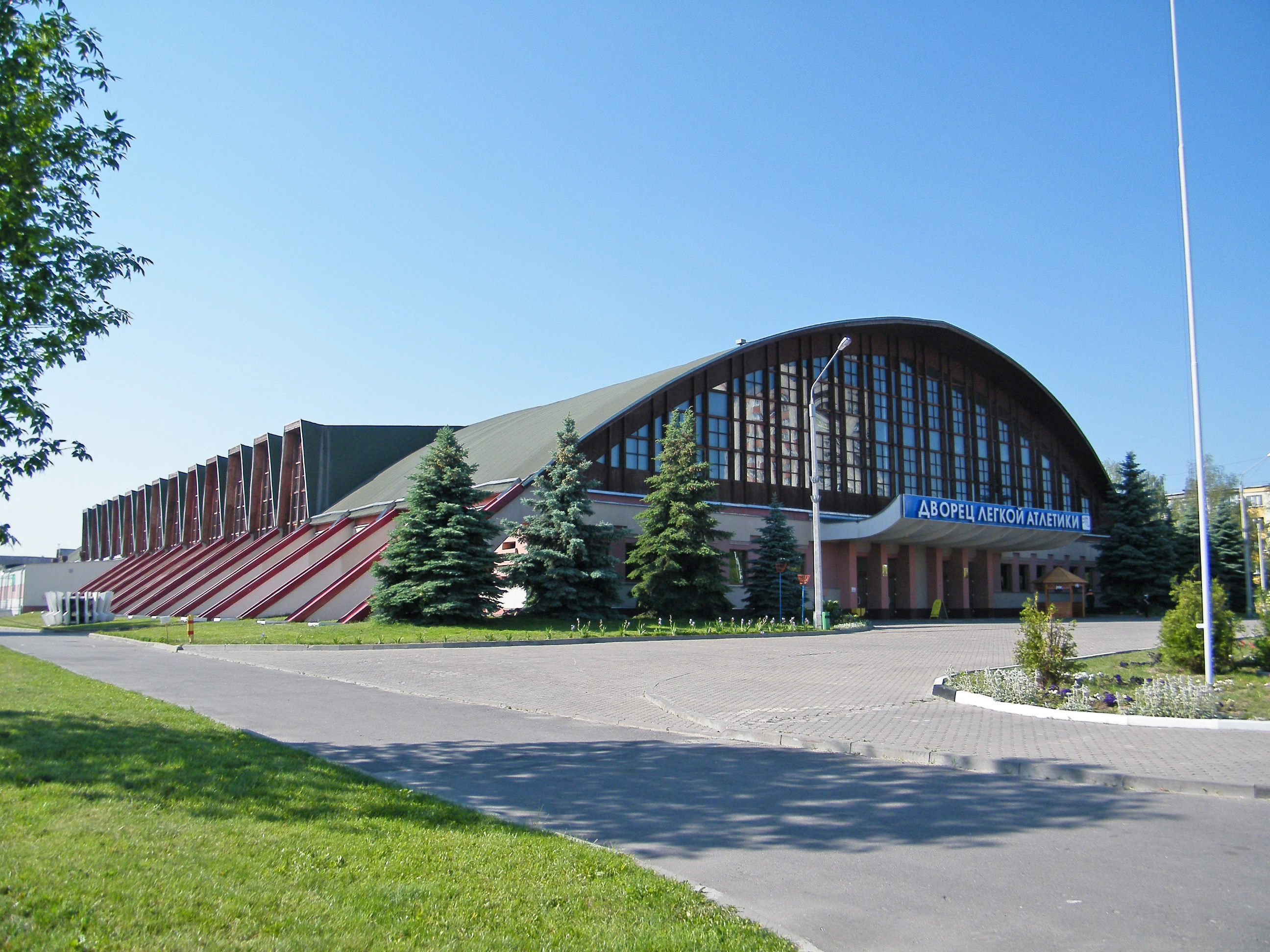
Дворец легкой атлетики
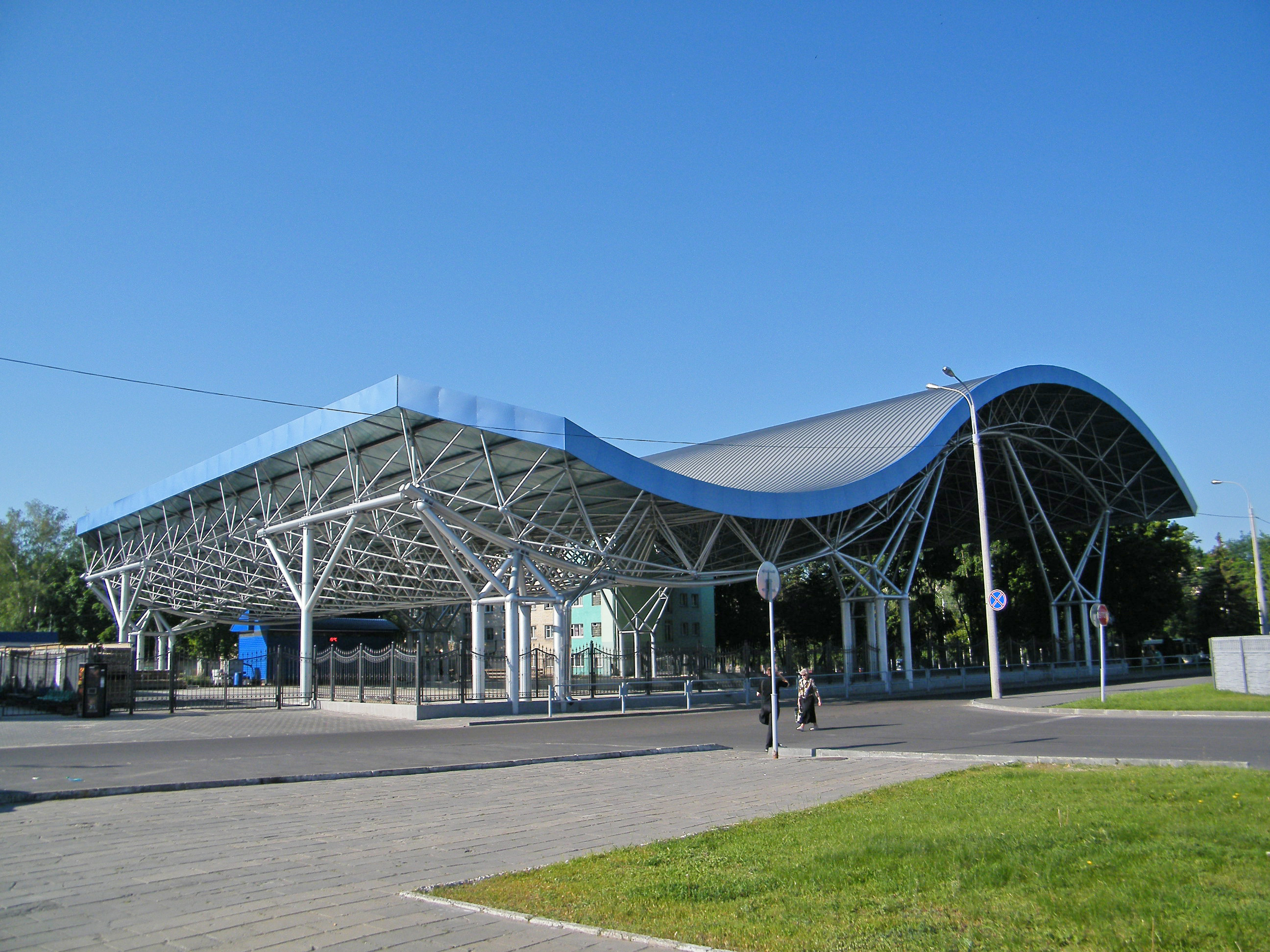
Каток
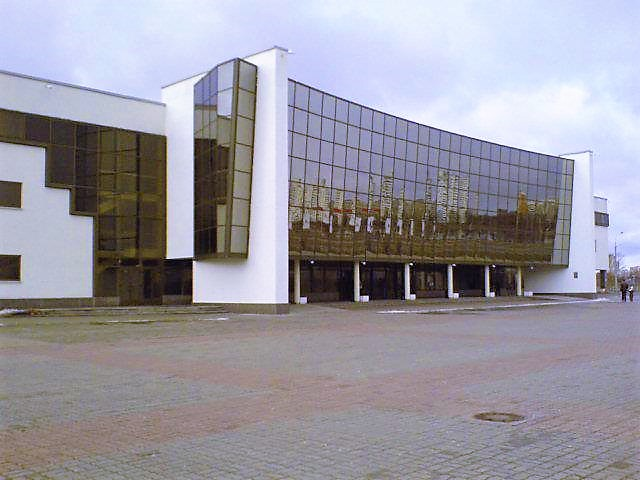
Гомельский ледовый дворец спорта
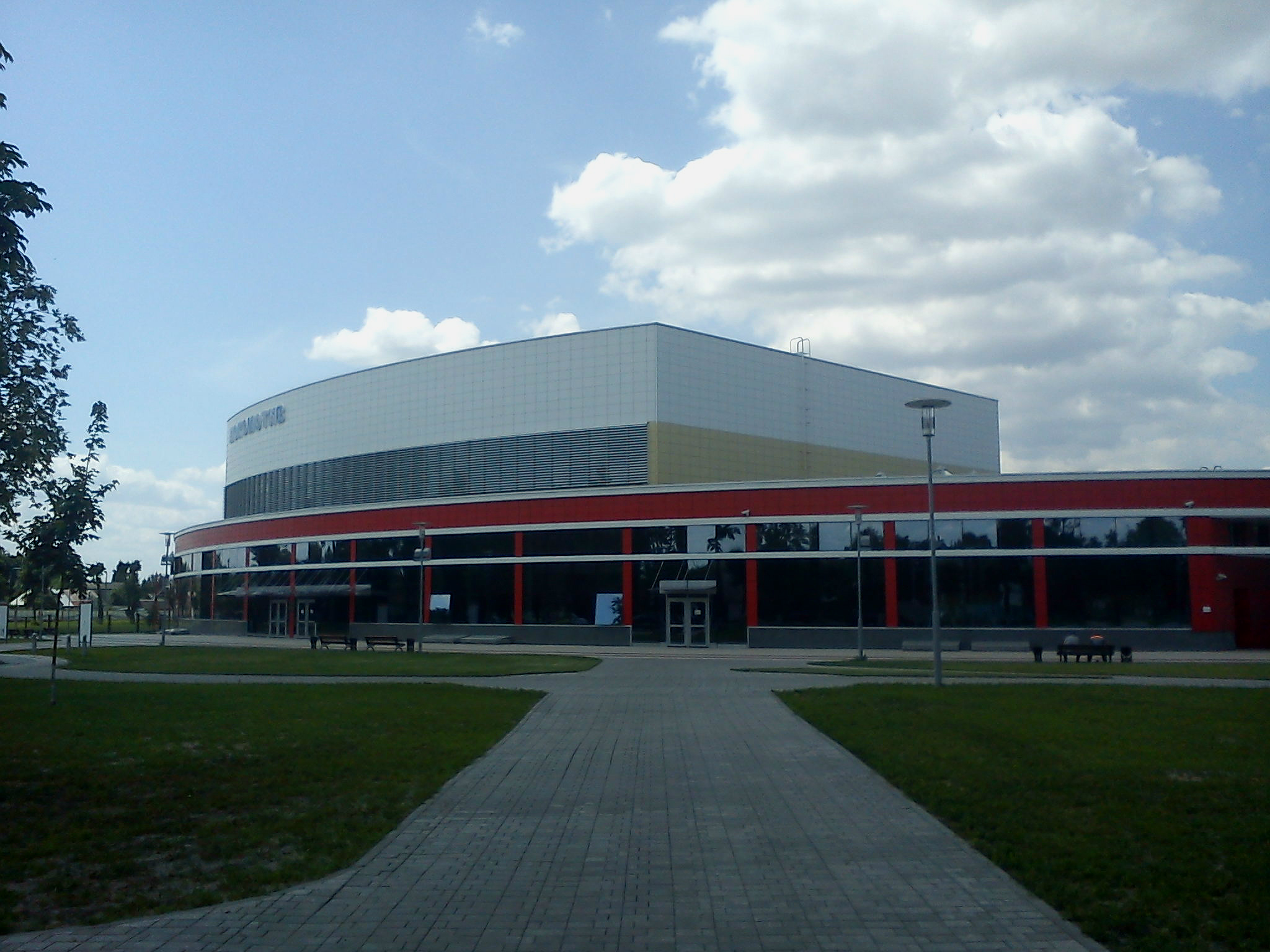
Реконструированный стадион «Локомотив»
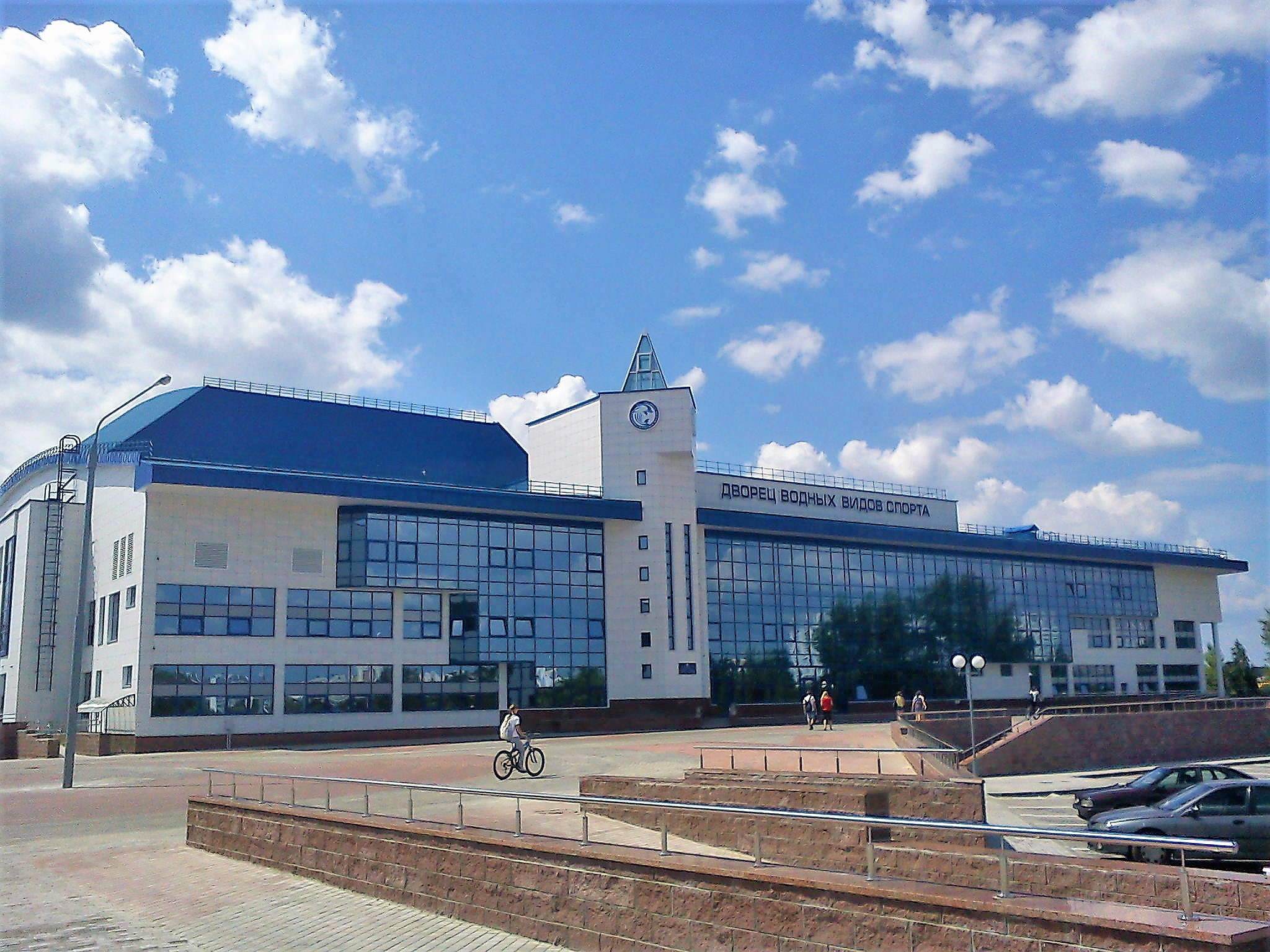
Дворец водных видов спорта
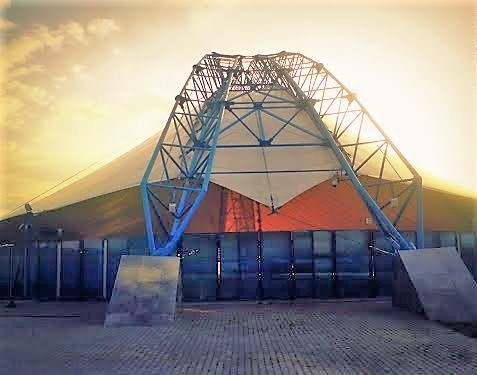
Каток на улице Косарева
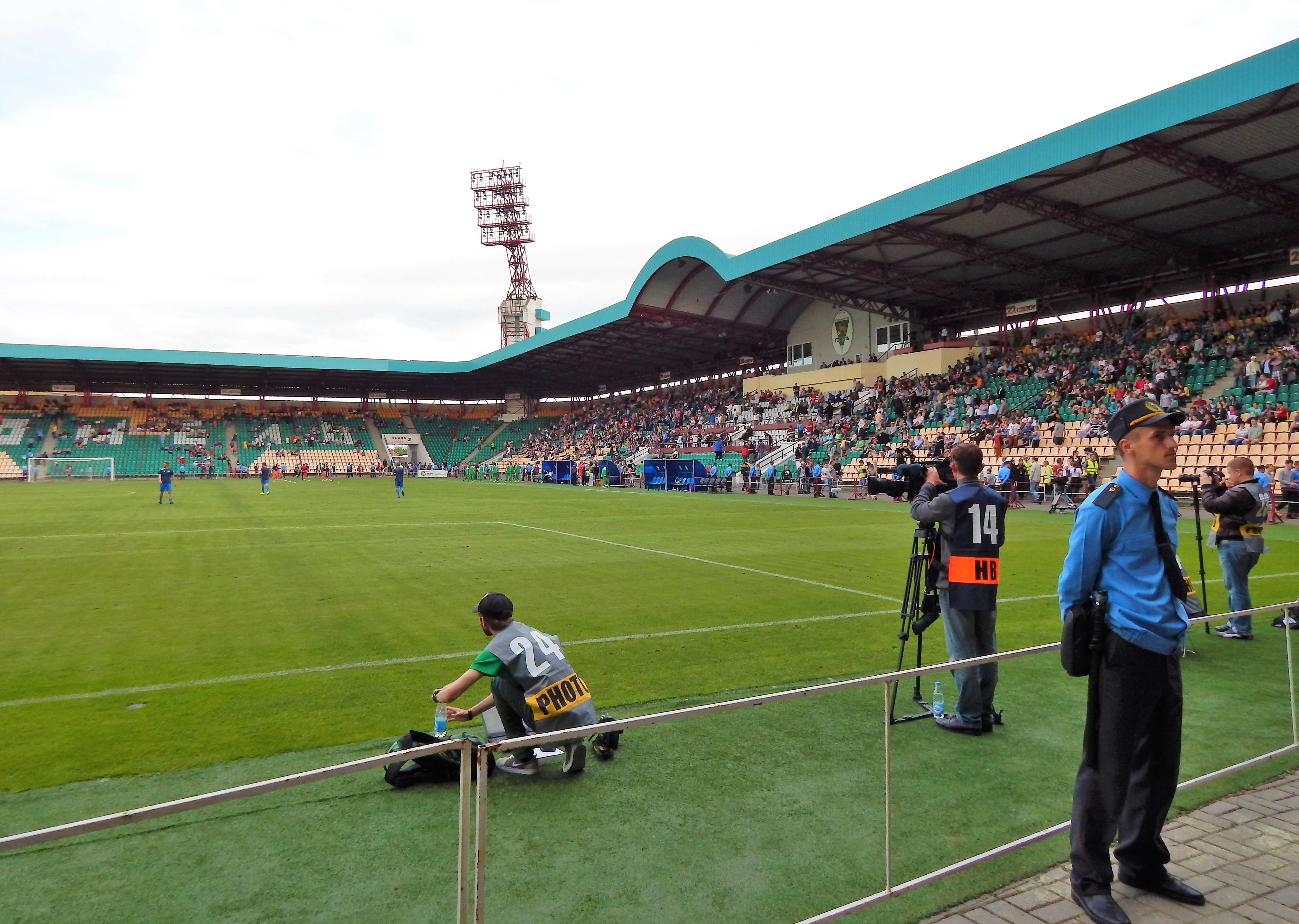
Стадион Центральный

## Образование и наука

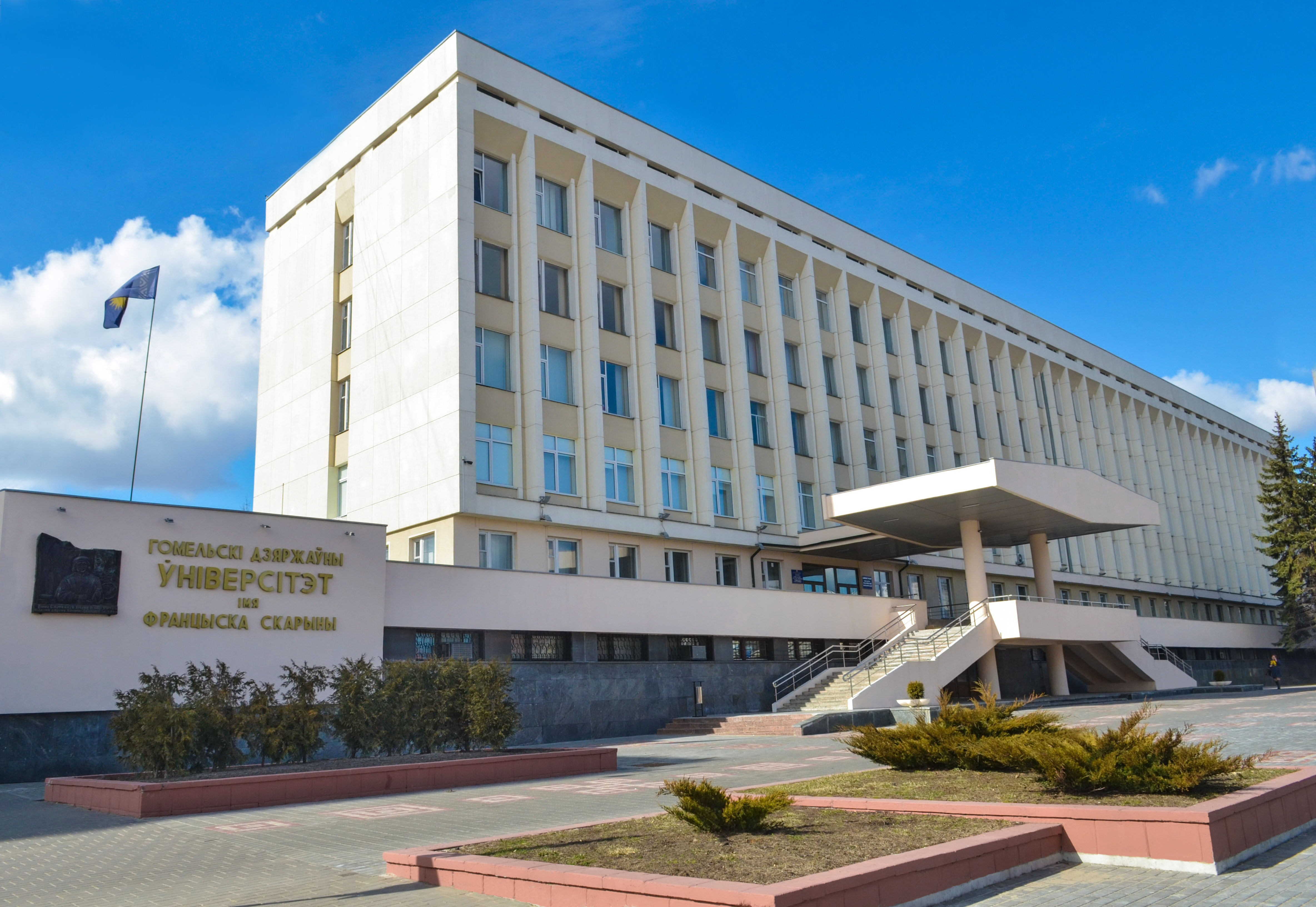
Главный корпус Гомельского государственного университета имени Франциска Скорины

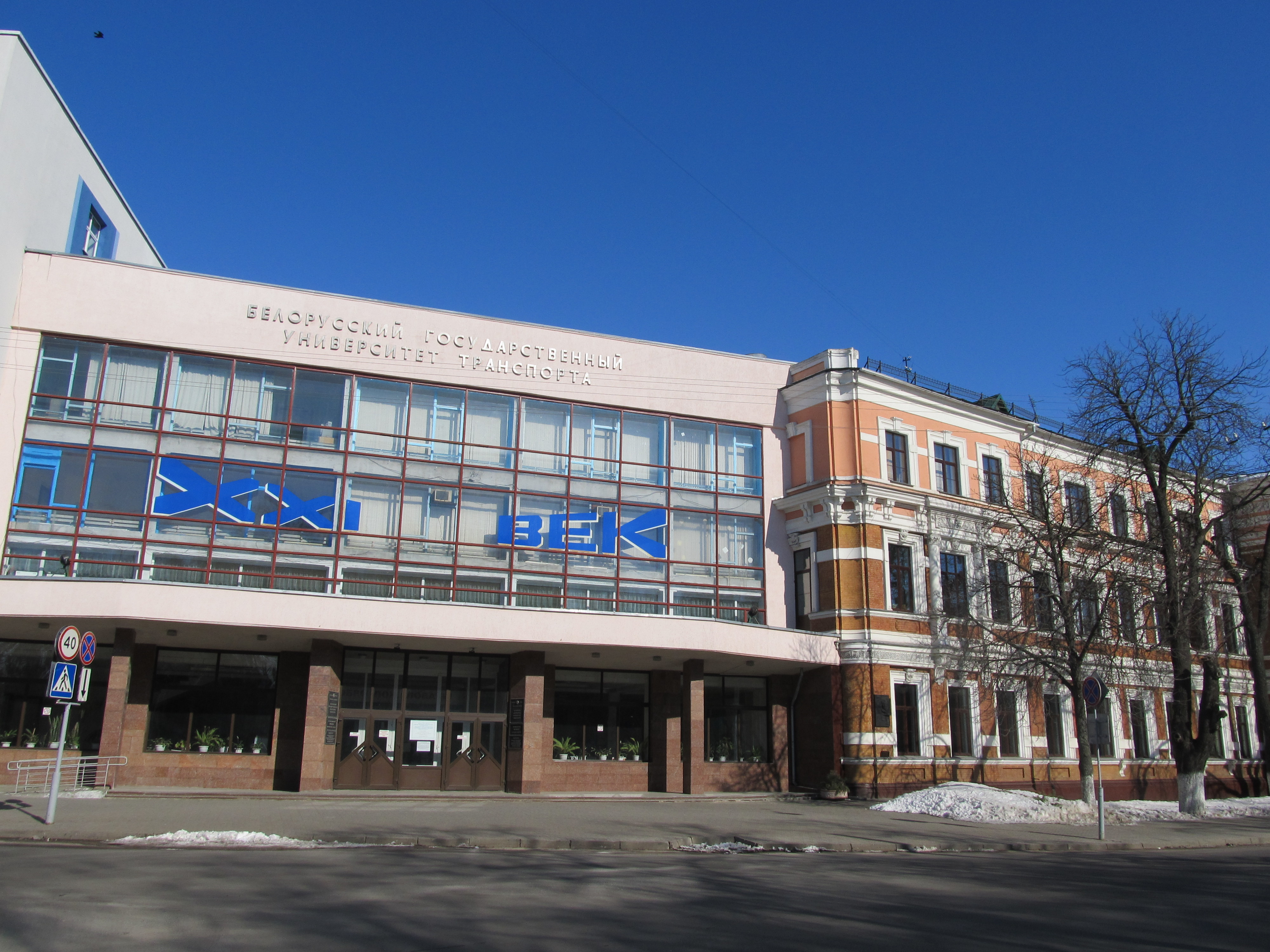
Белорусский государственный университет транспорта

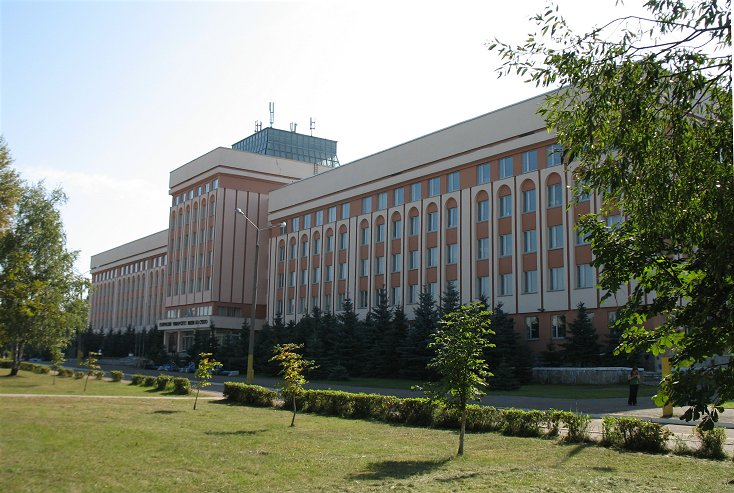
Гомельский государственный технический университет имени П. О. Сухого

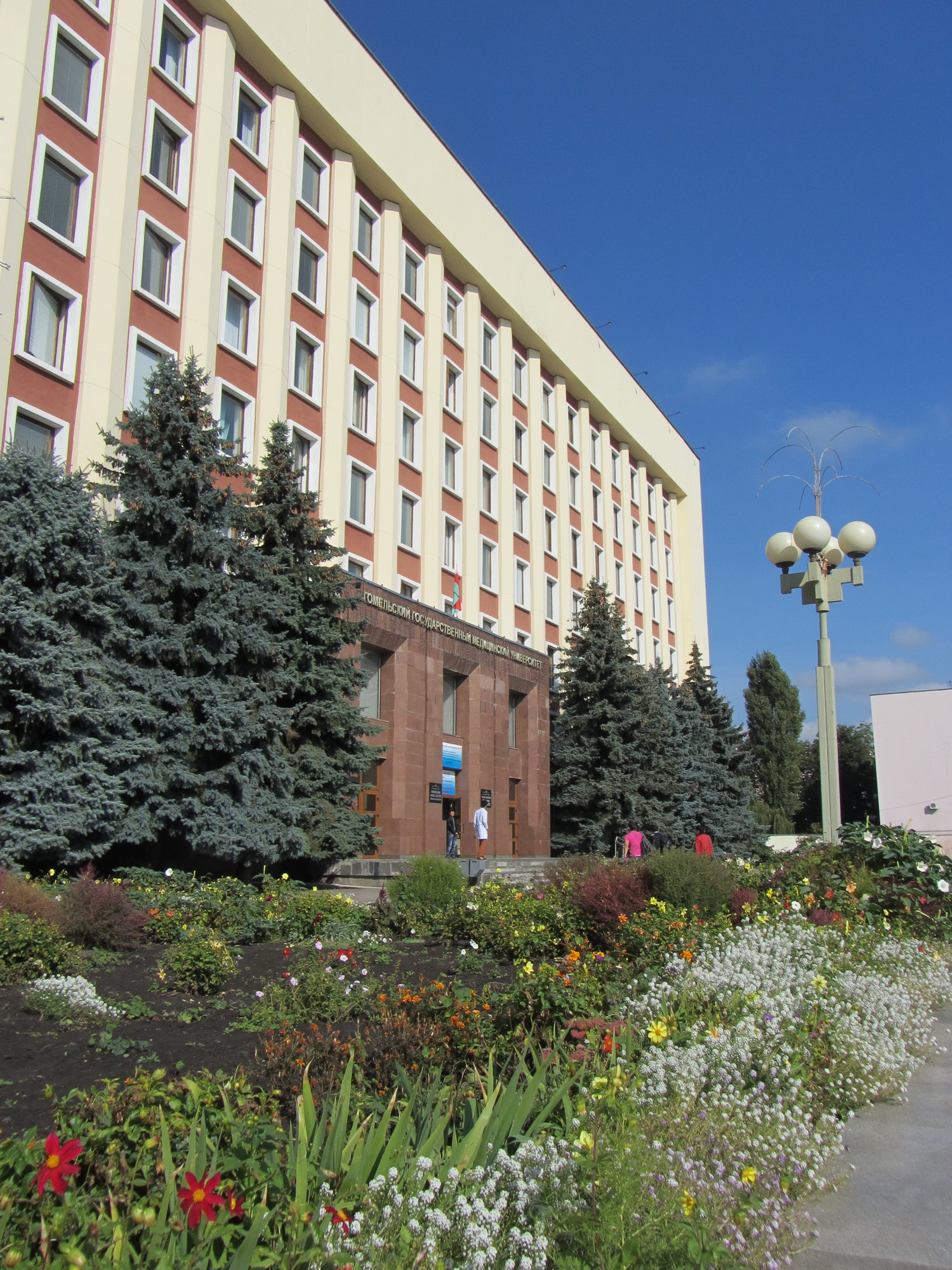
Главный корпус Гомельского государственного медицинского университета (в советское время обком КПСС)

В Гомеле насчитывается 7 вузов. В год обучаются около 35 тысяч студентов, из них 3 тысячи в год получают высшее образование. Ведущим высшим учебным заведением Гомеля является Гомельский государственный университет имени Франциска Скорины. Создан в 1969 году на основе Гомельского педагогического института имени В. П. Чкалова, готовит научные, производственные и педагогические кадры по 25 специальностям и 56 специализациям (2006) самых различных областей деятельности. Созданный в 1953 году Белорусский государственный университет транспорта (ранее — Белорусский институт инженеров железнодорожного транспорта) является единственным вузом подобного рода в Беларуси.
В 1980 году на основе филиала Московского кооперативного института открыт Гомельский кооперативный институт (сейчас Белорусский торгово-экономический университет потребительской кооперации). В 1981 году на основе Гомельского филиала Белорусского политехнического института создан Гомельский политехнический институт (сейчас Гомельский государственный технический университет имени П. О. Сухого.
Чернобыльская катастрофа обусловила открытие в 1990 году Гомельского медицинского института (ныне Гомельский государственный медицинский университет). После получения независимости Белоруссии в Гомеле были открыты Международный университет «МИТСО» Гомельский филиал (1993) и Гомельский инженерный институт МЧС Республики Беларусь (2003).
В Гомеле работают 77 общеобразовательных школ (в том числе Гомельское Городское Кадетское училище), 1 городской лицей, 1 областной лицей, 18 профессионально-технических училищ, 6 колледжей, 7 техникумов, Белорусско-славянская гимназия имени И. Мележа, Ирининская гимназия.
В Гомеле расположено 5 НИИ (3 из них связаны с радиационной тематикой): институты леса, механики металлополимерных систем, радиологии, радиобиологии, радиационной медицины и экологии человека.

## Здравоохранение

Республиканский научно-практический центр радиационной медицины и экологии человека

В Гомеле расположен ряд специализированных больниц, часть из которых компактно расположена в отдельном микрорайоне «Медгородок». В медгородке находятся кардиологический диспансер, онкологический диспансер, кожно-венерологический диспансер, отделенческая больница на ст. Гомель, Гомельский центр микрохирургии глаза, городская клиническая больница № 2 и др. Также в городе расположена Гомельская областная клиническая больница (ГОКБ). Многопрофильная больница, включающая терапевтическое, кардиологическое, хирургические отделения, роддом и др. В составе ГОКБ также единственное в гомельской области государственное отделение пластической хирургии. Психиатрическая, городская больница номер 4 (в бывшем посёлке Костюковка), туберкулёзная, инфекционная больницы, областная детская больница, больница скорой медицинской помощи, госпиталь ветеранов Великой Отечественной войны, ряд городских клинических больниц, а также Республиканский научно-практический центр радиационной медицины и экологии человека.
Сеть поликлиник включает в себя 16 городских поликлиник, 7 детских поликлиник, 7 стоматологических поликлиник и офтальмологическую поликлинику.

## Культура

Гомельский государственный цирк

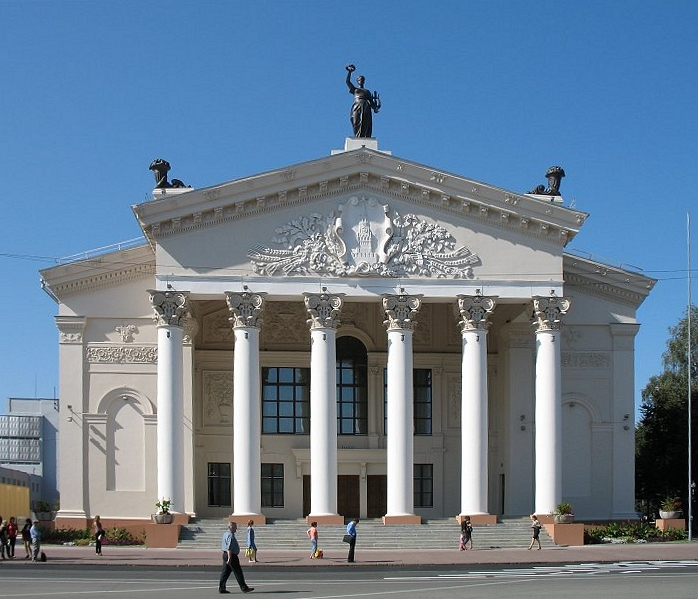
Здание Гомельского областного драмтеатра

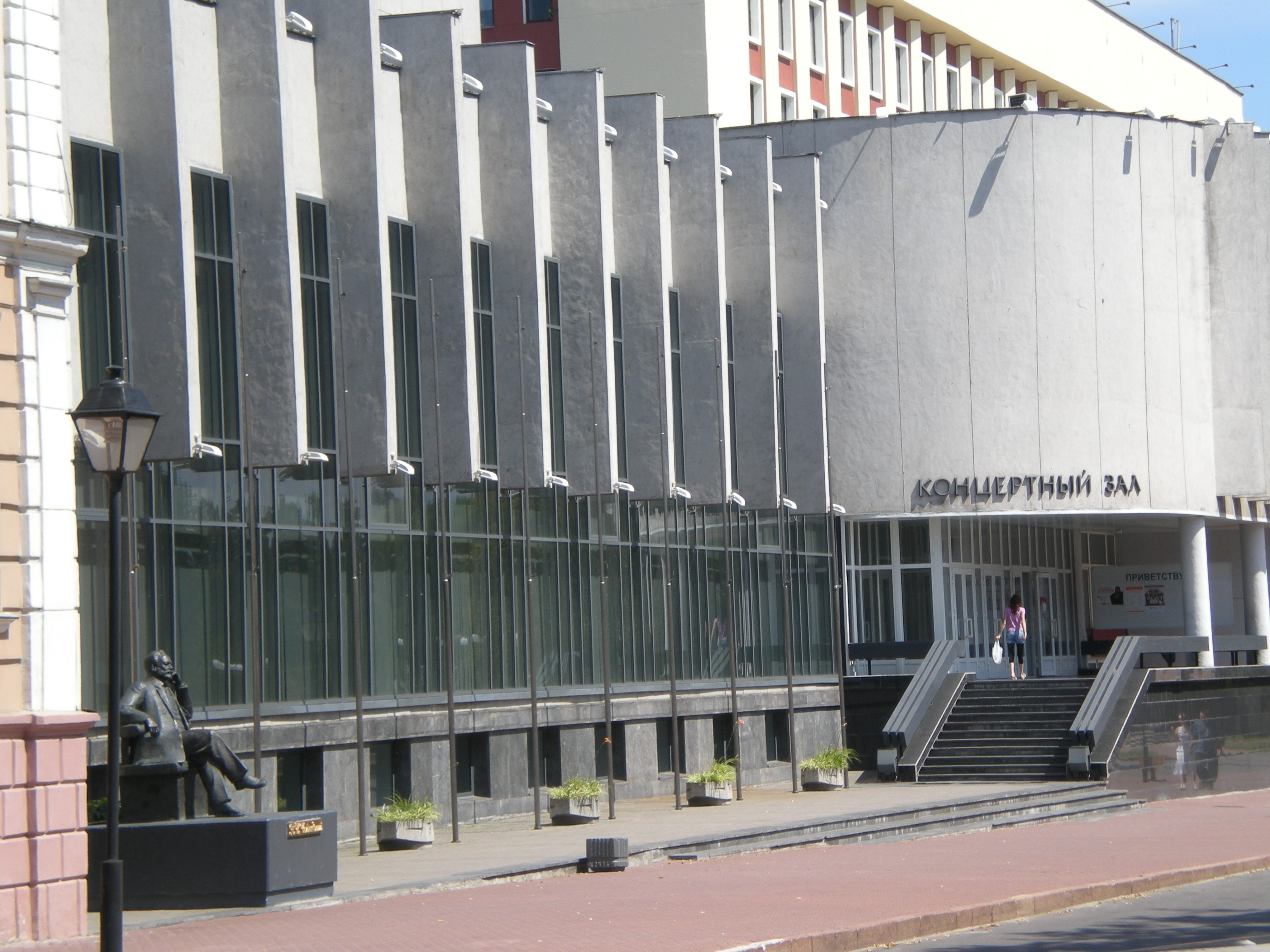
Общественно-культурный центр

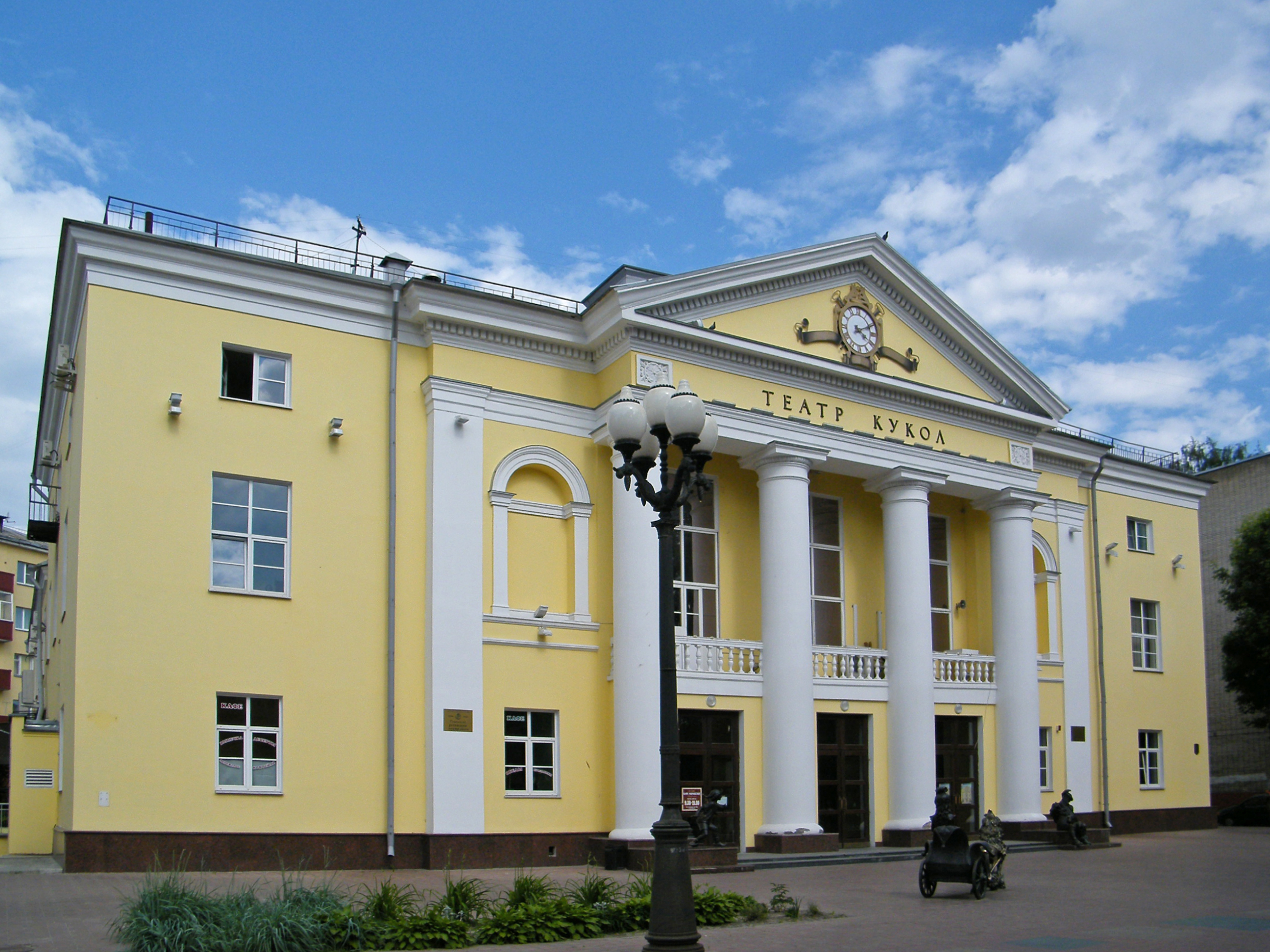
Театр кукол

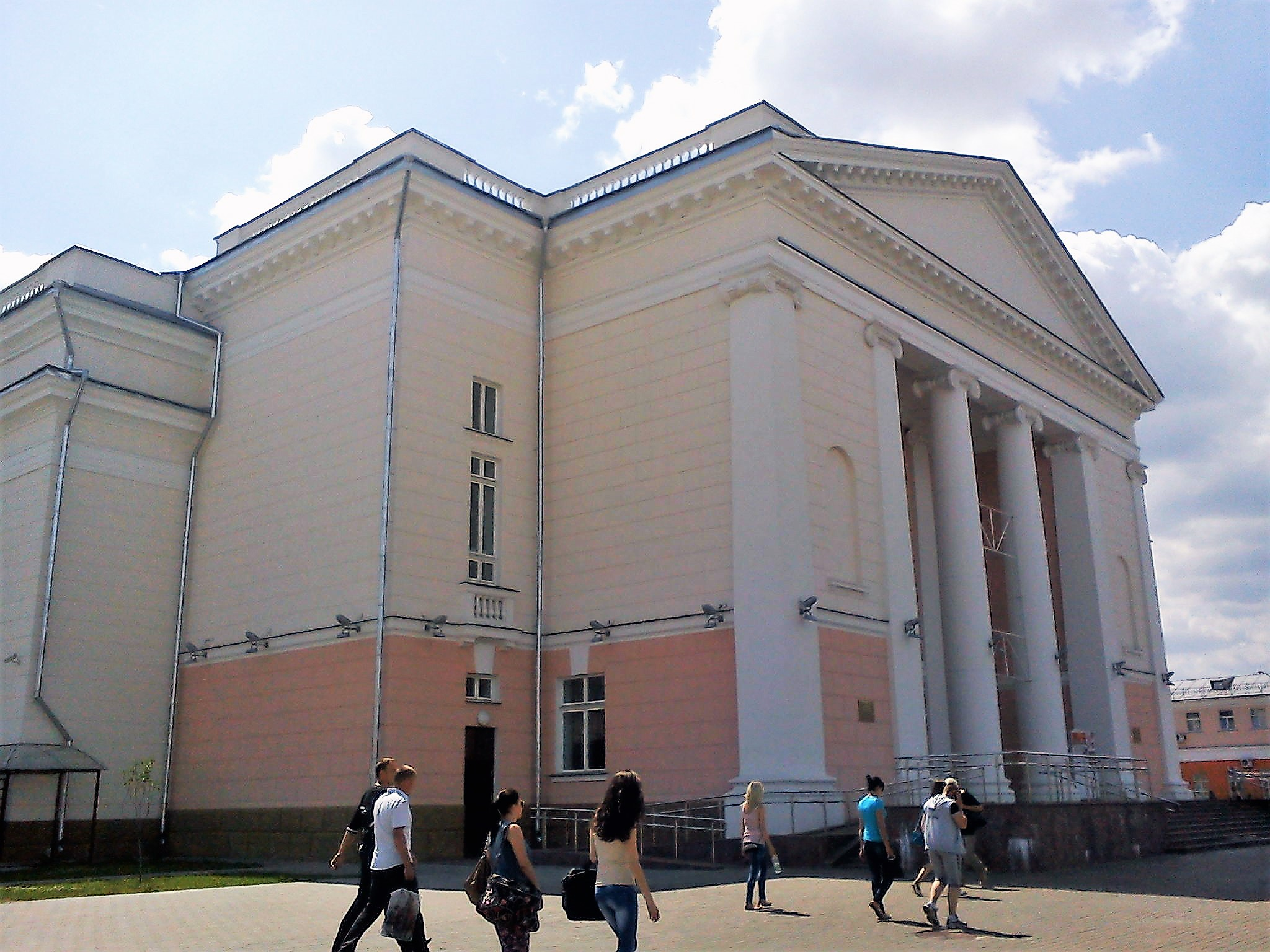
Дворец культуры Железнодорожников имени В. И. Ленина

Действуют 4 творческих союза, 4 театра (Областной драмтеатр, театр кукол, Гомельский городской молодёжный театр, Новый художественный театр), 4 кинотеатра, Гомельская областная филармония, цирк, 3 выставочных зала, филиал Ветковского музея старообрядчества и белорусских традиций имени Ф. Г. Шклярова (до декабря 2012 года Ветковский государственный музей народного творчества), ряд других музеев, памятник архитектуры XVIII—XIX в. дворцово-парковый ансамбль Румянцевых — Паскевичей, колледж искусств, картинная галерея, художественное училище, городские симфонический и духовой оркестры, 7 детских музыкальных школ и школ искусств, одна хореографическая и одна художественная школы, ряд центров и дворцов культуры, библиотек (ГОУБ).
Ежегодно проводится около 20 фестивалей, в том числе международные: фестиваль хореографического искусства «Сожскі карагод», театральный фестиваль «Славянские театральные встречи», молодёжные музыкальные — «Арт-сессия», «Ренессанс гитары», фестиваль рок-музыки «Go-Fest», открытые международные турниры по спортивным танцам, ежегодно на День города проводится фестиваль театров огня GOFF. Организуются десятки выставок.

### Музеи
- Государственное учреждение «Музей истории города Гомеля»[78]
- Музей печати и фотографии[79]
- Музей истории образования Гомельщины
- Музей редкой книги[80]
- Учреждение «Гомельский областной музей военной славы»[81]
- Музей криминалистики[82]
- Государственное историко-культурное учреждение «Гомельский дворцово-парковый ансамбль»[83]
- Государственное учреждение «Картинная галерея Гавриила Харитоновича Ващенко»[84]
- Филиал Ветковского музея старообрядчества и белорусских традиций имени Ф. Г. Шклярова[85]
- Музей истории Чернобыля
- Музейная комната, посвящённая работе судебных экспертов
- Музей в честь 101-летия санитарно-эпидемиологической службы региона[86]

### Библиотеки

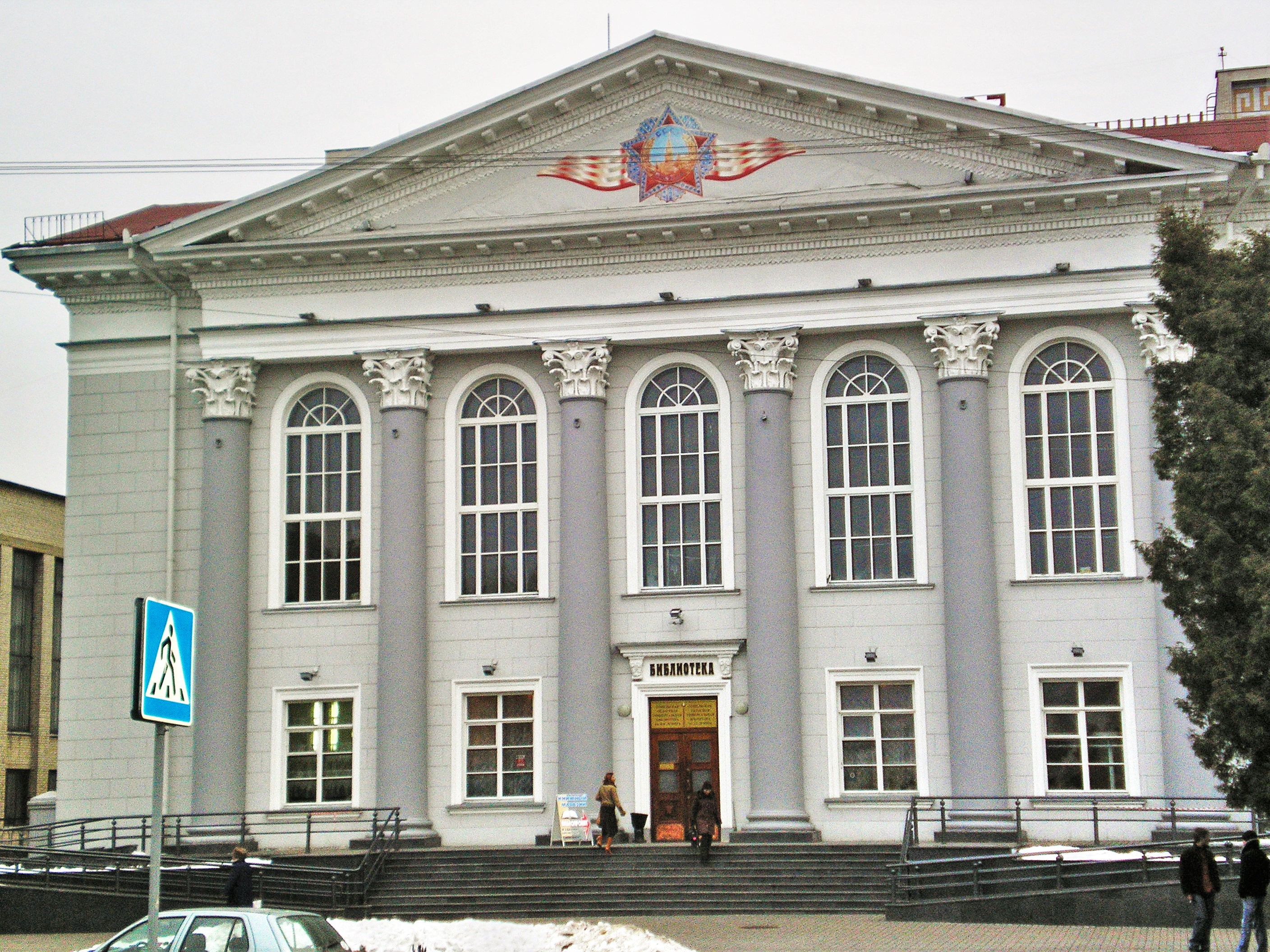
Гомельская областная универсальная библиотека имени В. И. Ленина

В городе расположена Гомельская областная универсальная библиотека имени В. И. Ленина.
В Гомеле также существует Гомельская городская централизованная библиотечная система, она представляет собой библиотечную структуру, которая включает 17 филиалов, расположенных в разных районах города, в том числе 6 смешанных библиотек для разновозрастных категорий читателей, 5 детских библиотек и 6 библиотек для взрослого населения. Возглавляет систему центральная городская библиотека имени А. И. Герцена.
Библиотека основана в 1977 году.

#### Славянская библиотека
Славянская библиотека была создана в 1999 году в соответствии с решением Гомельского областного исполнительного комитета на базе бывшей библиотеки Доме политпросвещения обкома КПБ. Её фонд составляет более 30 тысяч книг. Значительное влияние на развитие библиотеки оказали различные дипломатические миссии: много книг библиотеке подарили Польша, Сербия, Черногория, Россия, Чехия. Библиотека является основным местом, в котором проводят свои встречи и конференции культурно-просветительское общество имени Кирилла Туровского. В 2007 году Белорусская православная церковь наградила библиотеку орденом Святителя Кирилла Туровского II степени «за усердный труд во славу Церкви Божьей».

### Клубы

#### Исторической реконструкции
В городе существуют клубы исторической реконструкции эпохи Высокого Средневековья, Позднего Средневековья. Деятельность клубов поддерживается интернет-форумом «Гомельский Исторический Форум. Методы прикладной истории».
Гомельские клубы исторической реконструкции эпохи Средневековья (в порядке возникновения):
- «Сцяг Алега Святаславіча» («Стяг Олега Святославича»). Год основания — 1998. Направление деятельности — южно-русские княжества в XII—XIII веках. В настоящее время существуют в виде компании друзей. Продолжают занятие исторической реконструкцией и принимают участие в фестивалях.
- «Старая Вежа». Год основания — 2001. Направление деятельности — материальная культура и духовные ценности Священной Римской империи германской нации конца XIII — начала XVI веков. Проводит августовские рыцарские пешие турниры. В 2008 году — четвёртый. Имеет статус «закрытого» (только для участников) регионального мероприятия[88].
- «Гридни Мстислава Глебовича». Дата основания — 21 февраля 2004. Направление деятельности — городская культура южно-русских княжеств в XIII веке («от Калки до Нашествия»). Прекратил деятельность в 2012 году.
- Клуб старинного танца «Турдион». Дата основания — 17 сентября 2006. Направление деятельности — изучение европейских танцев эпохи Средневековья, Возрождения и др. вплоть до XVII века (контрдансы).
- «Morgenstern» («Утренняя Звезда»). Год основания — 2007. Направление деятельности — материальная культура Великого Княжества Литовского XIV—XV веков. С февраля 2009 года носит название «Роля».
- «Золотая Рысь». Год основания — 2007. Направление деятельности — материальная культура Польского Королевства XIV—XVI веков.

### Городская скульптура

Памятник Буратино и его друзьям
Памятник Кириллу Туровскому
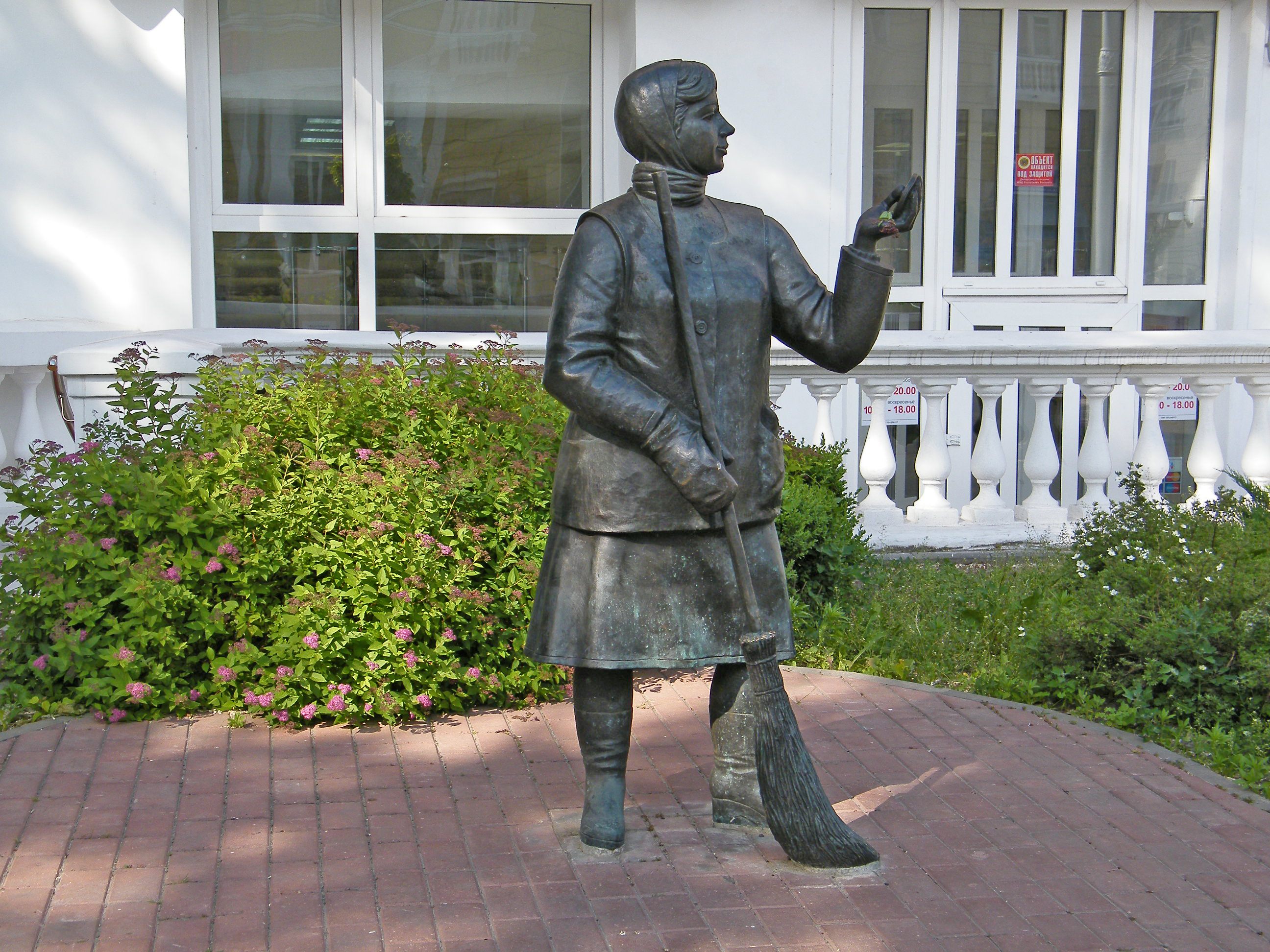
Памятник дворнику
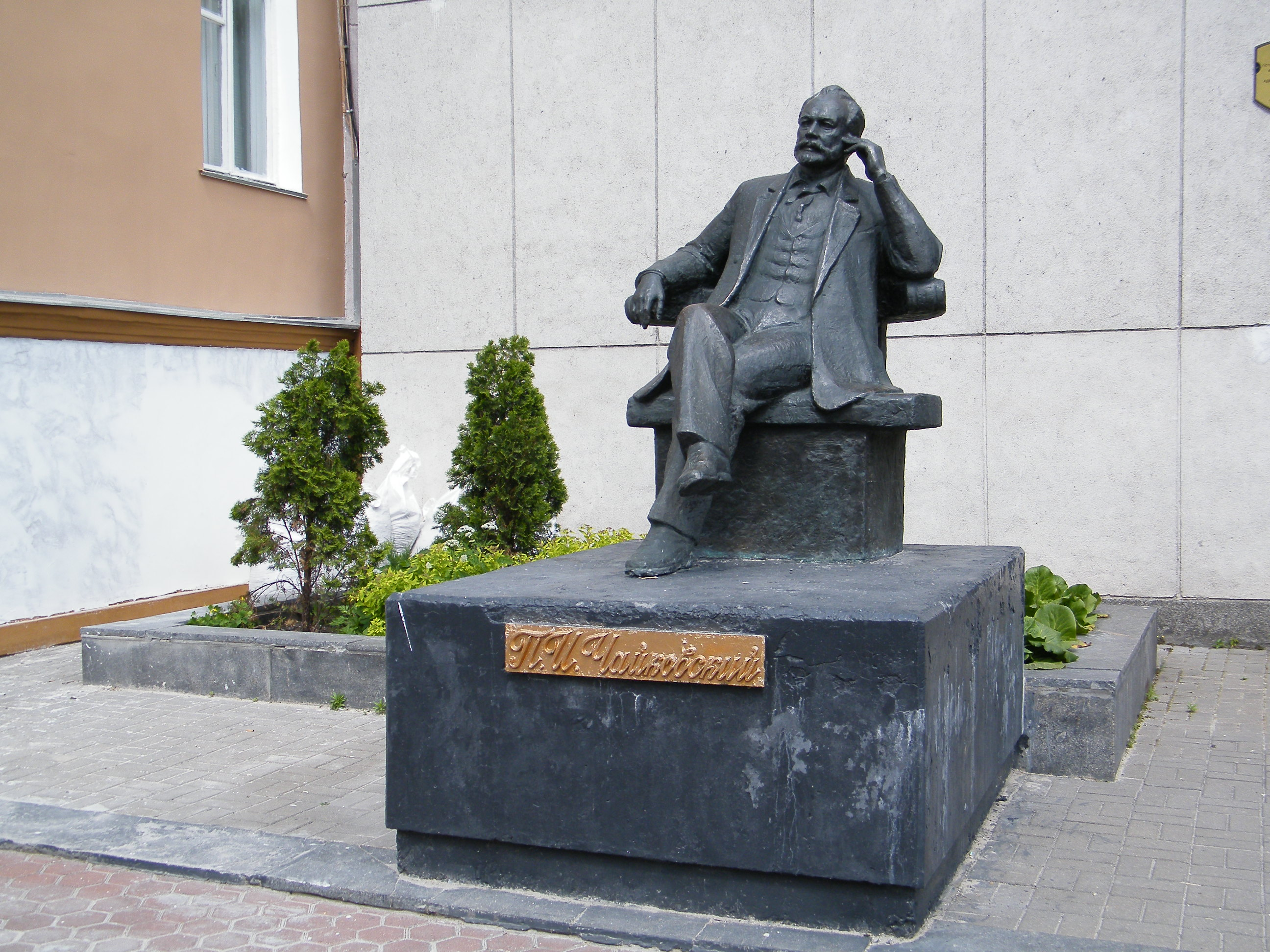
Памятник Петру Ильичу Чайковскому
Памятник Феликсу Эдмундовичу Дзержинскому
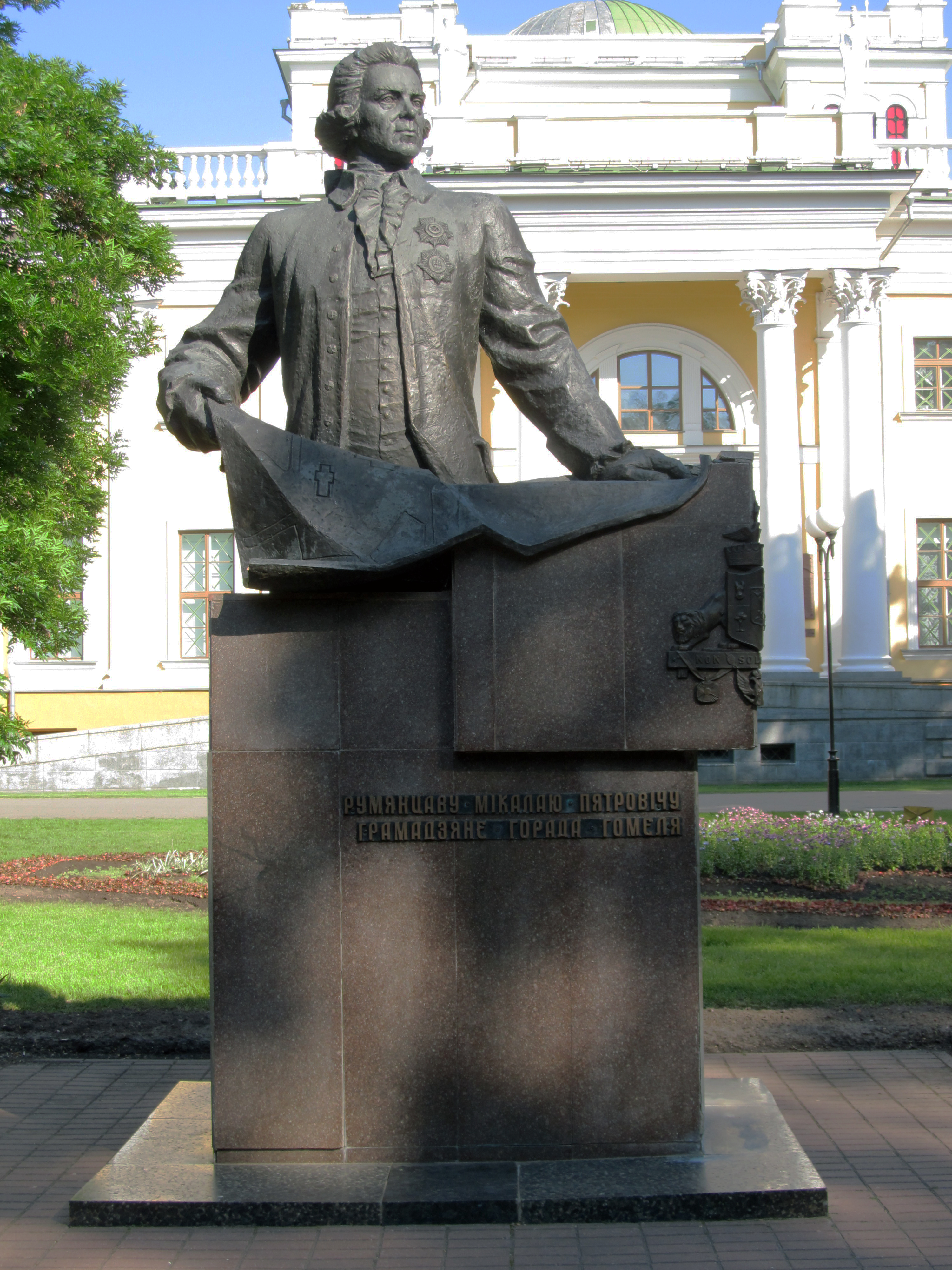
Бюст Николаю Петровичу Румянцеву
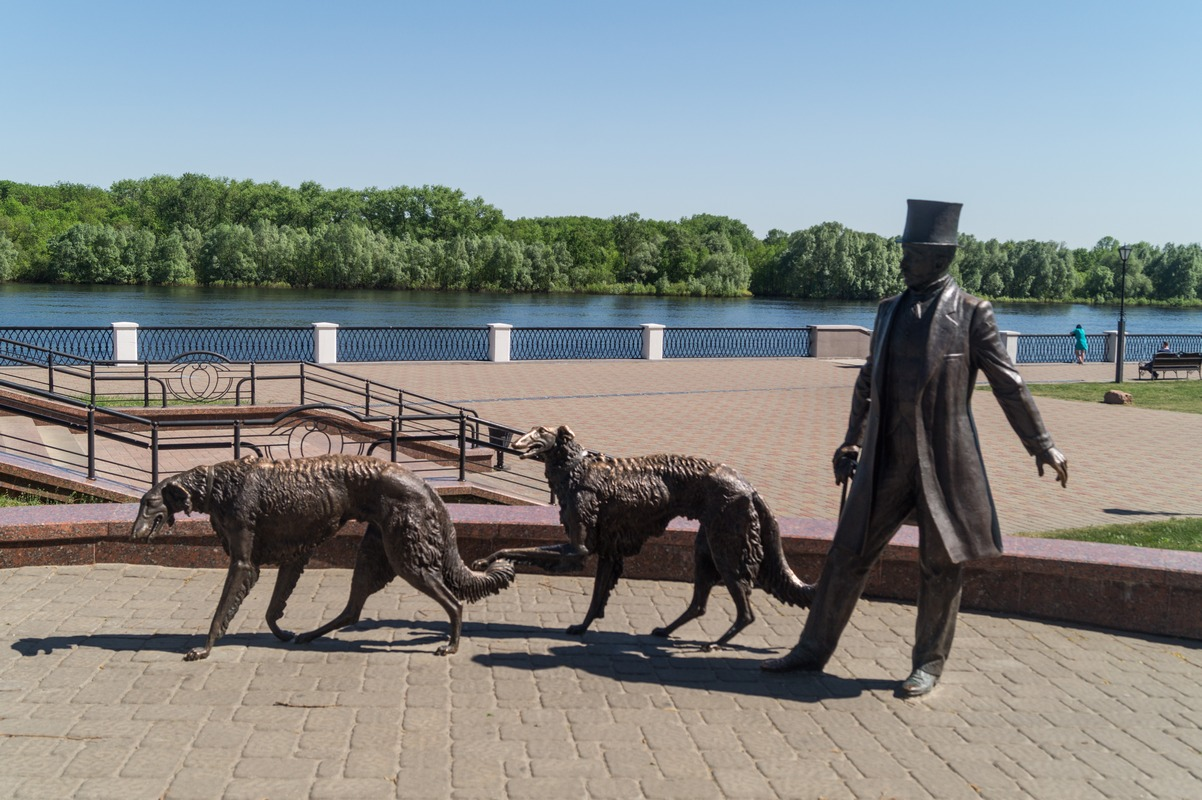
Скульптура — Князь Федор Паскевич и его любимые борзые Лорд и Марко
Памятник Карандашу перед  зданием Гомельского государственного цирка

## Достопримечательности

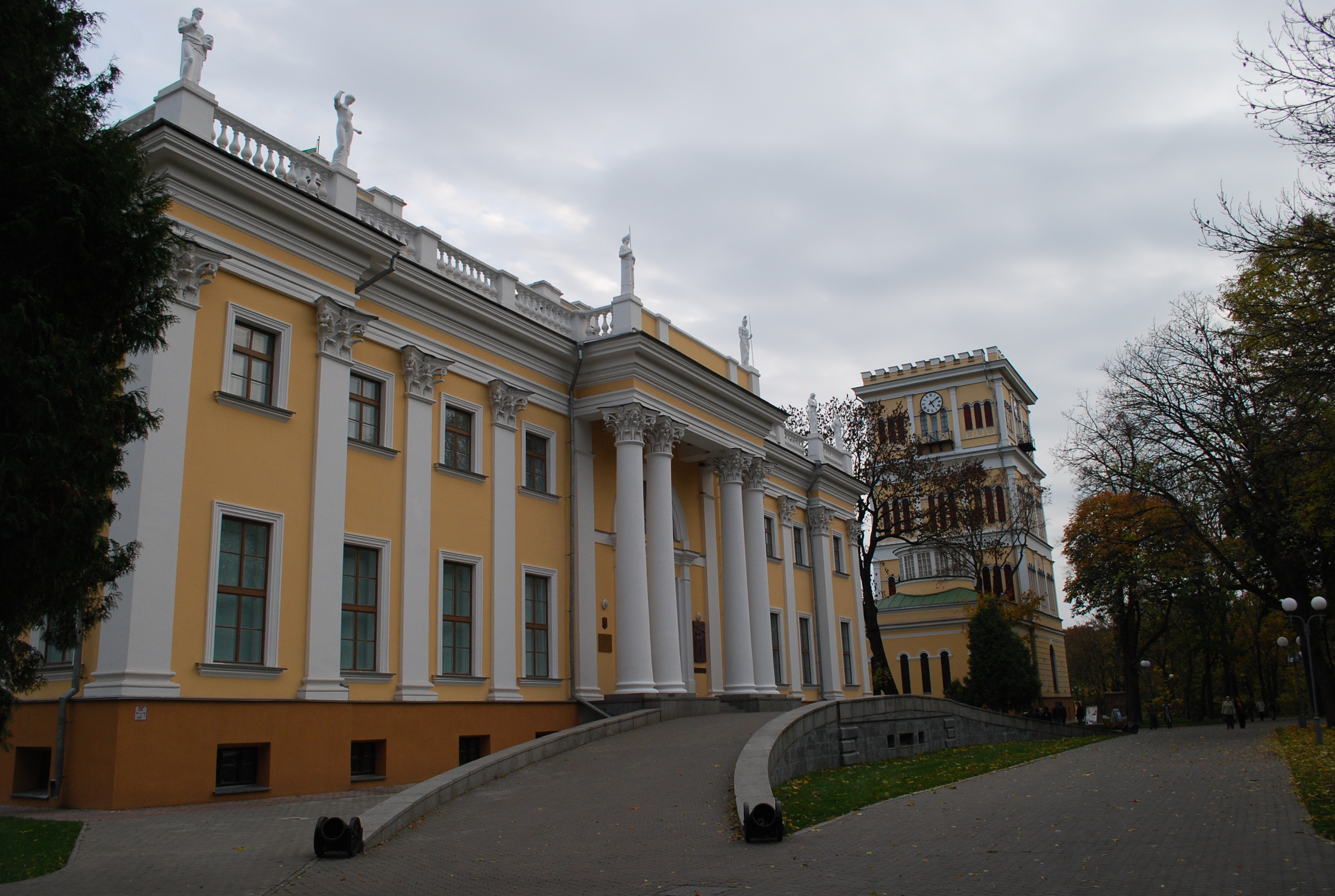
Дворец Румянцевых и Паскевичей

За всю более чем восьмивековую историю достопримечательностей в Гомеле сохранилось мало. Небольшая их часть относится к XVII—XVIII векам, основная часть относится к XIX—XX веку. Большинство памятников архитектуры XX века относится к 1950-м годам. Большая их часть сконцентрирована в центральной части города.
Основные достопримечательности:

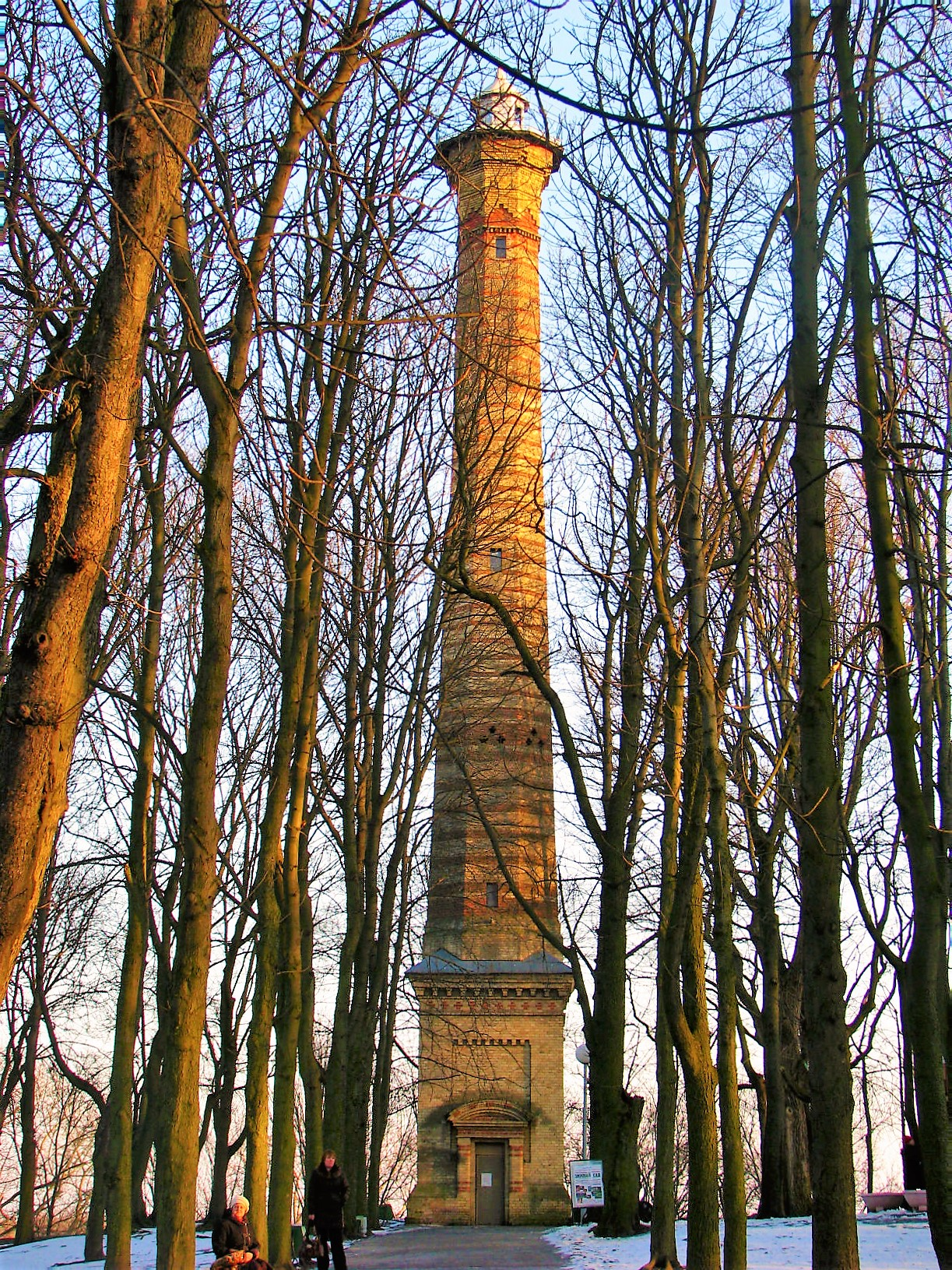
Башня обозрения

Братская могила советских воинов

- Гомельский дворцово-парковый ансамбль[89], заложенный при графе Николае Петровиче Румянцеве (первом хозяине города после раздела Речи Посполитой)
- Дворец Румянцевых — Паскевичей
- Часовня-усыпальница Паскевичей
- Петропавловский собор, восстановленный в конце 1980-х. В годы советской власти собор был планетарием
- 35-метровая башня обозрения (труба бывшего сахарного завода князя Паскевича)
- Охотничий домик (летняя резиденция Н. П. Румянцева), архитектор И. П. Дьячков
- Зимний сад
- Церковь Рождества Пресвятой Девы Марии
- Ильинская старообрядческая церковь
- Никольский монастырь
- Здание бывшей Городской думы
- Здание бывшей Александровской гимназии (архитектор С. Д. Шабуневский)
- Здание бывшей гостиницы «Савой» (архитектор С. Д. Шабуневский)
- Памятник комсомольцам
- Памятник Кириллу Туровскому
- Памятники 3 самолётам (Су-7БМ, Су-24М, Су-25) и 2 вертолётам (Ми-2, Ми-8ПП) и другие.

Для осмотра города популярны колесо обозрения и башня обозрения, расположенные в парке в нескольких сотнях метров от дворцового комплекса. Так как рельеф Гомеля относительно равнинный, высоты сооружений вполне хватает для осмотра города.

## В филателии и нумизматике
- 24 мая 2006 года Национальным банком Республики Беларусь выпущены в обращение памятные монеты «Гомель» («Гомель»)[90].
- 7 сентября 2011 года Министерство связи и информатизации Республики Беларусь выпустило в обращение художественный конверт с оригинальной маркой «Гомель — культурная столица Беларуси 2011 г.»[91].
- 16 сентября 2017 года Министерство связи и информатизации Республики Беларусь выпустило в обращение почтовую марку «Гомель» из серии «Города Беларуси»[92].
- К юбилейной дате разработан серебряный памятный знак «80-летие освобождения Гомеля от немецко-фашистских захватчиков» (2023). На нём изображён первый в городе танк Т-34 — символ Великой Победы.

## СМИ
В Гомеле зарегистрировано или имеют представительство 47 средств массовой информации. Из них четыре электронных (КУП «Гомельское городское радио», РУП РТЦ Телерадиокомпания «Гомель», ОНТ по Гомельской области). К печатным СМИ относятся 5 газет предприятий («Гомельский университет», «Сельмашевец» и т. д.), орган Гомельского горисполкома («Гомельские ведомости»), орган Гомельского облисполкома («Гомельская праўда»), орган администрации Советского района «Советский район»), газета «Вечерний Гомель», корпункты республиканских газет («Комсомольская правда» в Белоруссии, «Рэспубліка», «Звязда», «Советская Белоруссия» и др.). Также имеется ряд рекламных, информационно-развлекательных газет, популярностью пользуются новостные Интернет-порталы. На территории Гомеля, кроме республиканских телеканалов, работает местный телеканал — «Первый городской телевизионный канал».

### Телевидение
Из Гомельской ОРТПС на 24 частотном канале (498 МГц) в стандарте DVB-T производится вещание цифрового пакета (первого мультиплекса) следующих телевизионных каналов: Беларусь 1, Беларусь 2, Беларусь 3, ОНТ, СТВ, НТВ-Беларусь, РТР-Беларусь, Мир.
На 30 частотном канале (546 МГц) производится вещание в стандарте DVB-T2 второго мультиплекса: «Русский иллюзион», «Киномикс», «О», «Беларусь 5», Бобёр, Восьмой канал, Сарафан, ТВ-3, ТНТ-International, RU.TV, Карусель, Шансон, Моя планета, Россия К, Рыбалка и Охота , Усадьба, Матч Планета ,5 Internatinal .
На 38 частотном канале (610 МГц) производится вещание в стандарте DVB-T2 третьего мультиплекса: Арсенал, БелМуз-ТВ, Оружие, Мужское кино, Союз, Киносемья, БелРос, Лёва , СТС Kids, «Мульт», «Мультиландия», Кинопремьера, Кинокомедия, Кинохит, Муви ТВ, Дом Кино . Перечень каналов во втором и третьем мультиплексе может изменяться.
На 44 частном канале (658 МГц) производится вещание в стандарте DVB-T регионального мультиплекса: телеканалы «Беларусь 4. Гомель», «Гомель ТВ».
В областном центре работает система кабельного телевидения СООО «Гомель ТВ ком». Местный оператор транслирует свыше 45 ТВ-программ в аналоговом формате и более 100 — в цифровом качестве.

### Радио
В Гомеле осуществляют вещание 22 радиостанций:
1. «Радио Столица» — 66,2
2. «Авторадио» — 89,7
3. «Центр-FM» — 90,5
4. (ПЛАН) «Супер FM» — 91,0
5. «Канал „Культура“ Белорусского радио» — 91,5
6. «Юмор-FM» — 92,1
7. «Легенды-FM» — 94,7
8. «Альфа радио» — 96,4
9. «Relax-FM» — 98,5
10. «Правда Радио» — 99,0
11. «Радио Unistar» — 99,8
12. «Радиус-FM» — 100,1
13. «Гомель FM» — 101,3
14. «Радио Мир» — 101,7
15. «Радио Рокс» — 102,6
16. «Радио Гомель Плюс» — 103,7
17. «Пилот FM» — 104,4
18. «Первый Национальный канал Белорусского радио» — 105,1
19. «Радио Минск» — 105,6
20. «Душевное радио» — 106,0
21. «Новое радио» — 106,7
22. «Гомельское городское радио» — 107,4

## Преступность и пенитенциарная система
В 2014 году в Гомеле было зарегистрировано 4566 преступлений — больше, чем в других областных центрах (кроме Минска). По числу зарегистрированных преступлений в пересчёте на 100 тысяч человек (871) Гомель занимает второе место среди областных центров, также уступая только Минску (1076). 556 преступлений в Гомеле относились к категории тяжких и особо тяжких. Были зарегистрированы 1581 кража, 207 хулиганств, 168 грабежей. 1381 преступление было совершено ранее судимыми лицами, 204 — группой лиц. В городе было зафиксировано 522 преступления, связанных с наркотиками — на 4 меньше, чем в Гродно, и в 4,5 раза меньше, чем в Минске.
В городе расположены три учреждения Департамента исполнения наказаний МВД Республики Беларусь:
- Исправительная колония № 4 (ИК-4, женская) — ул. Антошкина, 3;
- Следственный изолятор № 3 — ул. Книжная, 1;
- Исправительное учреждение открытого типа № 17 — ул. Борисенко, 13, к. 2.

## Международное сотрудничество

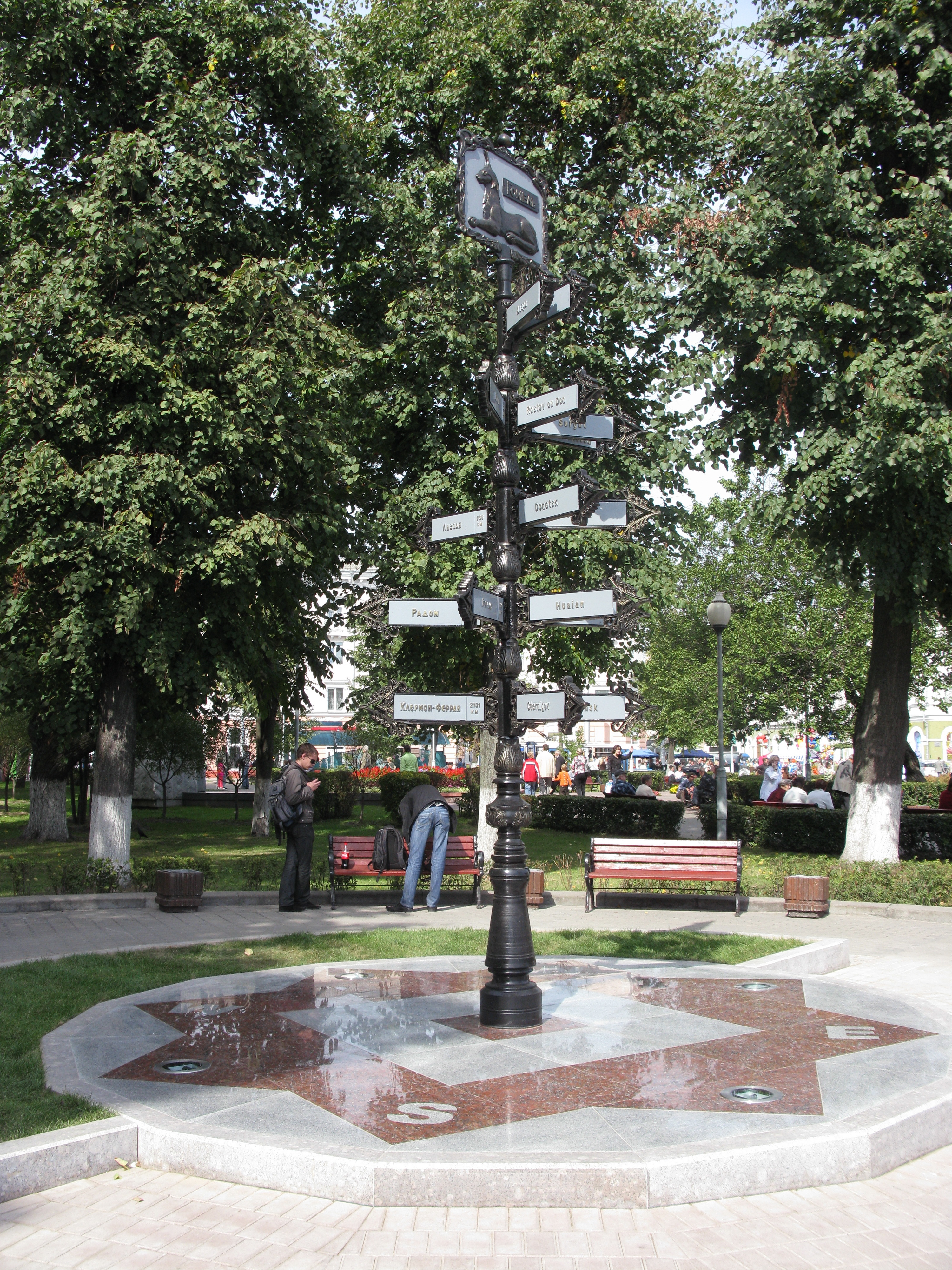
Знак городам-побратимам Гомеля в сквере Кирилла Туровского

Список городов-побратимов и городов-партнёров Гомеля (дата установления отношений):
- Анапа, Россия (21.05.2010)
- Армавир, Россия (26.11.2009)
- Брянск, Россия (01.06.2001)
- Бургас, Болгария (14.07.1998)
- Воронеж, Россия (25.01.2013)
- Гянджа, Азербайджан (21.11.2013)
- Донецк, Украина (04.04.2003)
- Калининград, Россия (10.09.2010)
- Клермон-Ферран (фр. Clermont-Ferrand), Франция (21.10.1977)
- Красносельский район (Санкт-Петербург), Россия (01.08.2001)
- Василеостровский район, Россия (19.08.2002)
- Курган, Россия (14.10.2016)
- Курск, Россия (05.11.2004)
- Кутаиси, Грузия (03.05.2016)
- Киров, Россия (с 25.11.2023)[105].
- Нови-Сад, Сербия (05.05.2013)[106]
- Магадан, Россия (19 сентября 2024)[107]
- Магнитогорск, Россия (27.04.2015)
- Нижний Новгород, Россия (26.06.2025)[108]
- Обнинск, Калужская область, Россия (16.09.2023)[109], с 06.05.2024 города-побратимы[110]
- Омск, Россия (14.09.2013)
- Орёл, Россия (02.07.2024)[111]
- Парма, Италия (06.05.2016)
- Протвино, Россия (08.07.1998)
- Риека (хорв. Rijeka), Хорватия (2016)
- Ростов-на-Дону, Россия (25.06.2009)
- Самара, Россия (25.05.2000)
- Соломенский район (укр. Солом'янський район), Украина (09.10.2009)
- Сургут, Россия (30.04.2005)
- Ульяновск, Россия (08.09.2012)
- Уфа, Россия (с 28.06.2023)[112]
- Форт-Майерс, штат Флорида, США (15.06.2016)
- Ханьдань, Китай (22.10.2019)
- Харбин (кит. упр. 哈尔滨, пиньинь  Hā'ěrbīn)), Китай (11.05.2015)
- Хуайань (кит. упр. 淮安, пиньинь Huái'ān)), Китай (июнь 1997)
- Хух-Хото, Китай (01.04.2019)
- Чэнду, Китай (09.11.2016)
- Черёмушки (район Москвы), Россия (13.06.2007)

Прекращено сотрудничество — Радом, Абердин, Ческе-Будеёвице, Лиепая, Чернигов.